# قائمة شركات طيران للركاب

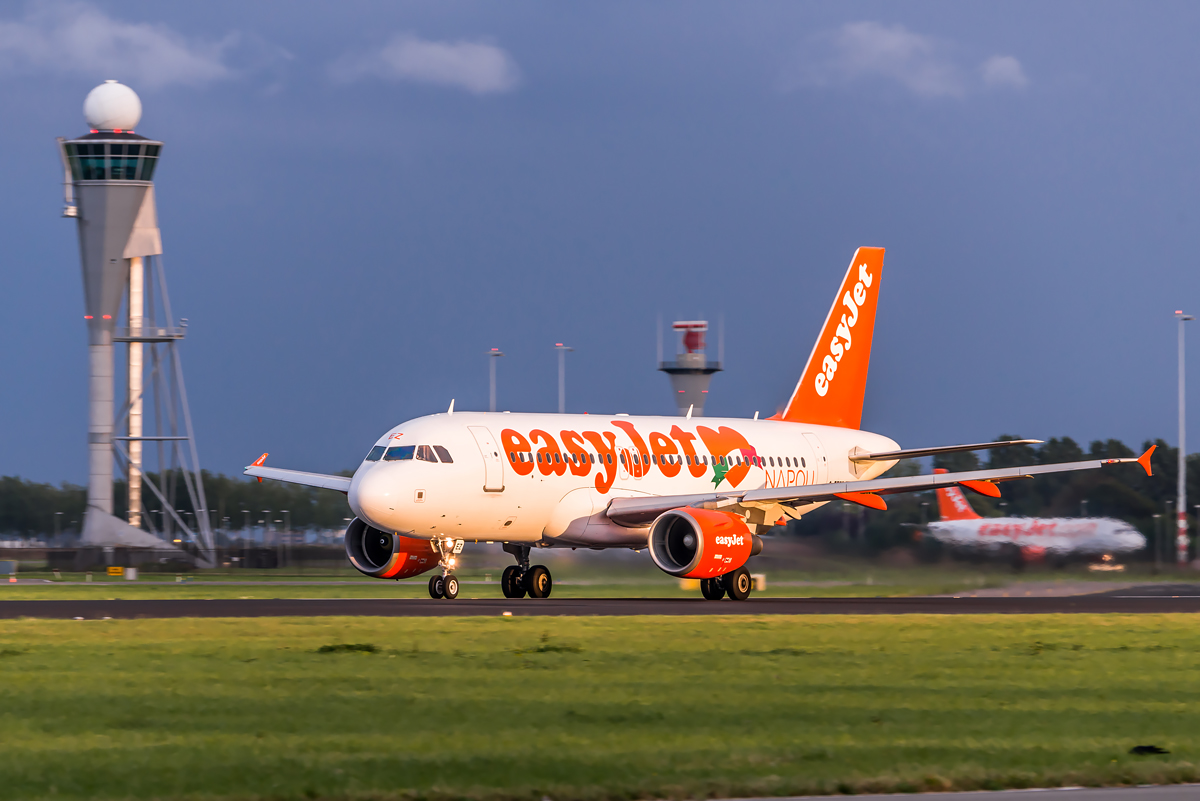
EasyJet A319, Airport Amsterdam Schiphol.

هذه قائمة بشركات الطيران العاملة التي تقدم خدمة منتظمة (عادةً مجدولة) لخدمة المسافرين من عامة الناس. تتضمن هذه القائمة بعض شركات الطيران التي تقدم خدمة تأجير رحلات منتظمة بين وجهات ثابتة. كما تضم بعض شركات الطيران في عملية التخطيط للتخطيط لبدء رحلتها الأولى قريباً.
يتم سرد شركات الطيران المنحلة في قائمة شركات الطيران المنحلة.
تشمل قائمة شركات الطيران جميع شركات الطيران، بما في ذلك الشحن، والطيران العارض، وناقلات الشركات غير المدرجة هنا.
| محتويات |
| --- |
| 1 قائمة شركات طيران للركاب 1.1 أفريقيا 1.2 آسيا 1.3 أسترالاسيا والمحيط الهادي 1.4 البحر الكاريبي وأمريكا الوسطى 1.5 أوروبا 1.6 الشرق الأوسط 1.7 أمريكا الشمالية 1.8 أمريكا الجنوبية 2 انظر أيضا 3 روابط خارجية |

## قائمة شركات الطيران

### أفريقيا
محتويات: أعلى - أ ب ت ث ج ح خ د ذ ر ز س ش ص ض ط ظ ع غ ف ق ك ل م ن ه وي

#### أنغولا
- Diexim Expresso

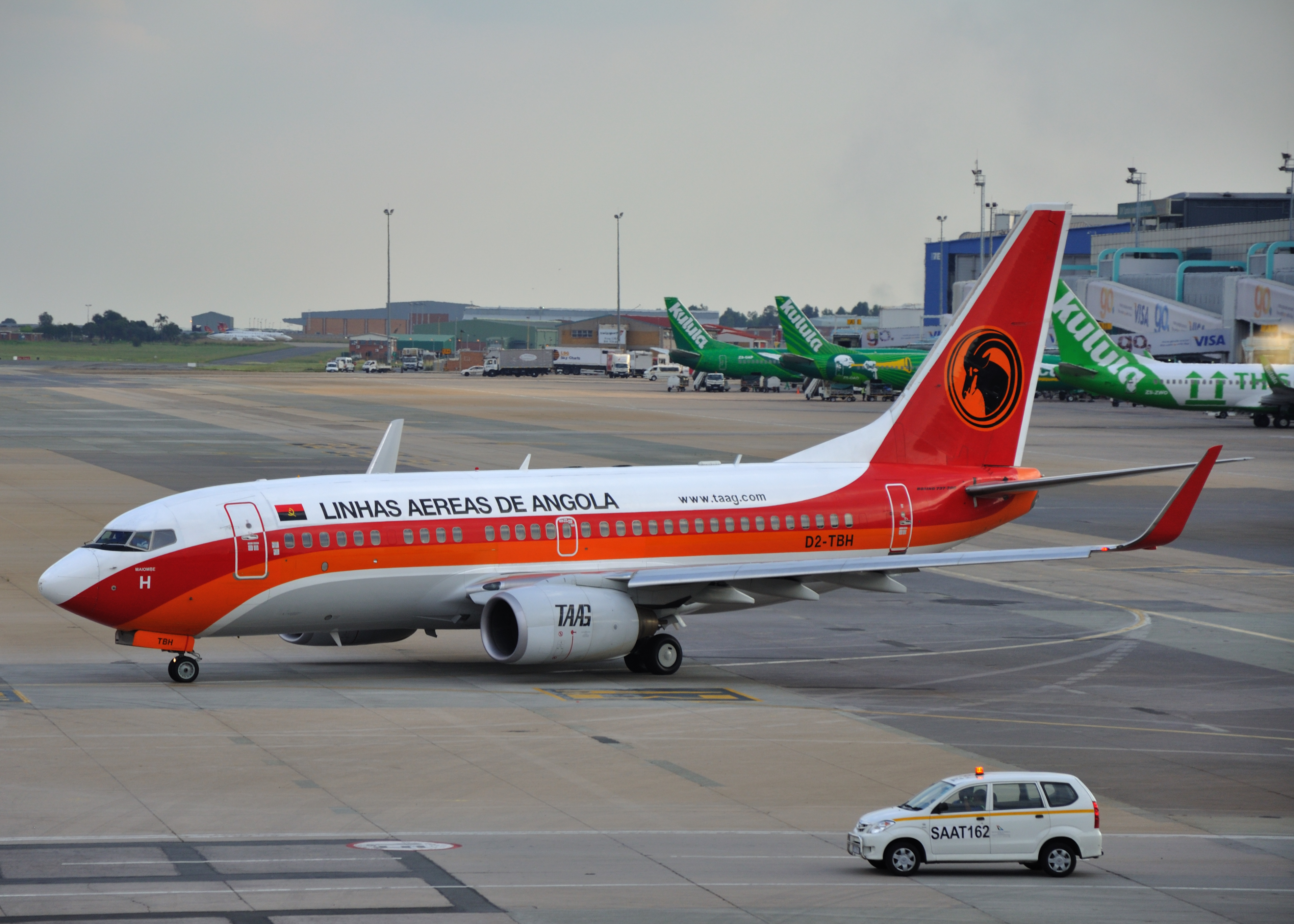
TAAG Boeing 737-700

- SAL (Sociedade de Aviação Ligeira)
- SonAir
- الخطوط الجوية الأنغولية

#### إريتريا
- الخطوط الجوية الإريترية

#### إثيوبيا
- الخطوط الجوية الإثيوبية

#### أوغندا
- إيغل إير

#### إي سواتيني
- Airlink Swaziland

#### بنين
- COTAIR
- Trans Air Benin

#### بوتسوانا
- الخطوط الجوية البوتسوانية
- Air Daytona Airlines

#### بوركينا فاسو
- طيران بوركينا

#### بوروندي
- Air Burundi

#### تشاد
- الخطوط الجوية التشادية توماي

#### تنزانيا
- طيران تنزانيا
- بريسيجن إير
- Regional Air

#### توغو
- خطوط أسكي الجوية

#### تونس

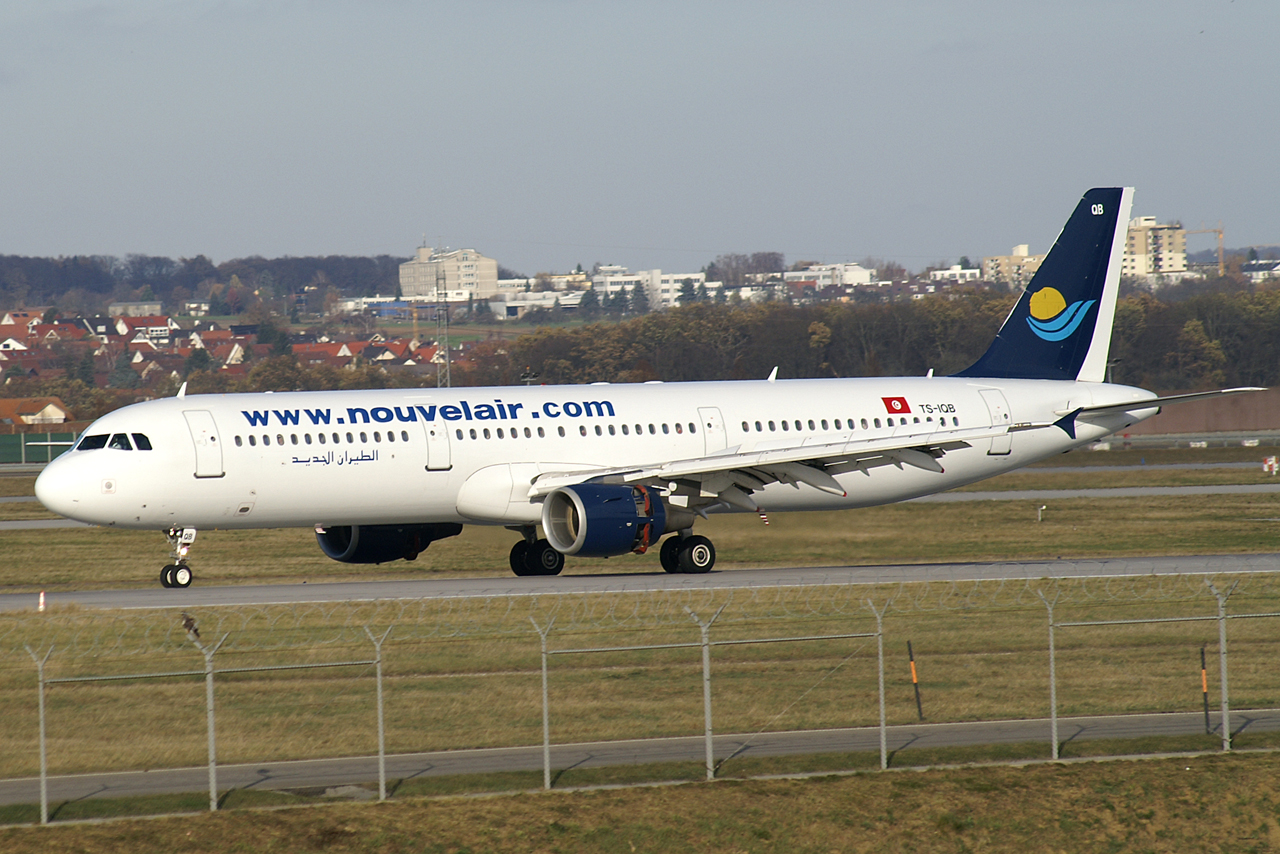
Nouvelais Airbus A321

- قرطاج للطيران
- الطيران الجديد تونس
- الخطوط التونسية
- الخطوط التونسية السريعة

#### الجزائر
- الخطوط الجوية الجزائرية
- طيران الطاسيلي

#### جزر القمر
- Comores Air Services
- جزر القمر للطيران
- Comoro Islands Airline

#### جنوب أفريقيا

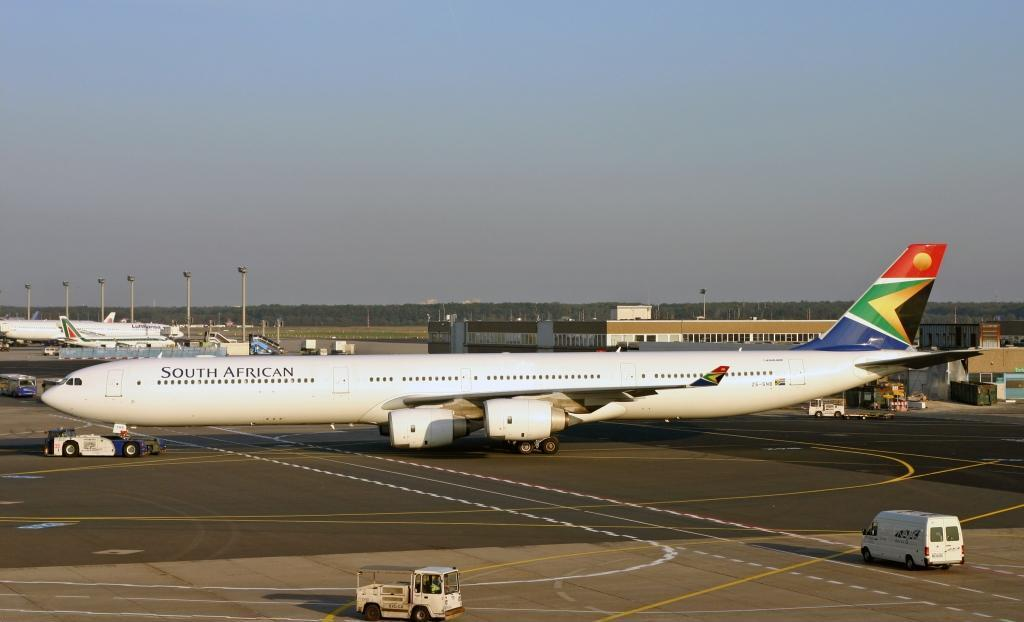
South African Airways Airbus A340-600

- 1Time Airline
- إير لينك
- Comair
- Kulula.com
- مانغو (خطوط جوية)
- خطوط جنوب أفريقيا الجوية
- جنوب أفريقيا إكسبريس للطيران

#### جيبوتي
- طيران دالو
- جيبوتي للطيران

#### الرأس الأخضر

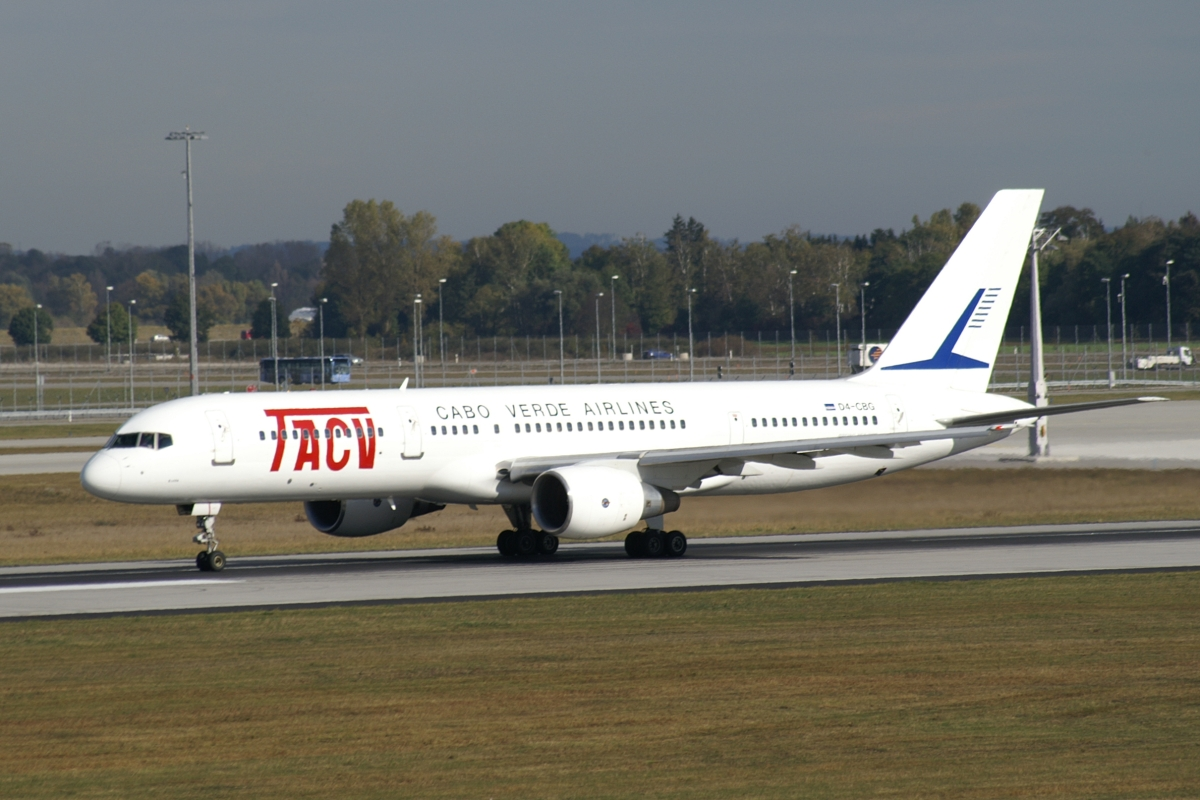
TACV Boeing 757-200

- Cabo Verde Express
- Halcyonair
- TACV

#### رواندا
- طيران رواند

#### زامبيا
- Airwaves Airlink
- Nationwide Airlines
- Proflight Zambia

#### زيمبابوي
- طيران زيمبابوي
- Zimbabwe Airlink

#### ساحل العاج
- إير كوت ديفوار

#### ساو تومي وبرينسيب
- STP Airways

#### السودان

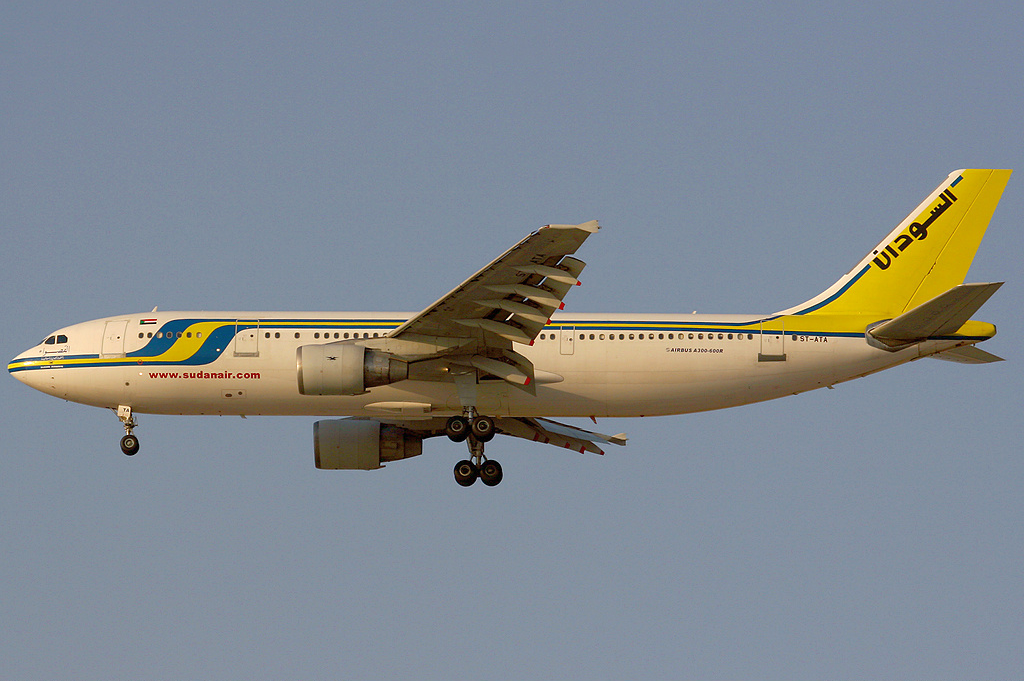
Sudan Airways إيرباص إيه 300 at مطار دبي الدولي (2006)

- Marsland Aviation
- Mid Airlines
- نوفا للطيران
- الخطوط الجوية السودانية
- Sun Air
- بدر للطيران

#### سيشل
- طيران سيشل

#### سيراليون
- Eagle Air

#### الصومال
- جوبا للطيران

#### الغابون
- Avirex Gabon

#### غامبيا
- غامبيا بيرد
- Mahfooz Aviation
- Slok Air International

#### غانا
- CTK - CiTylinK

#### غينيا الاستوائية
- Ecuato Guineana

#### الكاميرون
- الخطوط الجوية الكاميرونية
- Elysian Airlines

#### جمهورية الكونغو الديمقراطية
- الشركة الإفريقية للطيران
- الكونغو اكسبرس  [لغات أخرى]‏
- FlyCongo
- Korongo Airlines
- Wimbi Dira Airways

#### جمهورية الكونغو
- ترانس إير الكونغو

#### كينيا

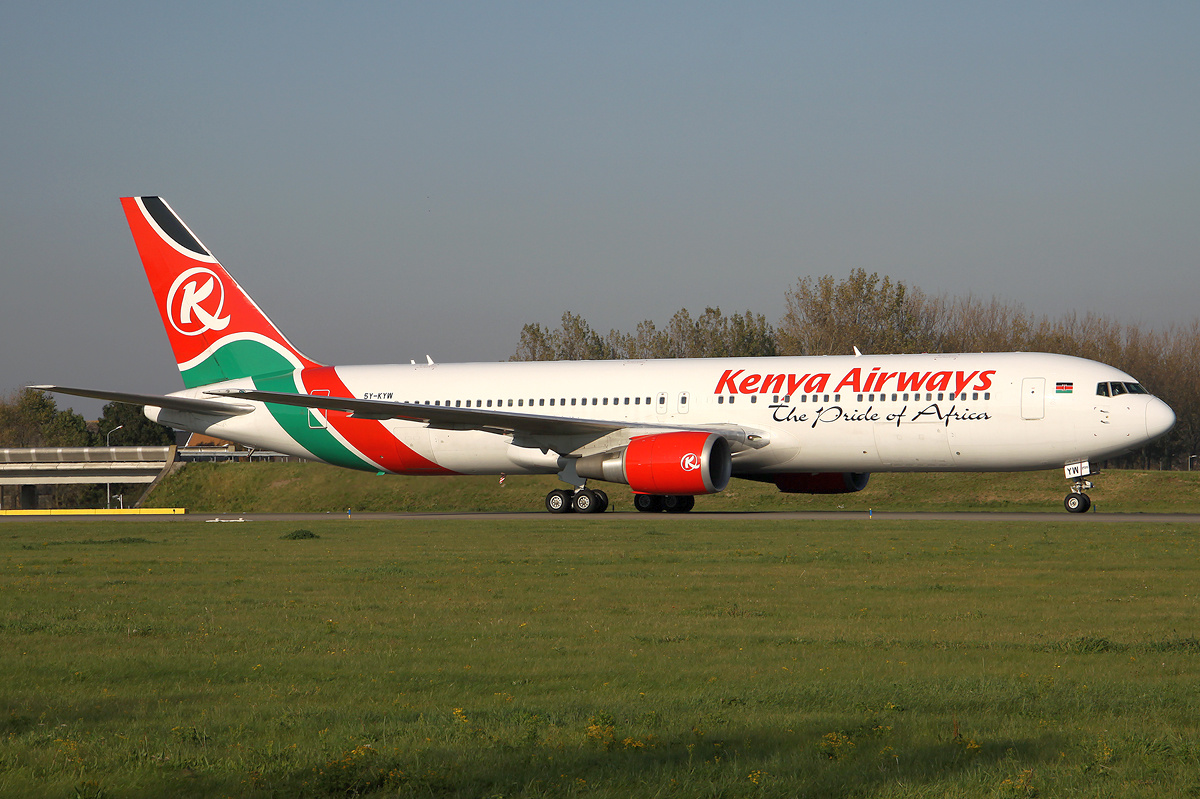
Kenya Airways Boeing 767-300ER

- أفريكان إكسبريس
- Airkenya Express
- فلاي 540
- الخطوط الجوية الكينية
- Mombasa Air Safari

#### ليبيريا
- LoneStar Airways (in formation)

#### ليبيا
- الخطوط الجوية الأفريقية
- ليبيا للطيران
- طيران البراق
- الخطوط الجوية الليبية

#### لا ريونيون
- طيران أوسترال

#### مصر

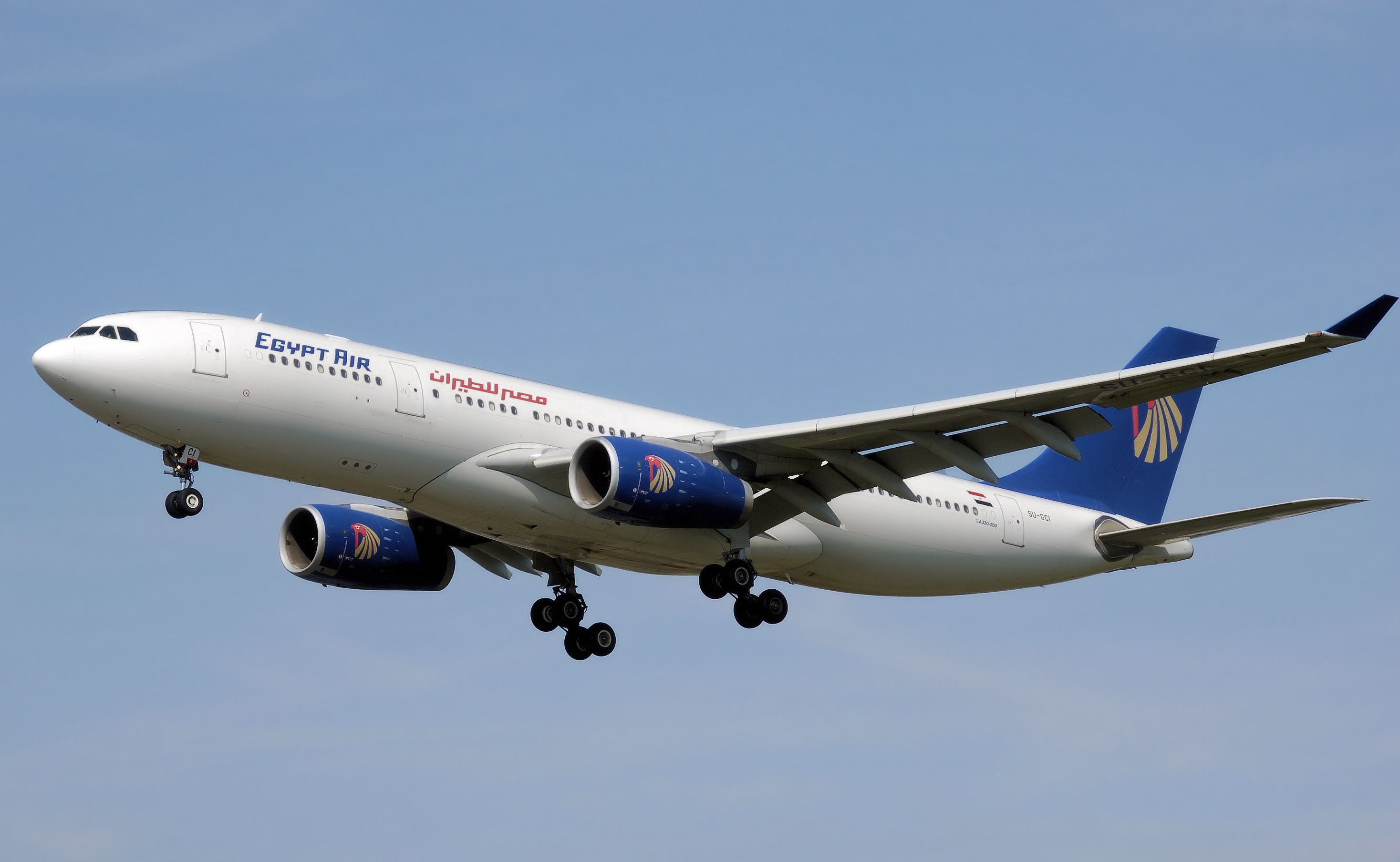
Egyptair Airbus A330-200

- إير كايرو
- ممفيس للطيران
- سيناء للطيران
- الإسكندرية للطيران
- خطوط إيه إم سي الجوية
- القاهرة للنقل الجوي
- مصر للطيران
- مصر للطيران إكسبريس
- النيل للطيران

#### مدغشقر
- طيران مدغشقر

#### مالاوي
- الخطوط الجوية المالاوية

#### مالي
- إير مالي

#### موريتانيا
- الموريتانية الدولية للطيران

#### موريشيوس
- طيران موريشيوس

#### المغرب

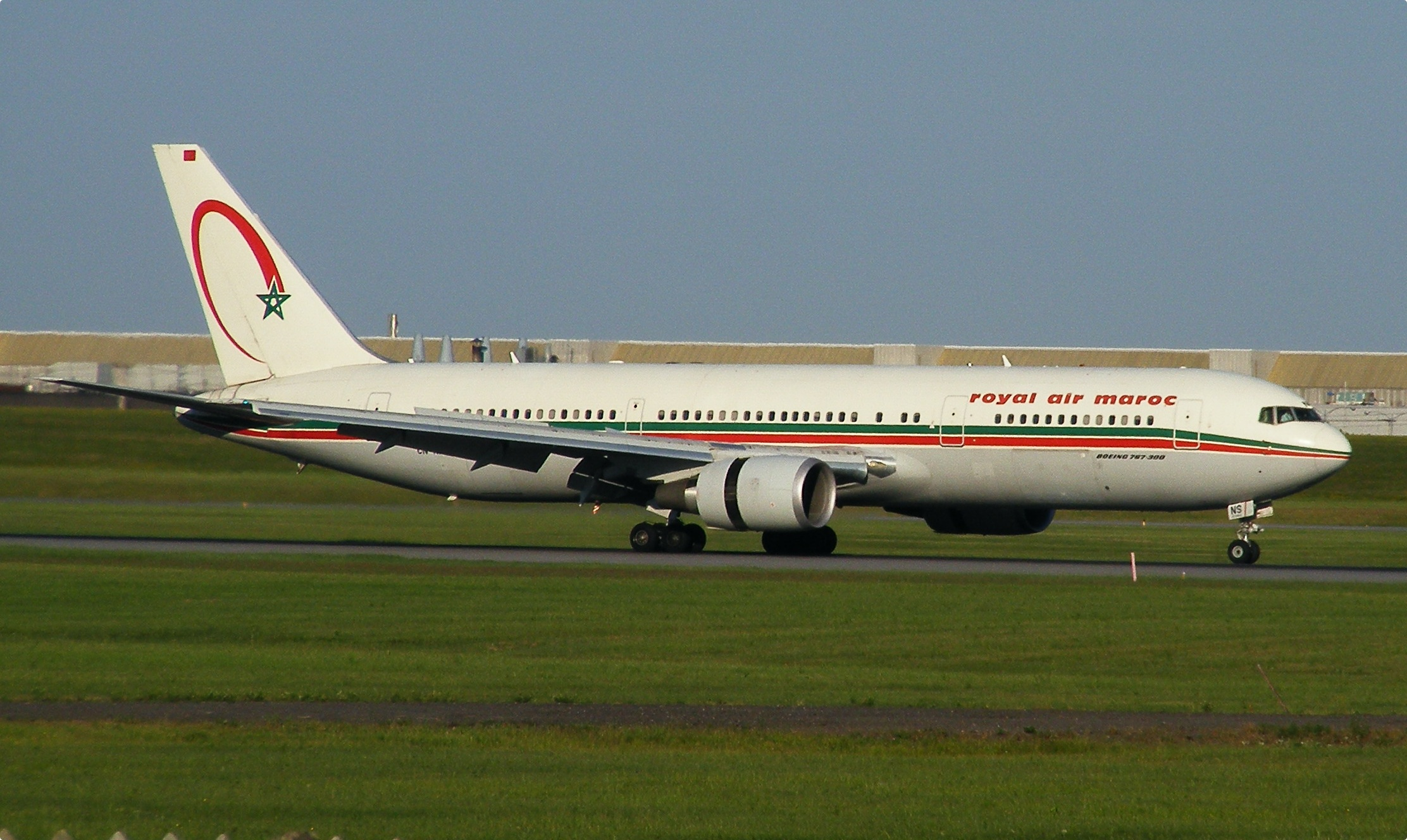
Royal Air Maroc Boeing 767-300

- Casa Air Service
- الخطوط الملكية المغربية إكسبريس
- الخطوط الملكية المغربية

#### موزمبيق

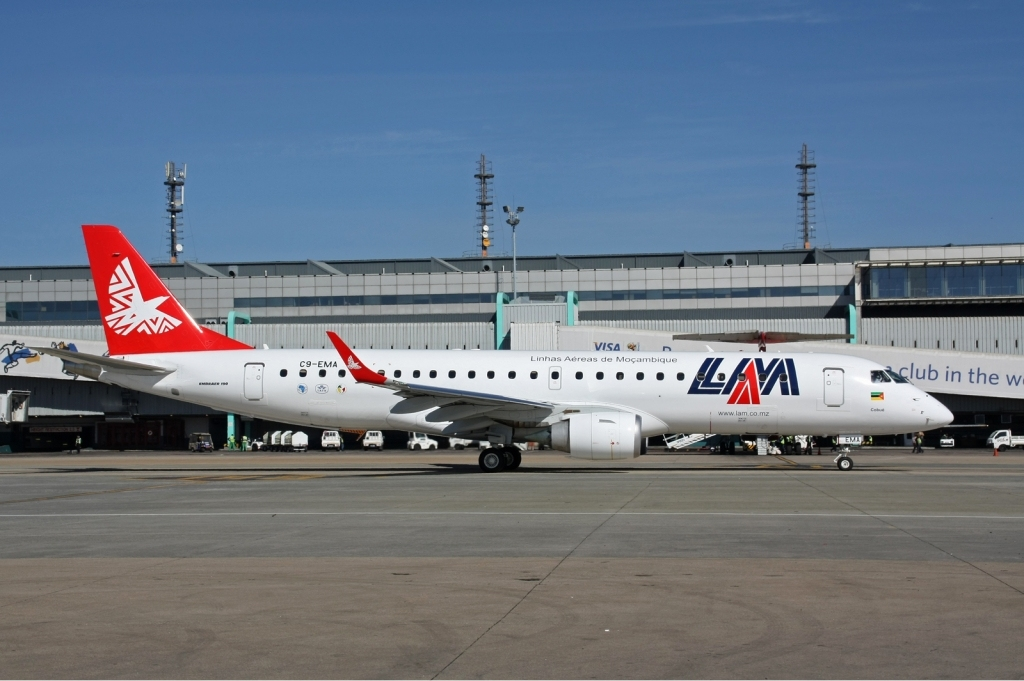
LAM Embraer E-190

- الخطوط الجوية الموزمبيقية
- Moçambique Expresso
- Transairways

#### ناميبيا
- طيران ناميبيا

#### نيجيريا

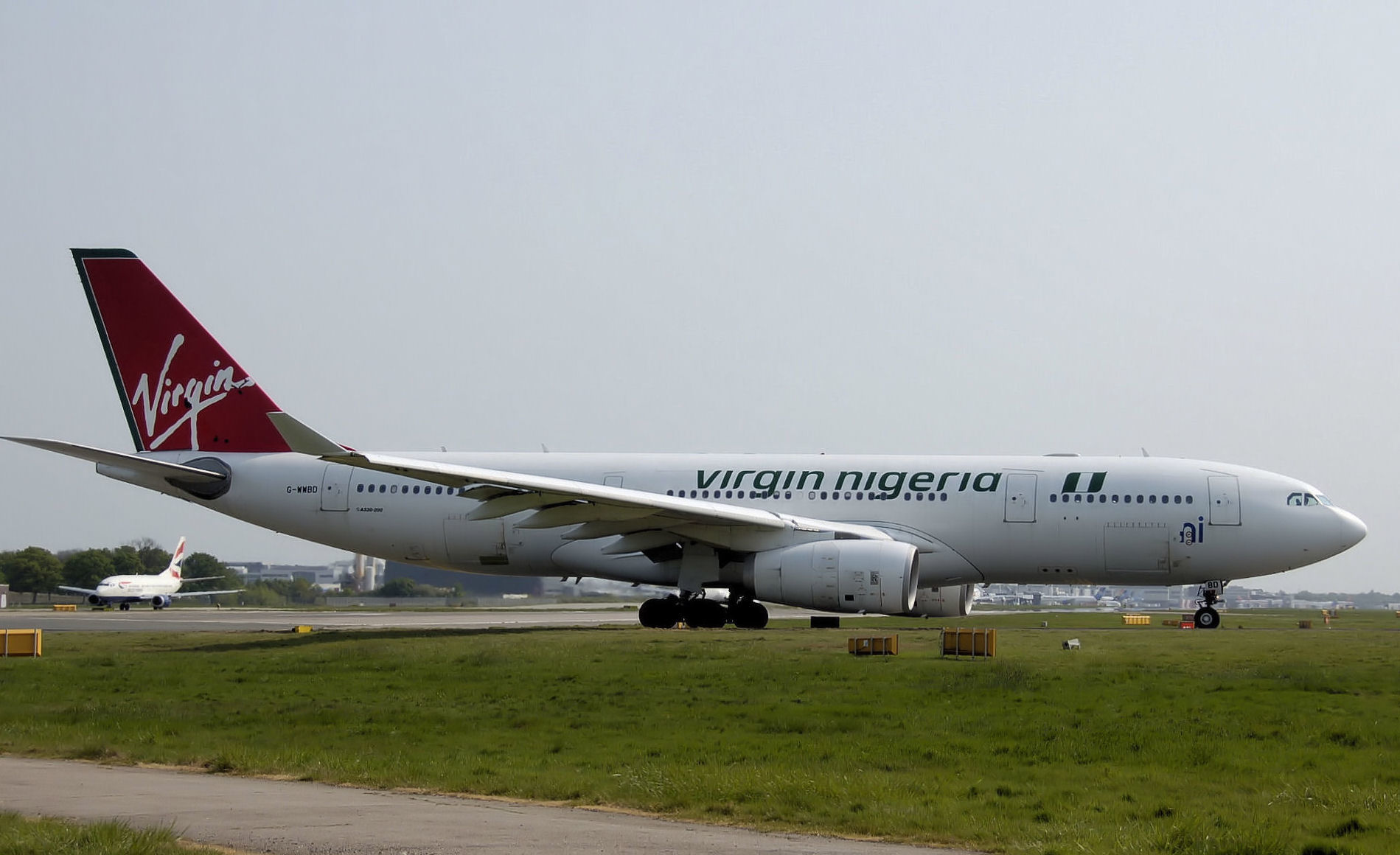
Virgin Nigeria (actually Air Nigeria) إيرباص إيه 330

- Aero Contractors
- طيران أريك
- Chanchangi Airlines
- IRS Airlines
- Overland Airways

### آسيا
محتويات: أعلى - أ ب ت ث ج ح خ د ذ ر ز س ش ص ض ط ظ ع غ ف ق ك ل م ن ه وي
بالنسبة إلى دول الشرق الأوسط ، يرجى الرجوع إلى القسم الخاص أدناه أسفل.

#### أفغانستان
- الخطوط الجوية الأفغانية
- كام إير
- الخطوط الجوية الصافي

#### أذربيجان
- الخطوط الجوية الأذربيجانية
- Turan Air

#### إندونيسيا

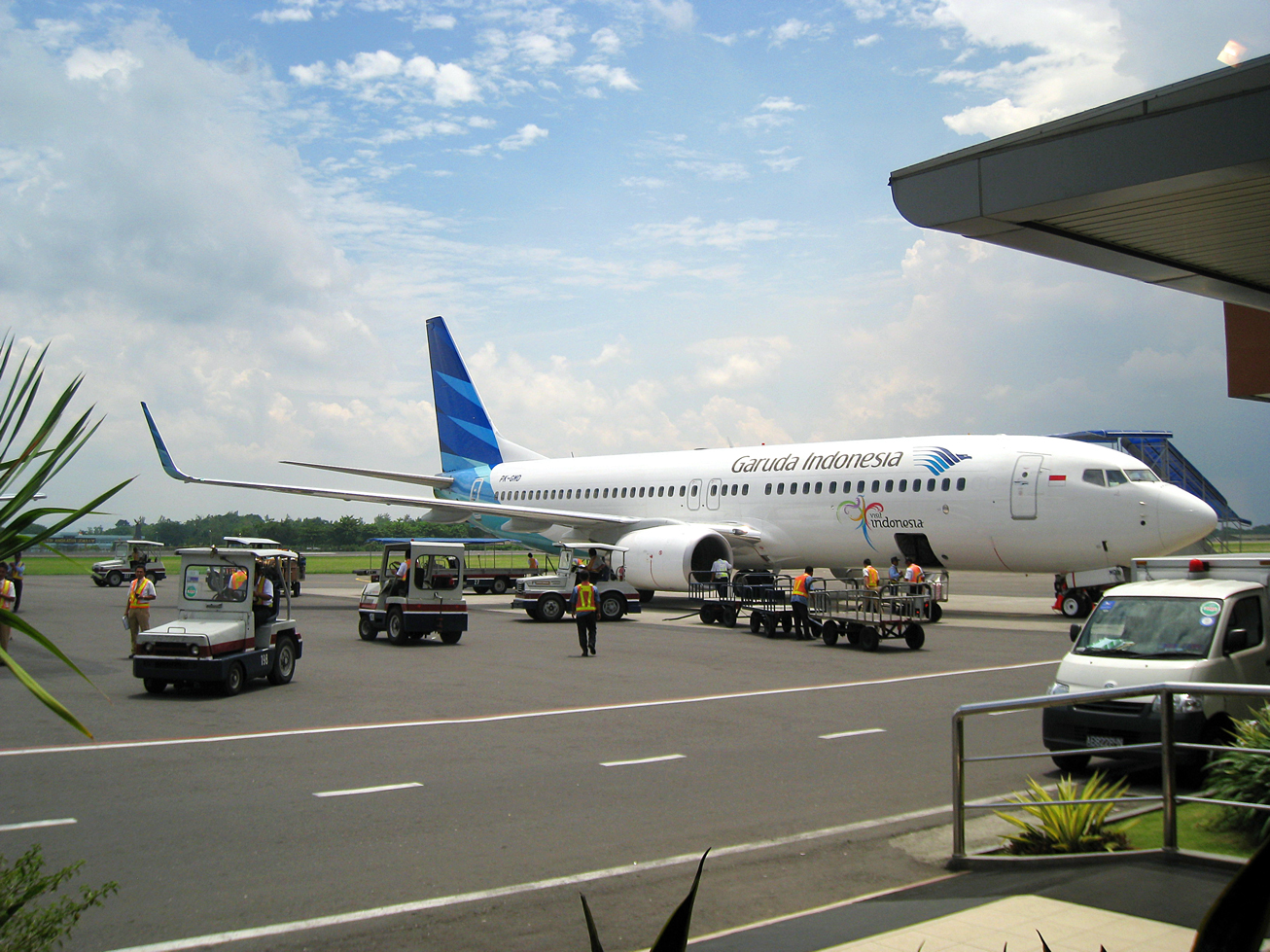
غارودا إندونيسيا Boeing 737 NG with new livery at Adisucipto International Airport

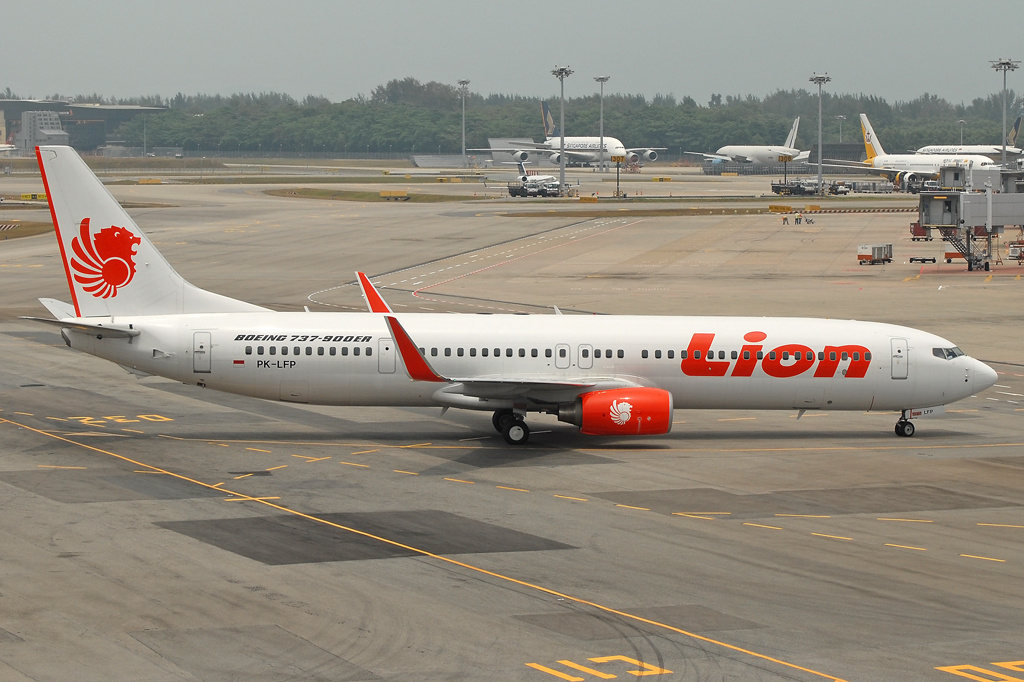
Lion Air بوينغ 737 الجيل القادم

- Air Regional
- Airfast Indonesia
- Aviastar
- Batik Air
- سيتي لينك (إندونيسيا)
- غارودا إندونيسيا
- Indonesia Air Transport
- طيران أسيا (اندونيسيا)
- Jhonlin Air Transport
- Kalstar Aviation
- Kaltim Airlines
- ليون إير
- Mimika Air
- Pelita Air Service
- طيران سريويجايا
- Susi Air
- Wings Air

#### أوزبكستان
- الخطوط الجوية الأوزبكستانية

#### باكستان

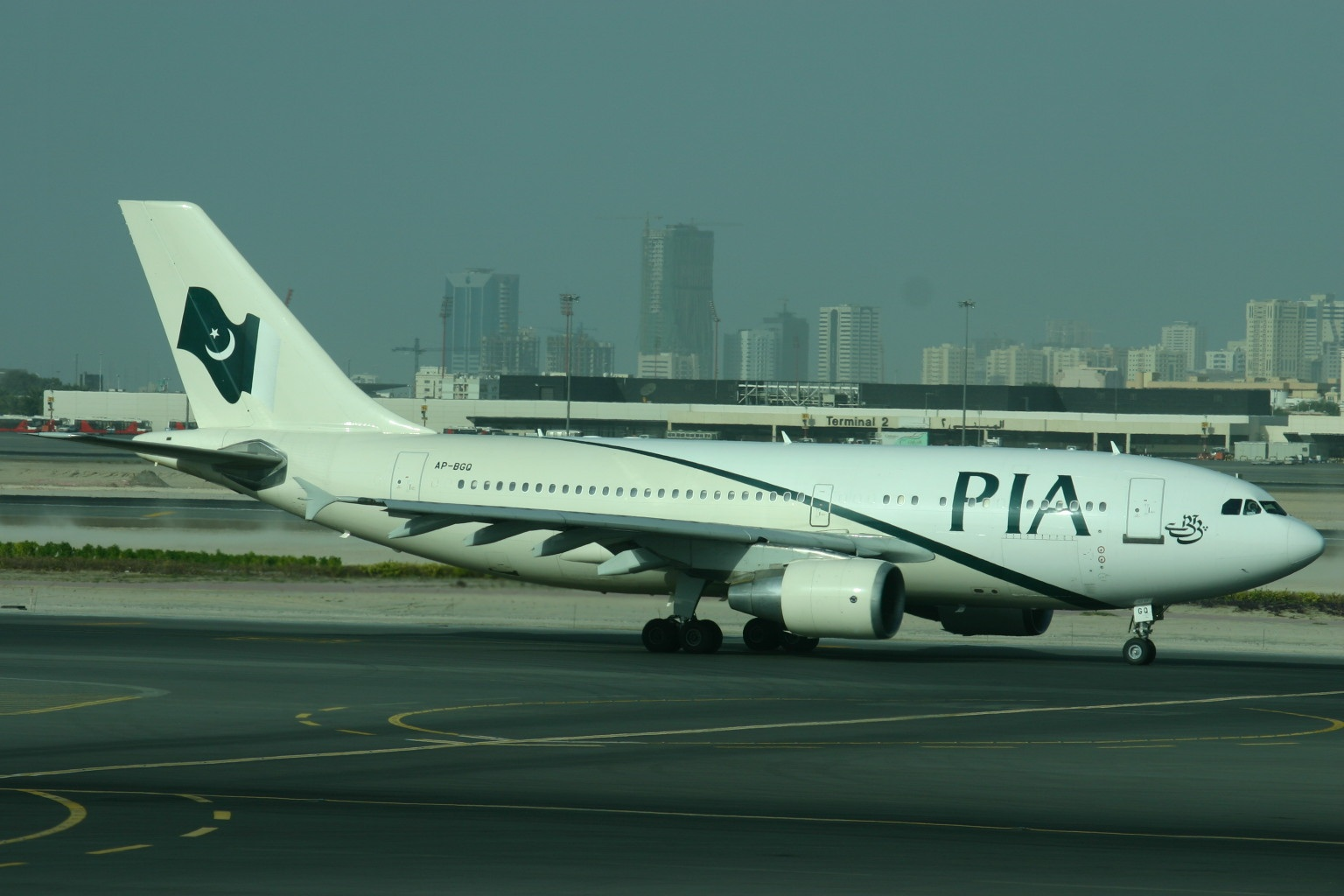
PIA Airbus A310-300

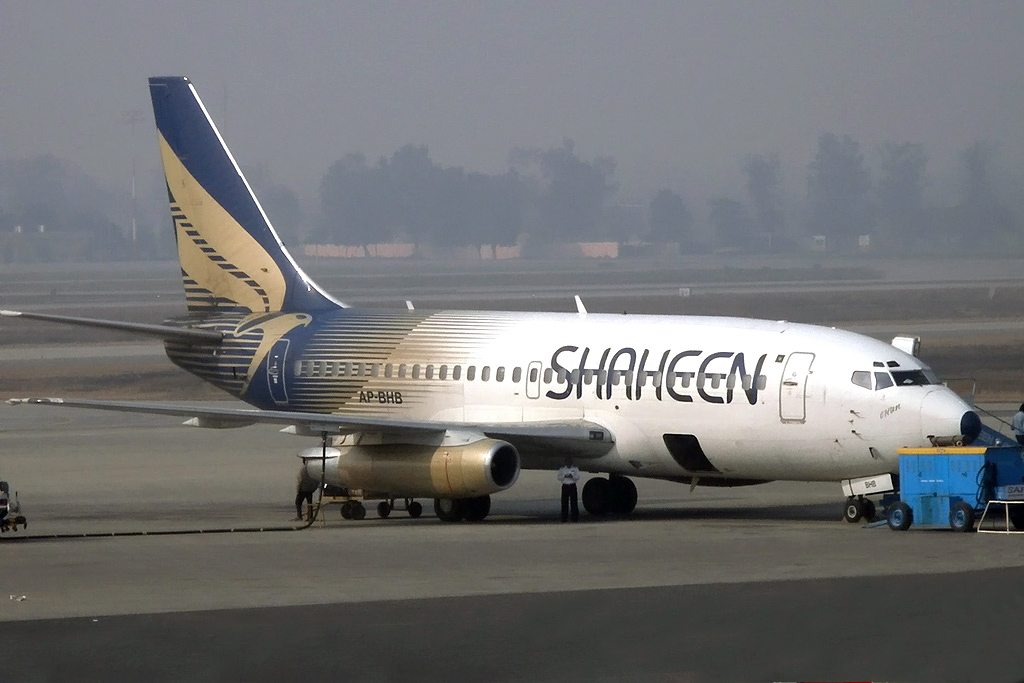
A former Shaheen Air بوينغ 737.

- Aero Asia
- Air Indus
- إيربلو
- ASSL
- Askari Aviation
- Bhoja Air
- الخطوط الجوية الدولية الباكستانية
- Princely Jets
- Rayyan Air
- Royal Airlines
- شاهين للطيران
- Star Air Aviation
- Vision Air International

#### بنغلاديش

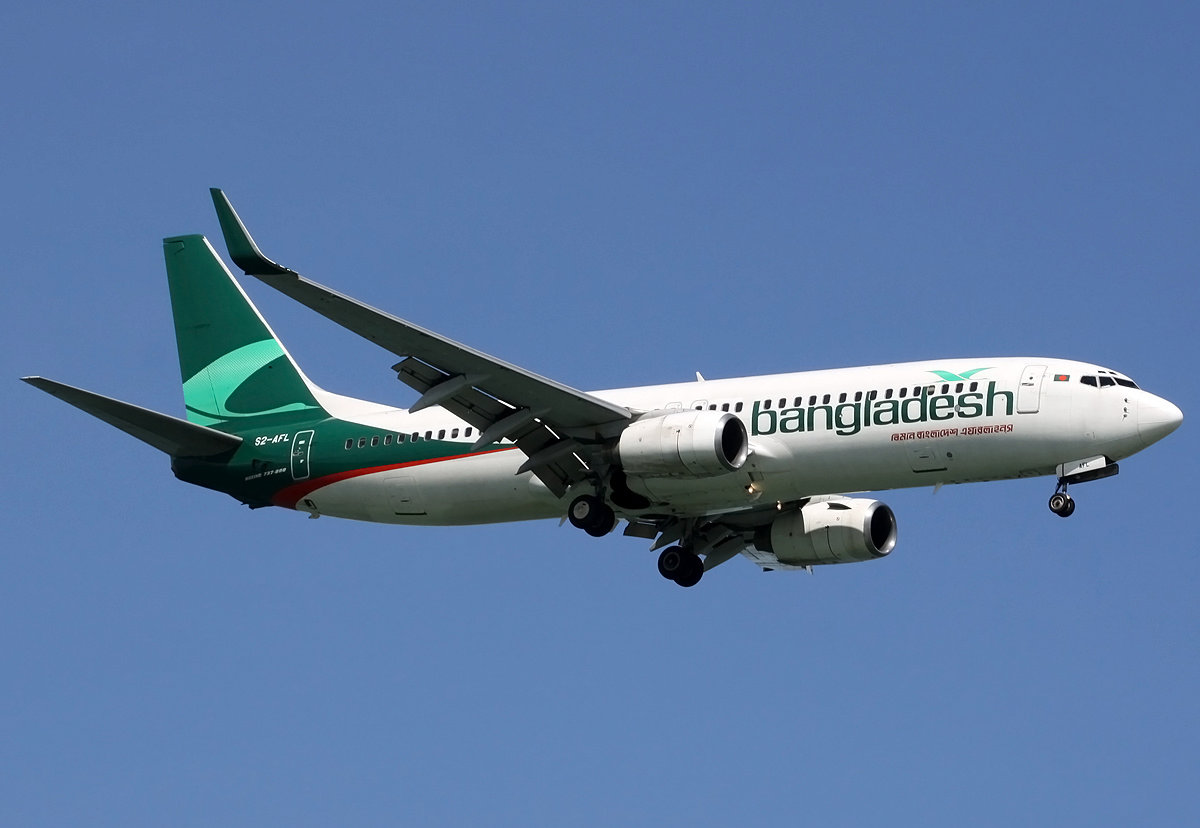
Biman Bangladesh Airlines بوينغ 737 الجيل القادم

- خطوط بيمان بنغلاديش الجوية
- نوفو إير
- ريجنت للطيران
- United Airways
- يو إس بنغلا للطيران

#### بوتان
- طيران دروك

#### بروناي

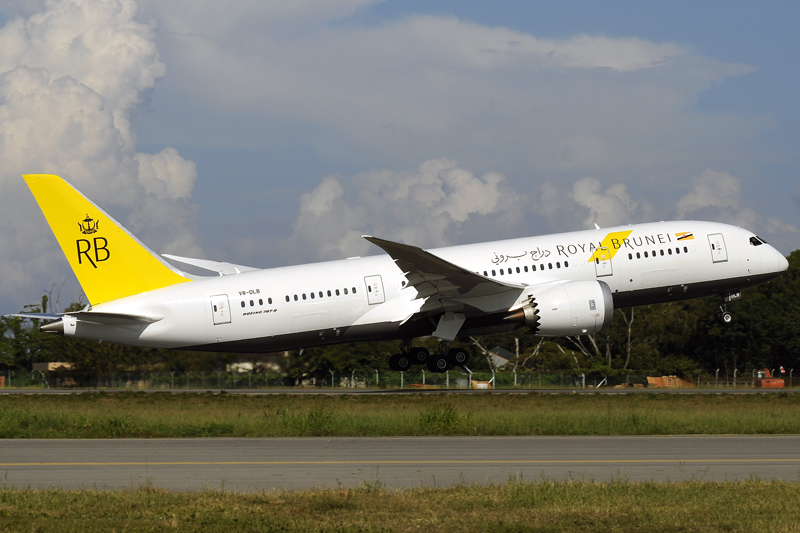
A Royal Brunei Airlines بوينغ 787 departing مطار كوتا كينابالو الدولي.

- خطوط رويال بروناي الجوية

#### تايوان

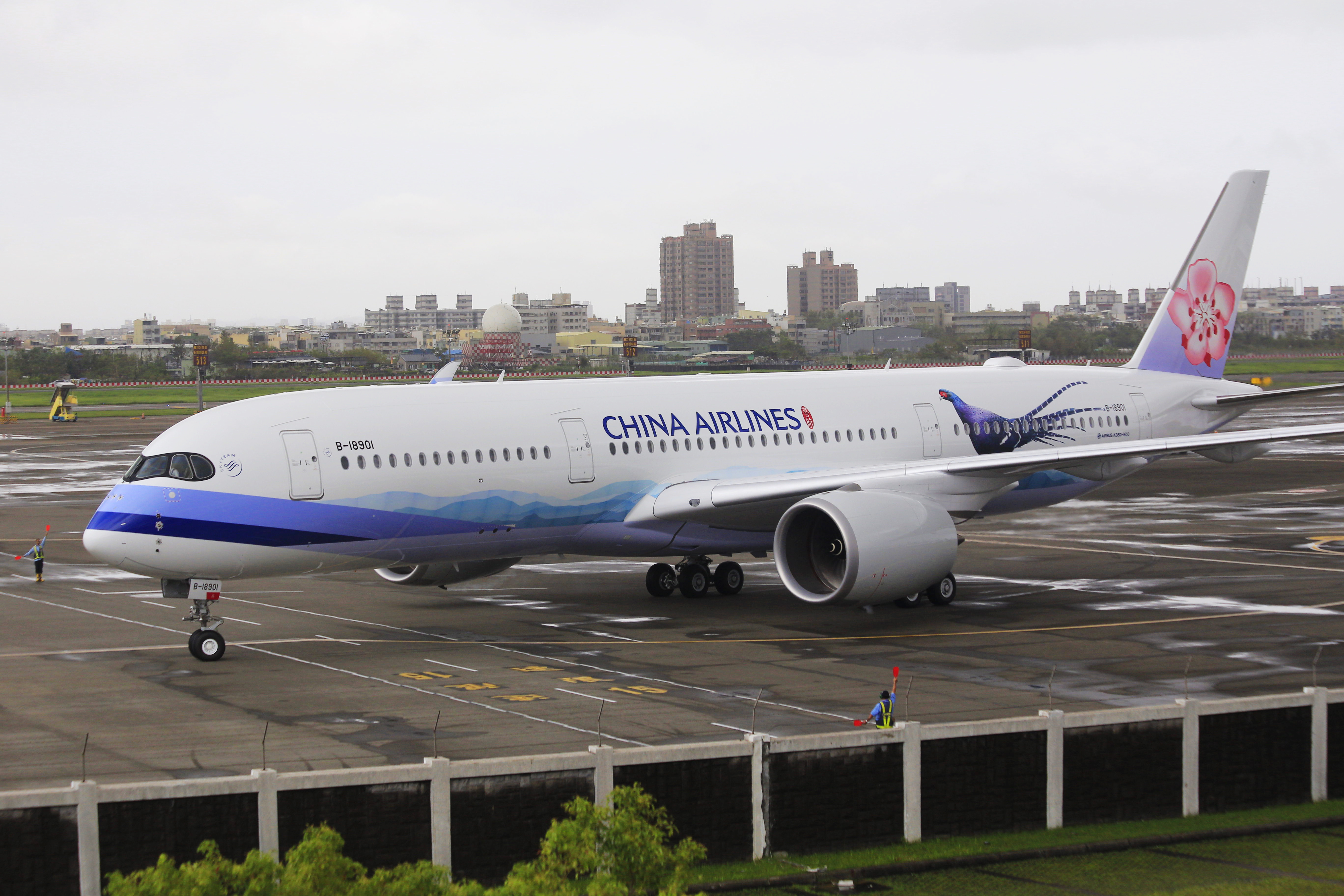
China Airlines إيرباص إيه 350

- الخطوط الجوية الصينية
- Daily Air
- إيفا للطيران
- Far Eastern Air Transport
- خطوط ماندارين الجوية
- خطوط ترانس آسيا
- Uni Air

#### تيمور الشرقية
- Air Timor

#### طاجيكستان
- Somon Air
- Tajik Air

#### تايلاند

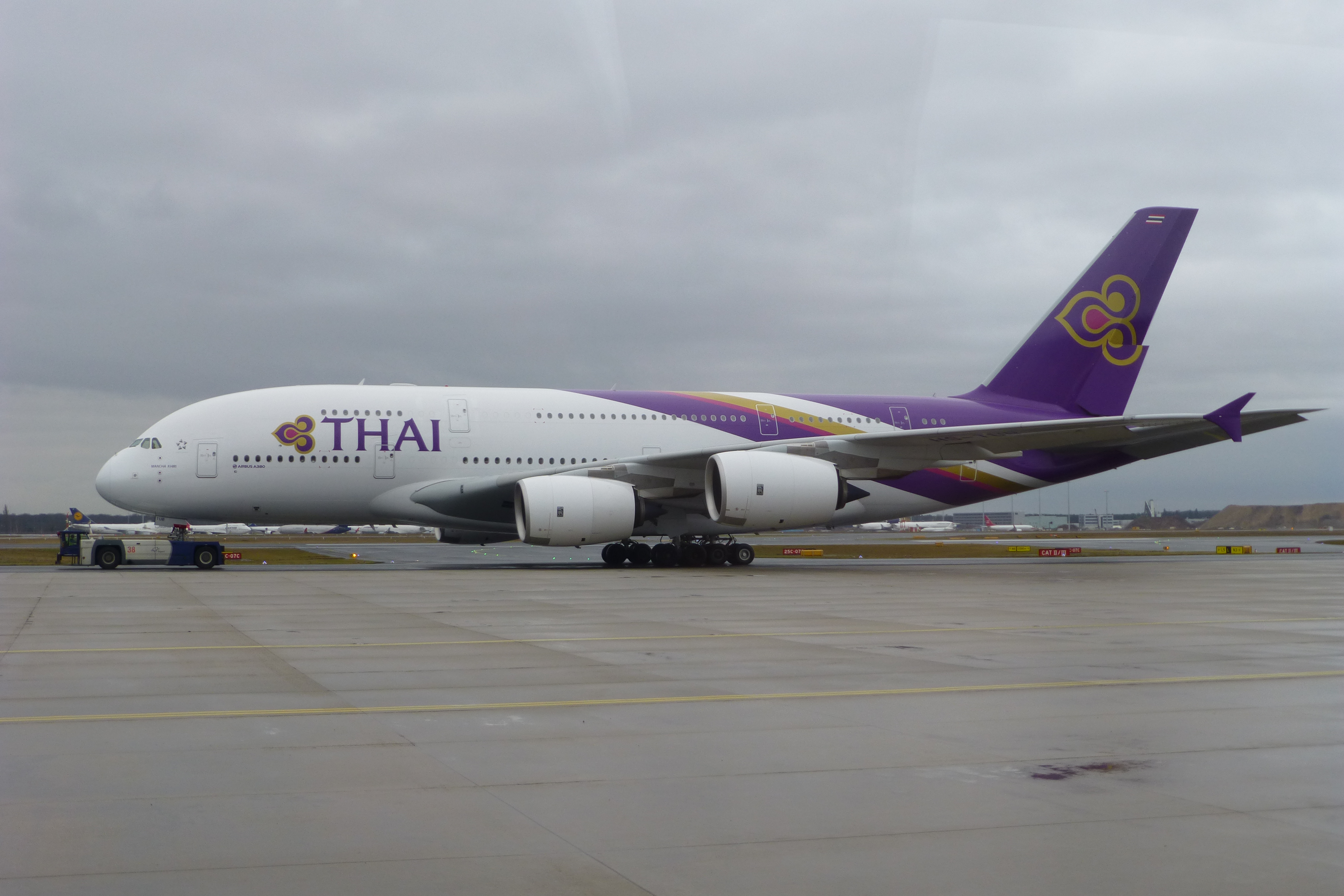
Thai Airbus A380

- طيران بانكوك
- طيران نوك
- طيران أورينت تاي
- طيران أسيا (تايلاند)
- الخطوط الجوية الدولية التايلاندية
- Thai Lion Air
- Thai Smile
- Thai Vietjet Air

#### تركمانستان
- طيران تركمانستان

#### سنغافورة

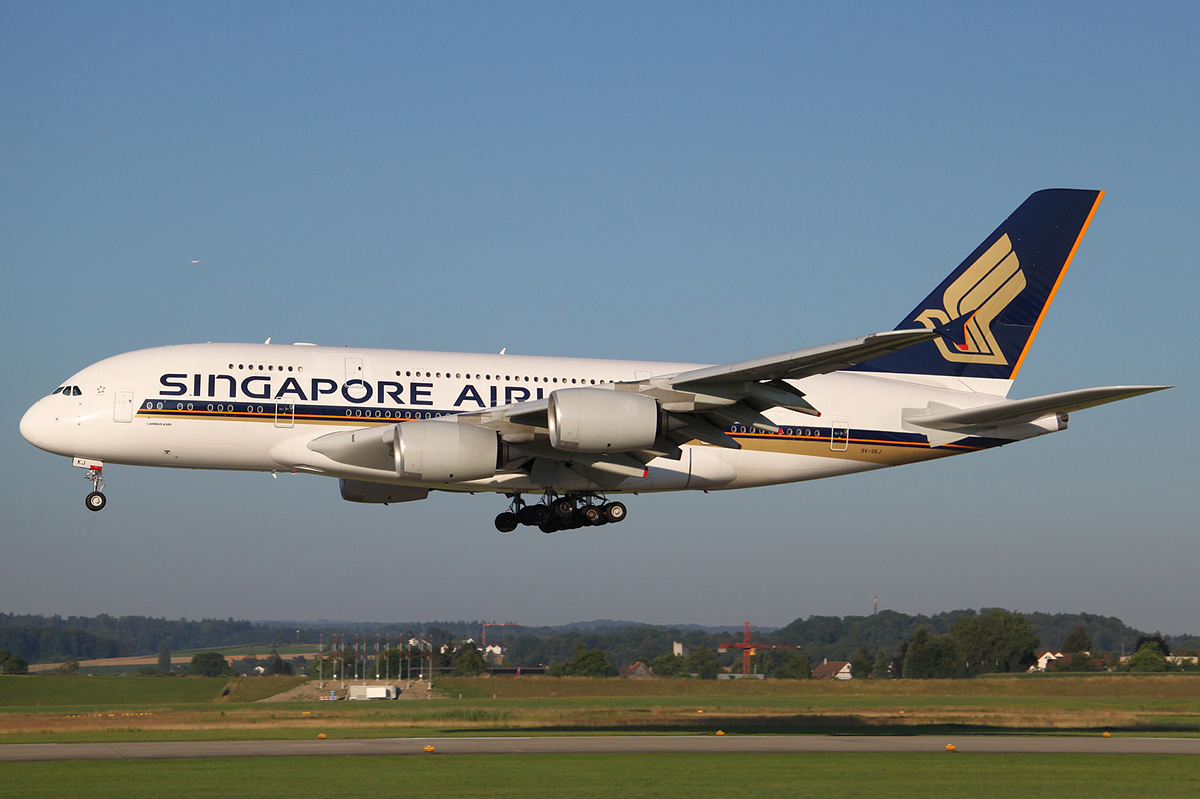
Singapore Airlines Airbus A380-800 at مطار زيورخ الدولي in 2010.

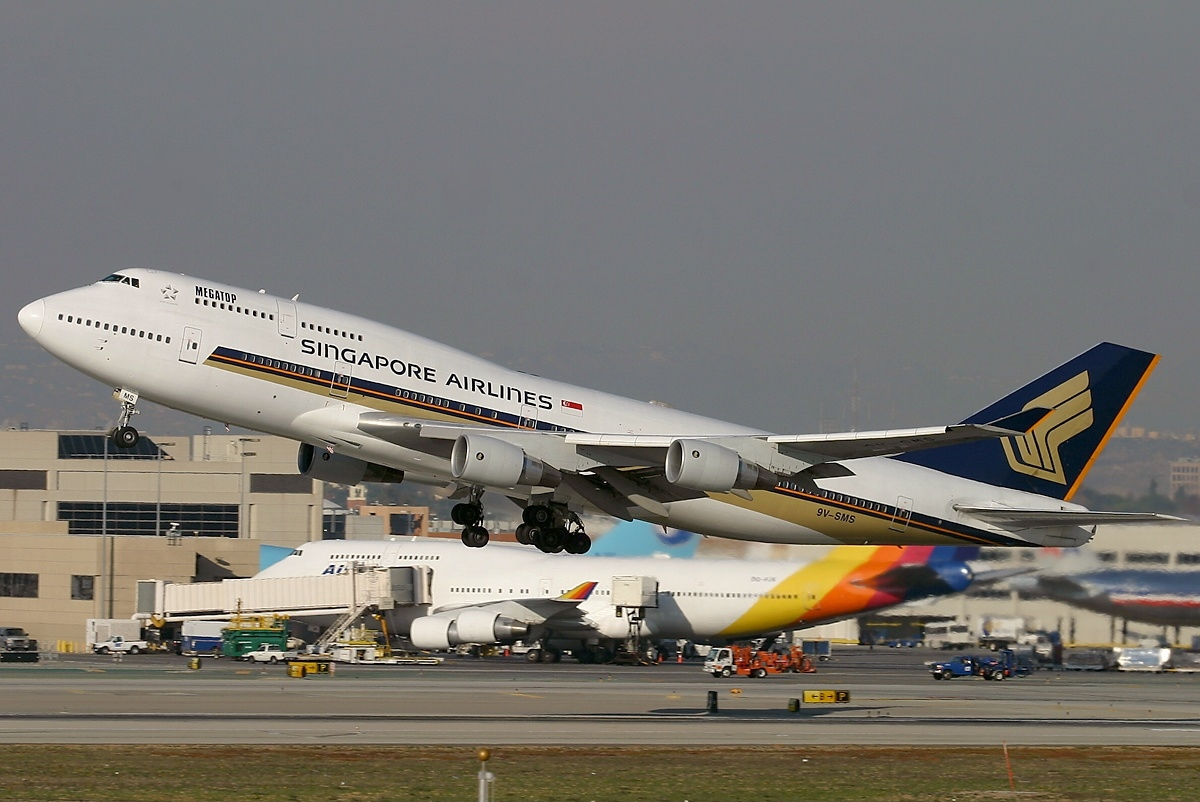
Singapore Airlines Boeing 747-400 at مطار لوس أنجلوس الدولي in 2003.

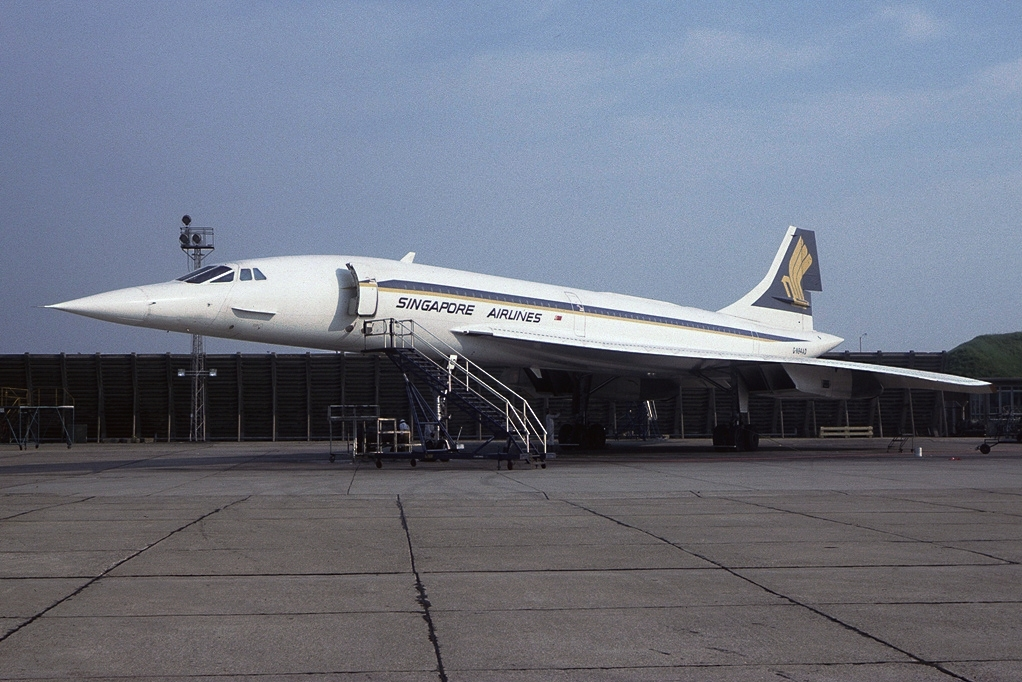
الخطوط الجوية السنغافورية Concorde at مطار لندن هيثرو in 1979

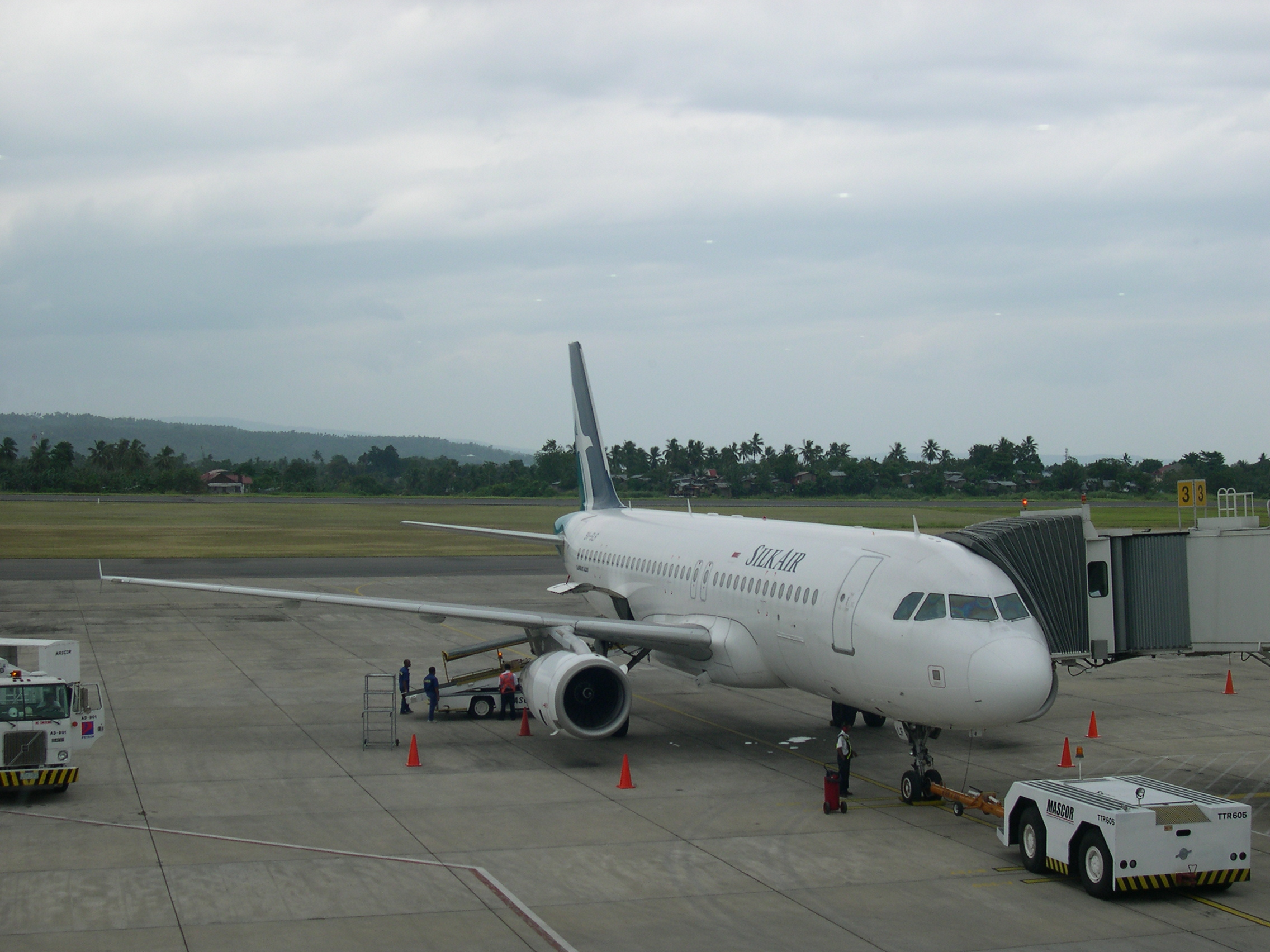
SilkAir Airbus A320 at مطار فرانسيسكو بانجوي الدولي، الفلبين.

- خطوط جيتستار آسيا الجوية
- سكوت للطيران
- سيلك للطيران
- الخطوط الجوية السنغافورية
- تايغر ايرويز
- Valuair

#### سريلانكا

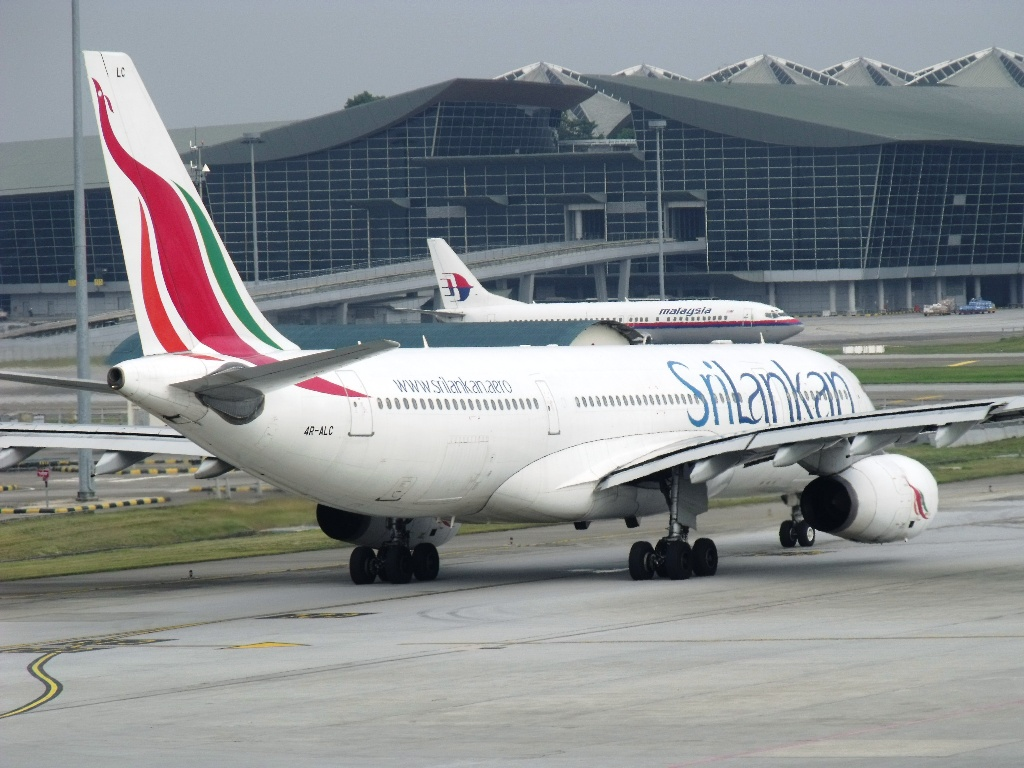
SriLankan Airlines Airbus A330-200

- Air Hybrid
- Cinnamon Air
- FitsAir
- Helitours
- Lankan Cargo
- Millennium Airlines (Simplifly)
- الخطوط الجوية السريلانكية

#### الصين
- طيران الصين
- خطوط العاصمة بكين الجوية
- Chengdu Airlines
- خطوط شرق الصين الجوية
- طيران الصين اكسبرس
- China Flying Dragon Aviation
- خطوط جنوب الصين الجوية
- China United Airlines
- Chongqing Airlines
- Dalian Airlines
- خطوط هاينان الجوية
- Henan Airlines
- طيران الصين اكسبرس
- خطوط جونياو الجوية
- Kunming Airlines
- خطوط لاكي الجوية
- خطوط طيران أوكاي
- خطوط شاندونغ الجوية
- خطوط شانغهاي الجوية
- خطوط شينزين الجوية
- خطوط سيتشوان الجوية
- سبرينغ

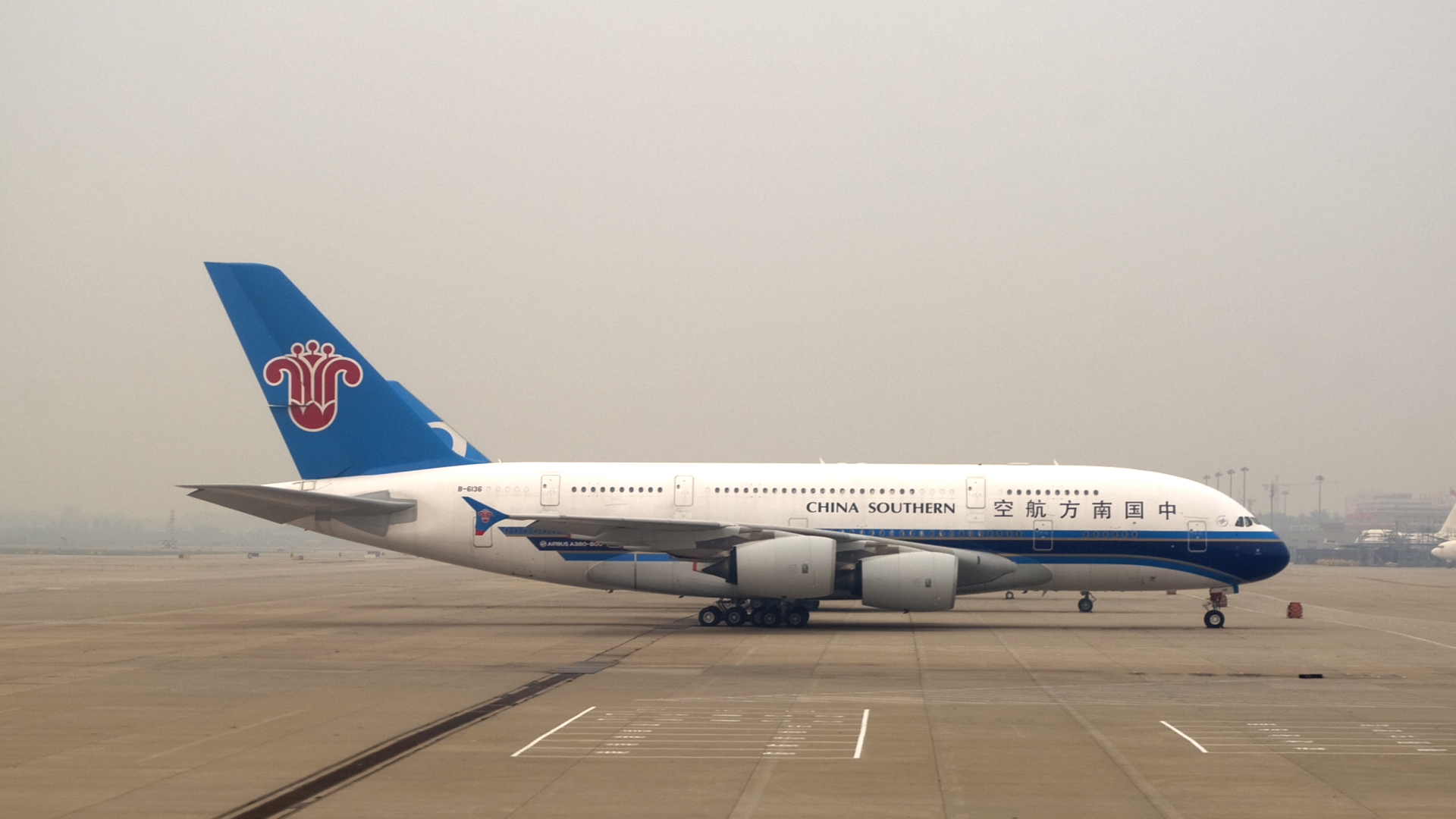
China Southern Airlines Airbus A380

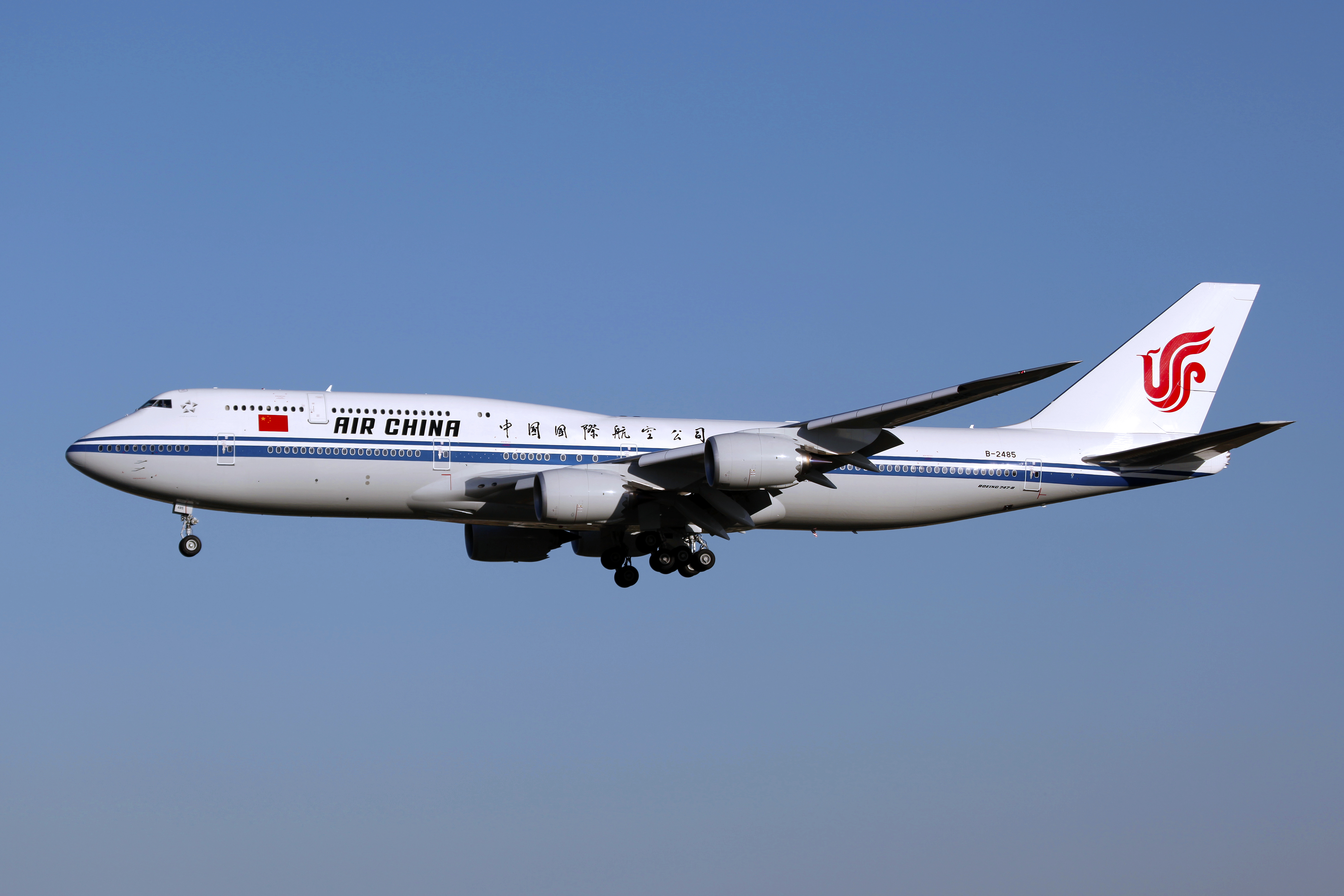
Air China بوينغ 747

- خطوط تيانجين الجوية (merged to form Grand China Air)
- West Air
- خطوط زيامن الجوية

#### الفلبين

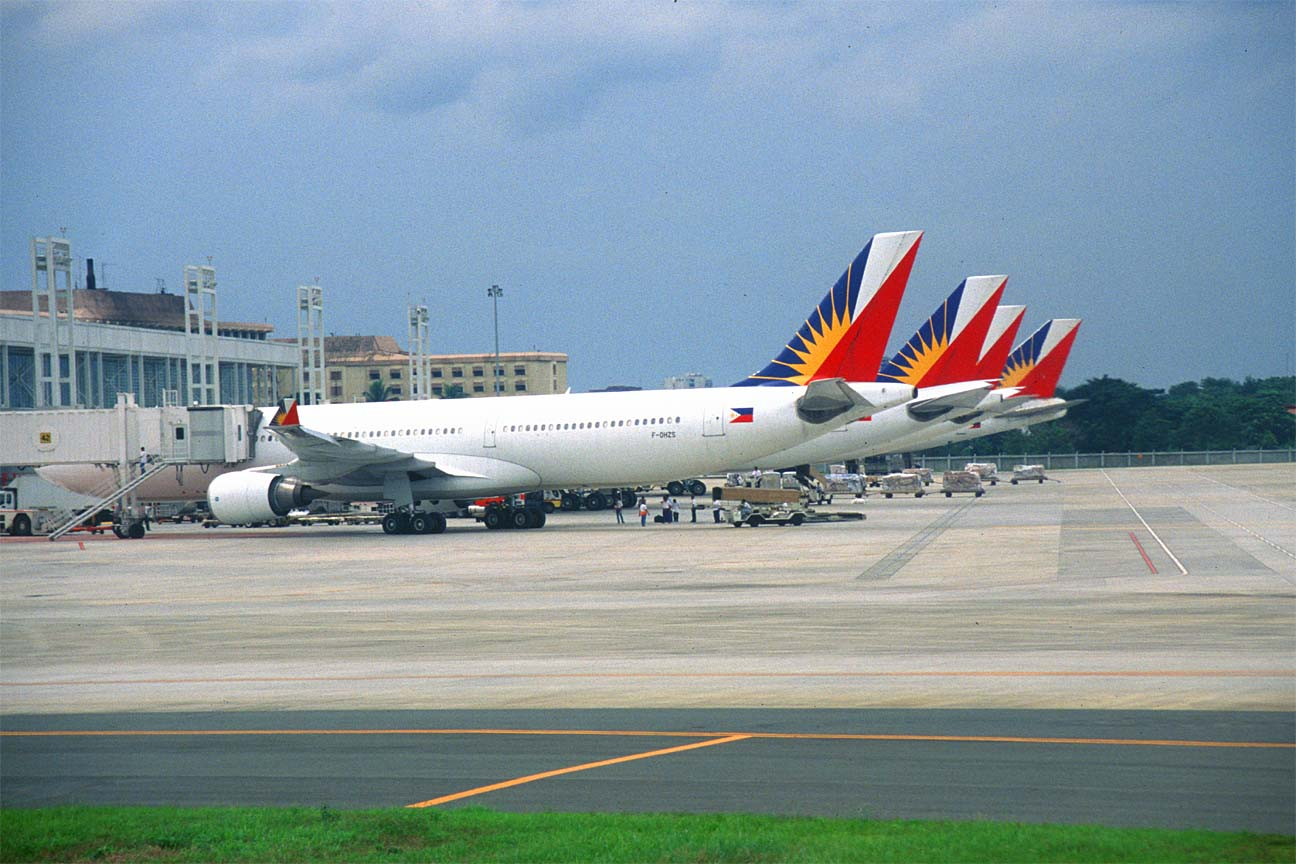
Philippine Airlines Airbus A330-300

- طيران أسيا (الفلبين)
- سيبو باسيفيك
- Corporate Air
- Interisland Airlines
- Pacific Pearl Airways
- Pacificair
- PAL Express
- الخطوط الجوية الفلبينية
- South East Asian Airlines
- Spirit of Manila
- Zest Airways

#### فيتنام

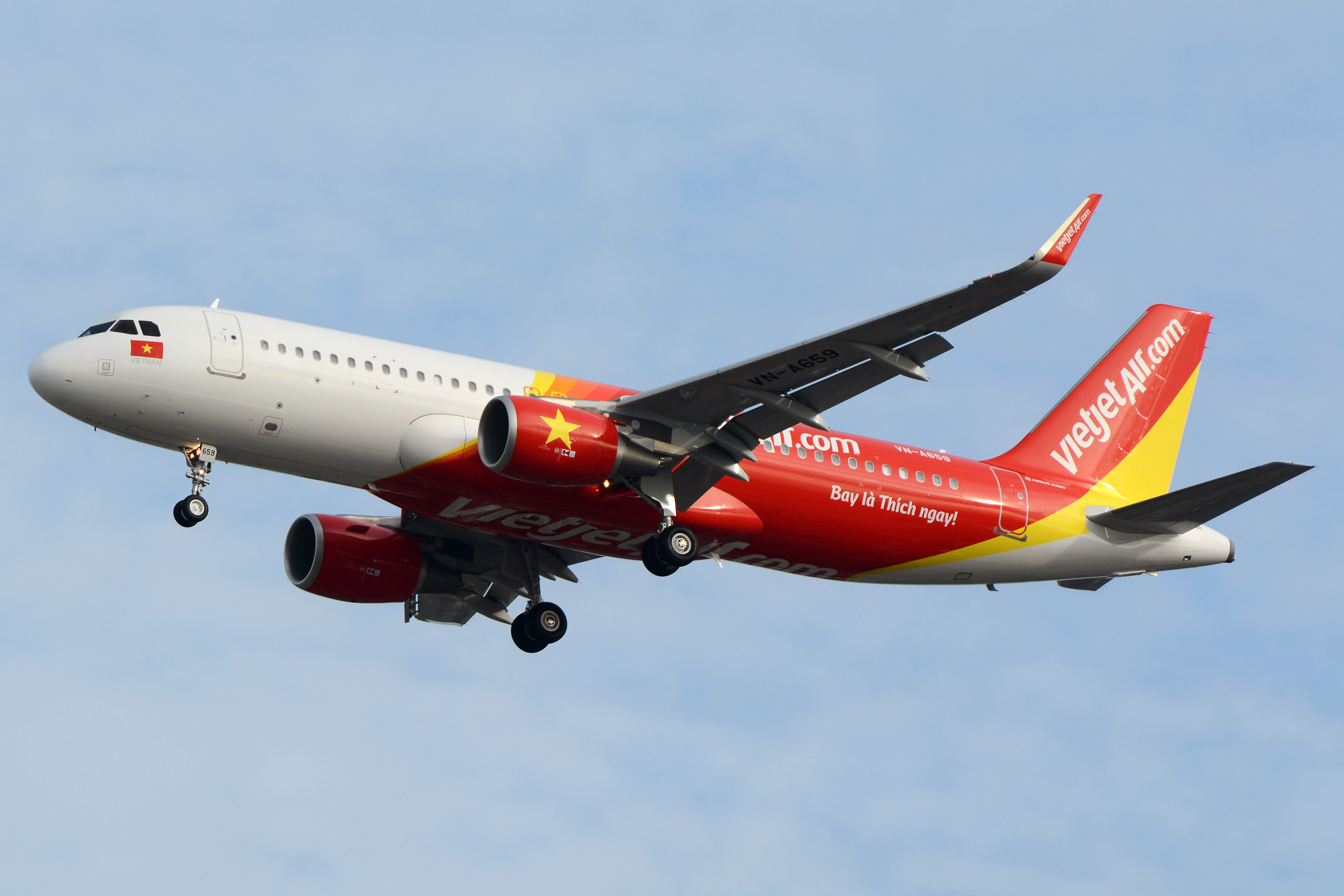
VietJet Air Airbus A320

- Air Mekong
- Jetstar Pacific Airlines
- خطوط فيت جيت
- Vietnam Air Service Company
- الخطوط الجوية الفيتنامية

#### قيرغيزستان
- Air Bishkek
- Avia Traffic Company
- Kyrgyzstan

#### كازاخستان

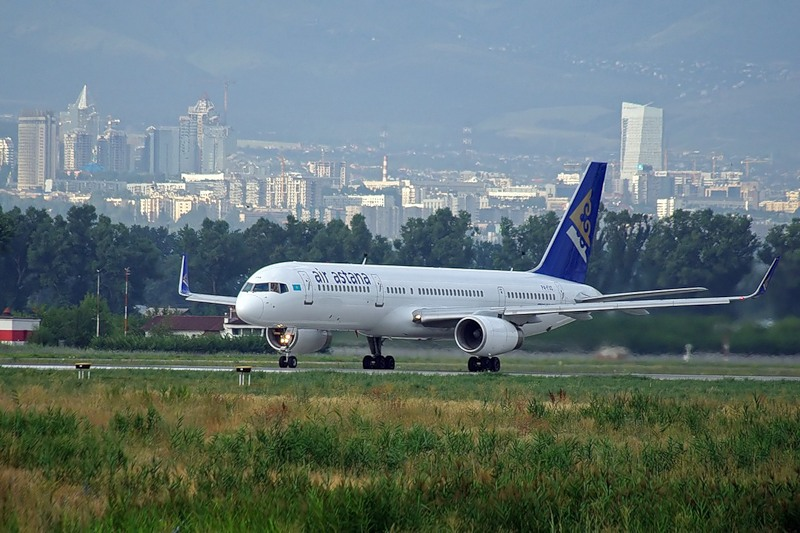
Air Astana Boeing 757-200

- طيران أستانا
- Berkut Air
- Euro-Asia Air
- SCAT

#### كمبوديا
- Aero Cambodia
- Cambodia Angkor Air
- Sky Wings Asia Airlines
- TonleSap Airlines

#### كوريا الشمالية
- طيران كوريو

#### كوريا الجنوبية

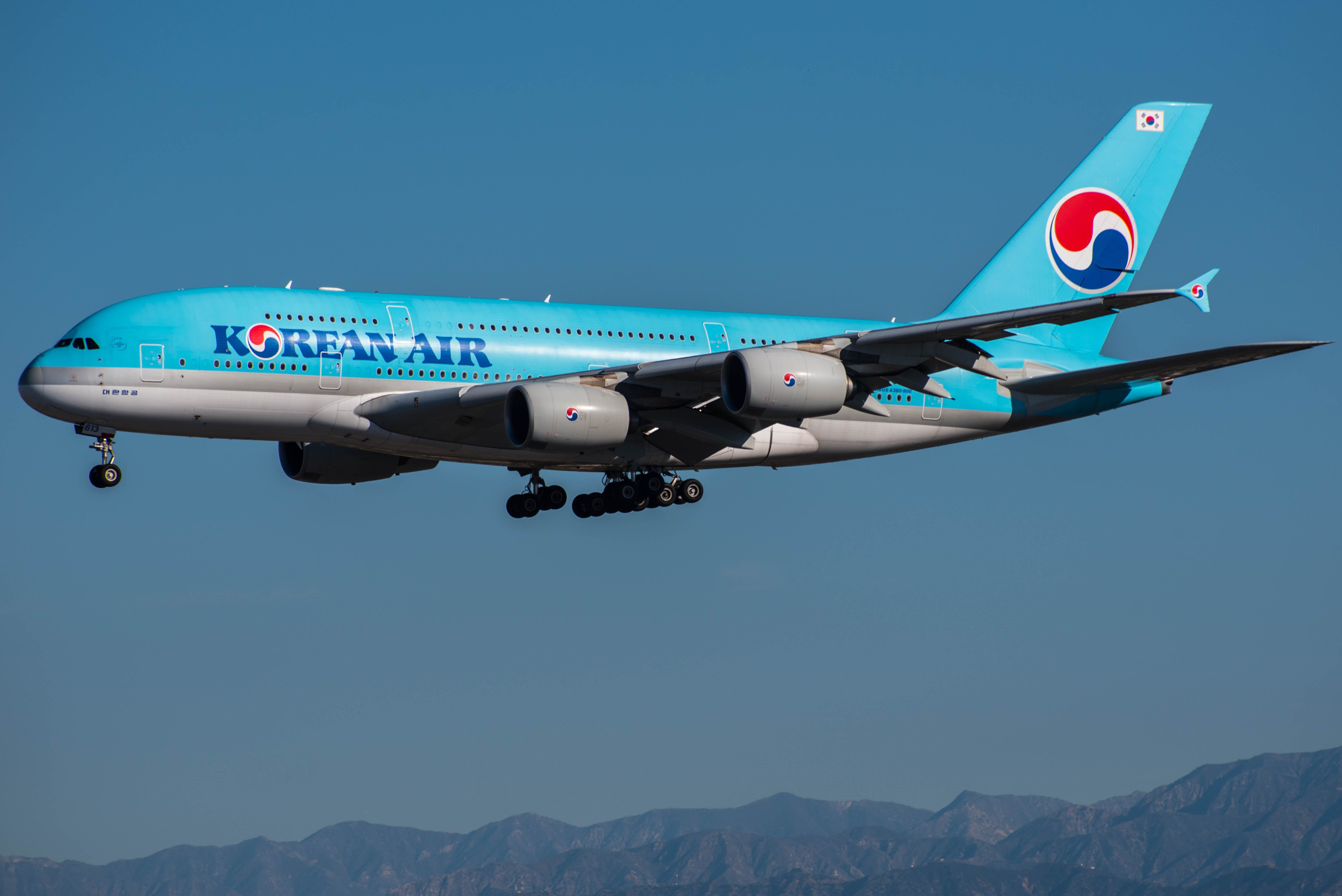
A Korean Air إيرباص إيه 380 at مطار لوس أنجلوس الدولي

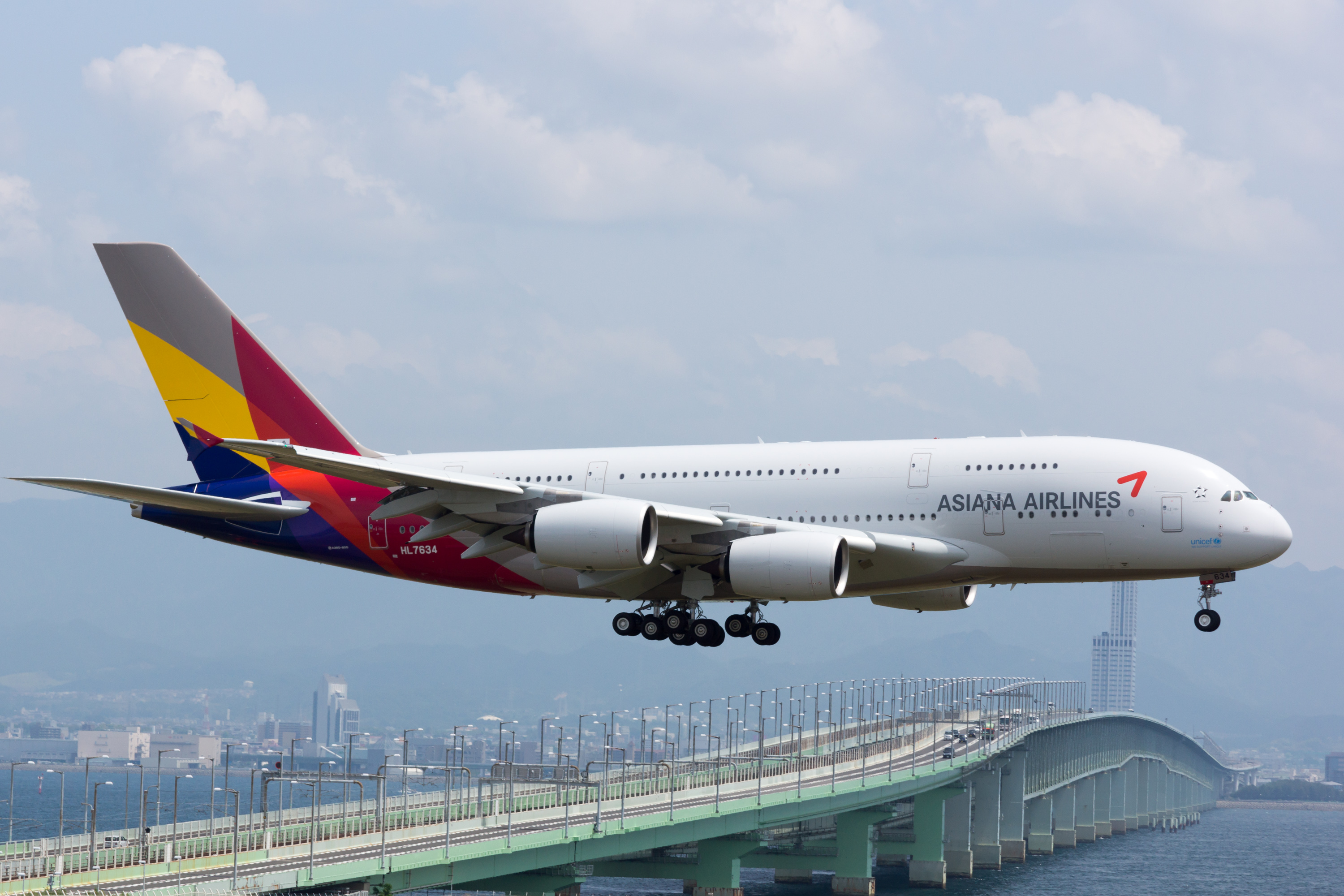
An Asiana Airlines إيرباص إيه 380 at أوساكا-مطار كانساي الدولي، اليابان. (2015)

- Air Busan
- Air Seoul
- خطوط آسيانا الجوية
- Eastar Jet
- Jeju Air
- Jin Air
- كوريا للطيران
- T'way Airlines

#### لاوس
- طيران لاوس
- Lao Central Airlines

#### ماليزيا

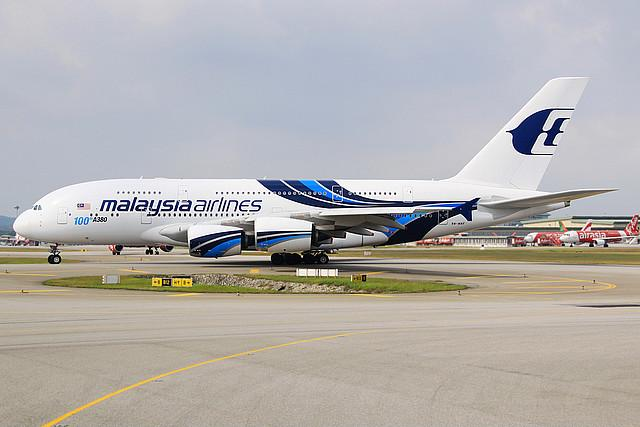
A Malaysian Airlines إيرباص إيه 380 at Kuala Lumpur Airport

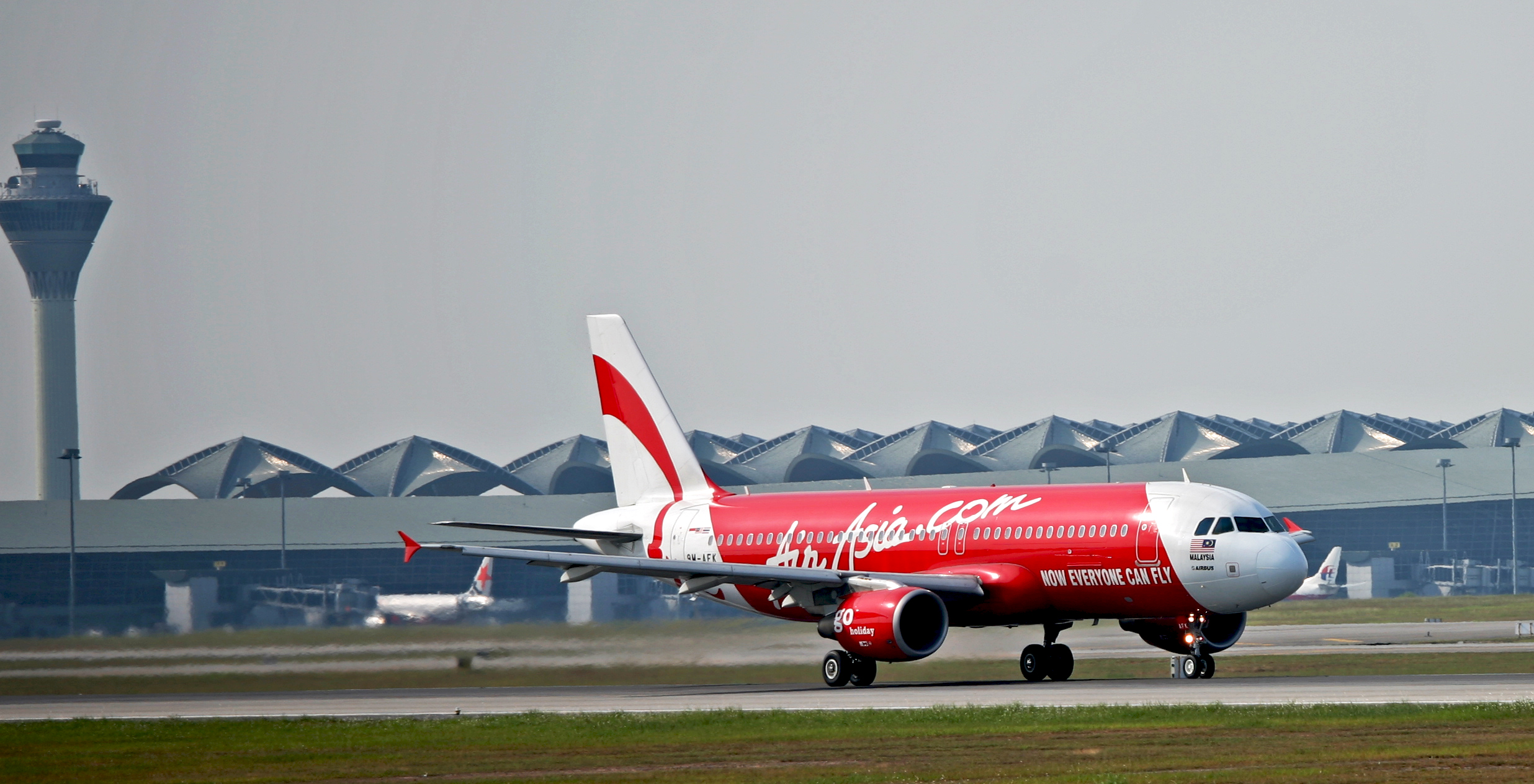
AirAsia إيرباص إيه 320 departing مطار كوالالمبور الدولي

- طيران آسيا
- طيران أسيا (أكس)
- Berjaya Air
- Firefly
- Layang Layang Aerospace
- الخطوط الجوية الماليزية
- ماليندو للطيران
- MASwings
- Sabah Air

##### ماكاو

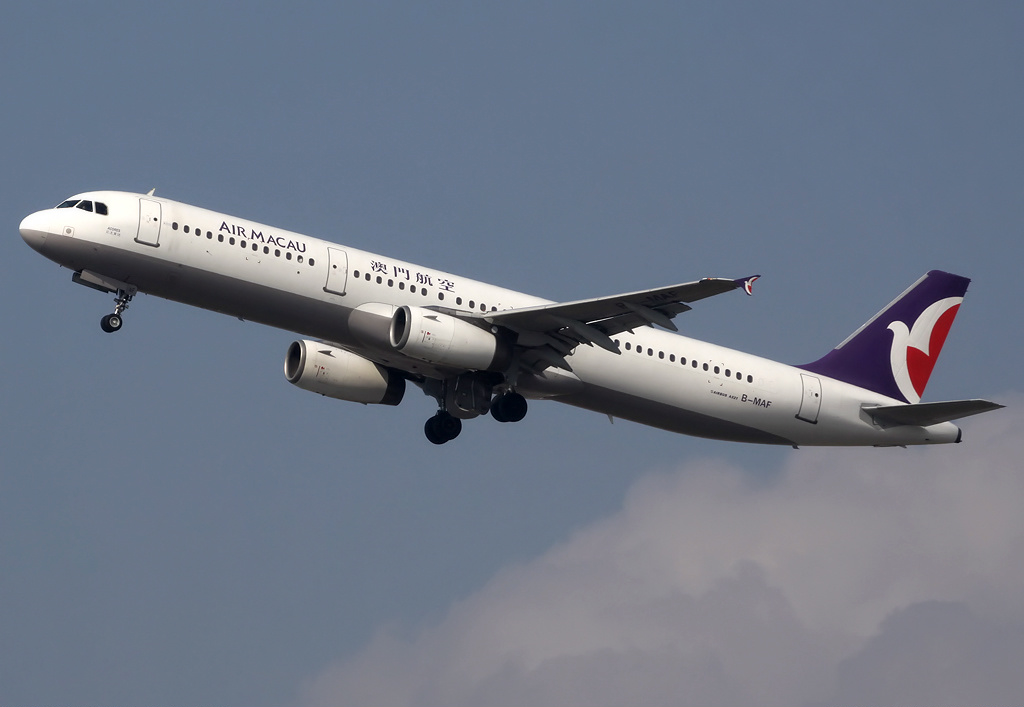
Air Macau إيرباص إيه 321

- طيران ماكاو
- Jet Asia

#### المالديف
- FlyMe
- Island Aviation Services
- Maldivian Air Taxi
- Trans Maldivian Airways

#### منغوليا
- أيرو منغوليا
- Eznis Airways
- Hunnu Air
- الخطوط الجوية المنغولية

#### ميانمار
- Air Bagan
- Air KBZ
- Air Mandalay
- APEX Airlines
- Asian Wings Airways
- Golden Myanmar Airlines
- FMI Air
- Mann Yatanarpon Airlines
- Myanma National Airlines
- Myanmar Airways International
- Yangon Airways

#### نيبال

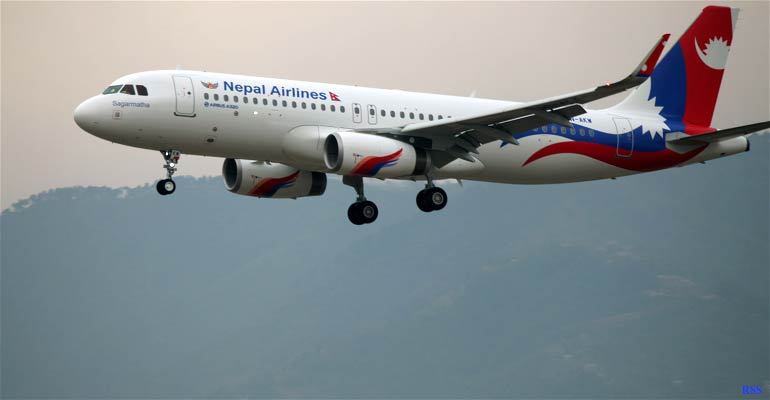
Nepal Airlines إيرباص إيه 320 approaching مطار تريبوفان الدولي

- Buddha Air
- Gorkha Airlines
- Manang Air
- الخطوط الجوية النيبالية
- Yeti Airlines

#### الهند

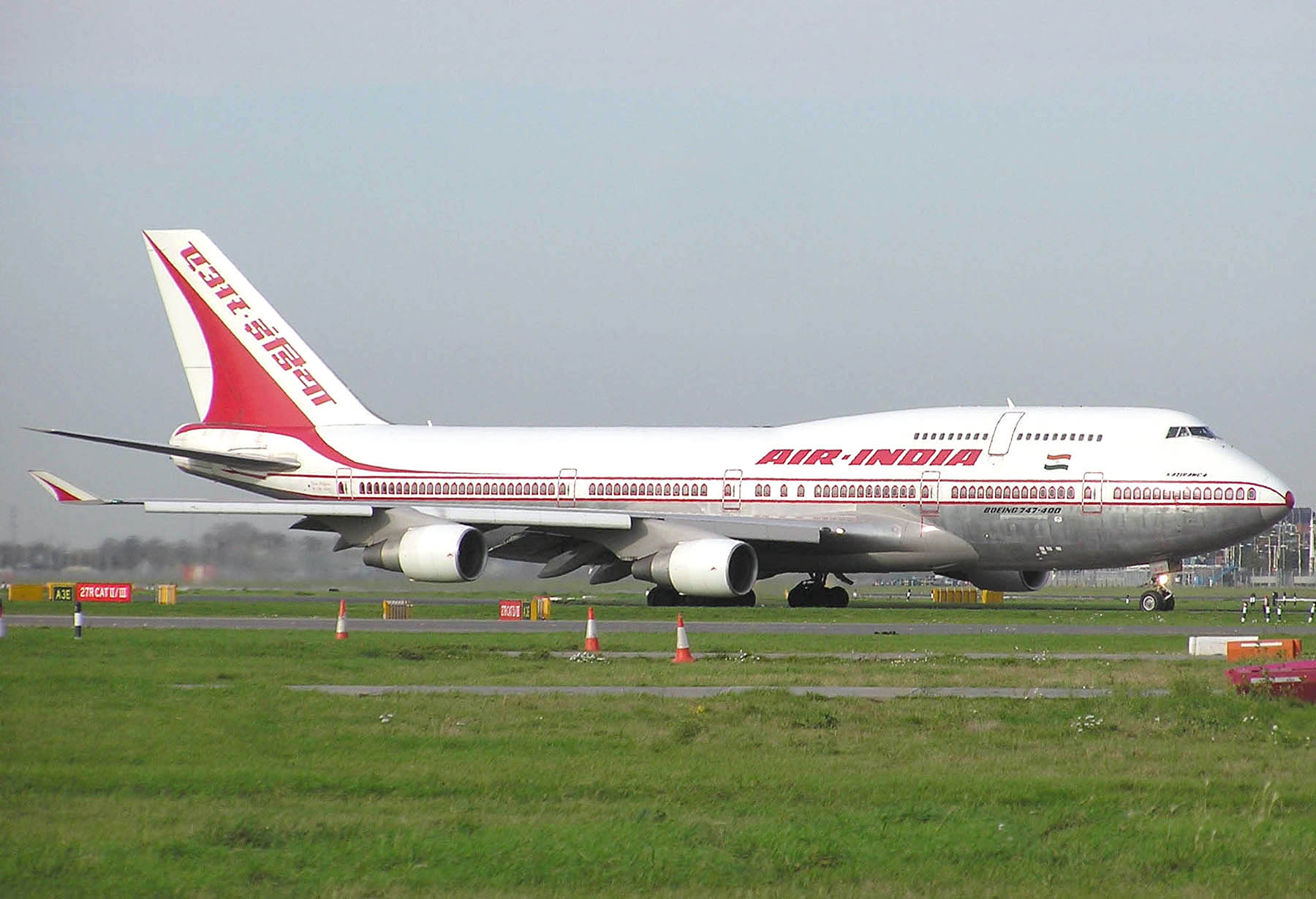
Air India Boeing 747-400

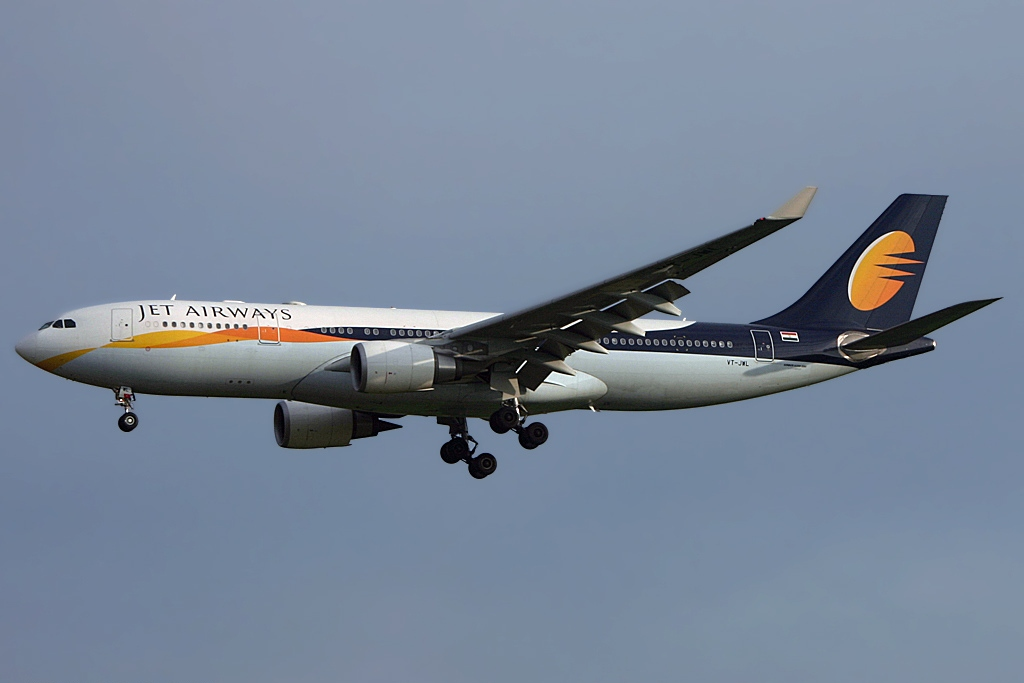
Jet Airways إيرباص إيه 330

- طيران أسيا الهند
- Air Deccan
- طيران الهند
- طيران الهند إكسبريس
- Air India Regional
- طيران أسيا الهند
- Air Odisha
- Alliance Air
- غو إير
- خطوط إنديقو
- جيت للطيران
- جيت للطيران
- Luwang Air
- سبايس جيت
- TruJet
- فيستارا
- Zoom Air

##### هونغ كونغ

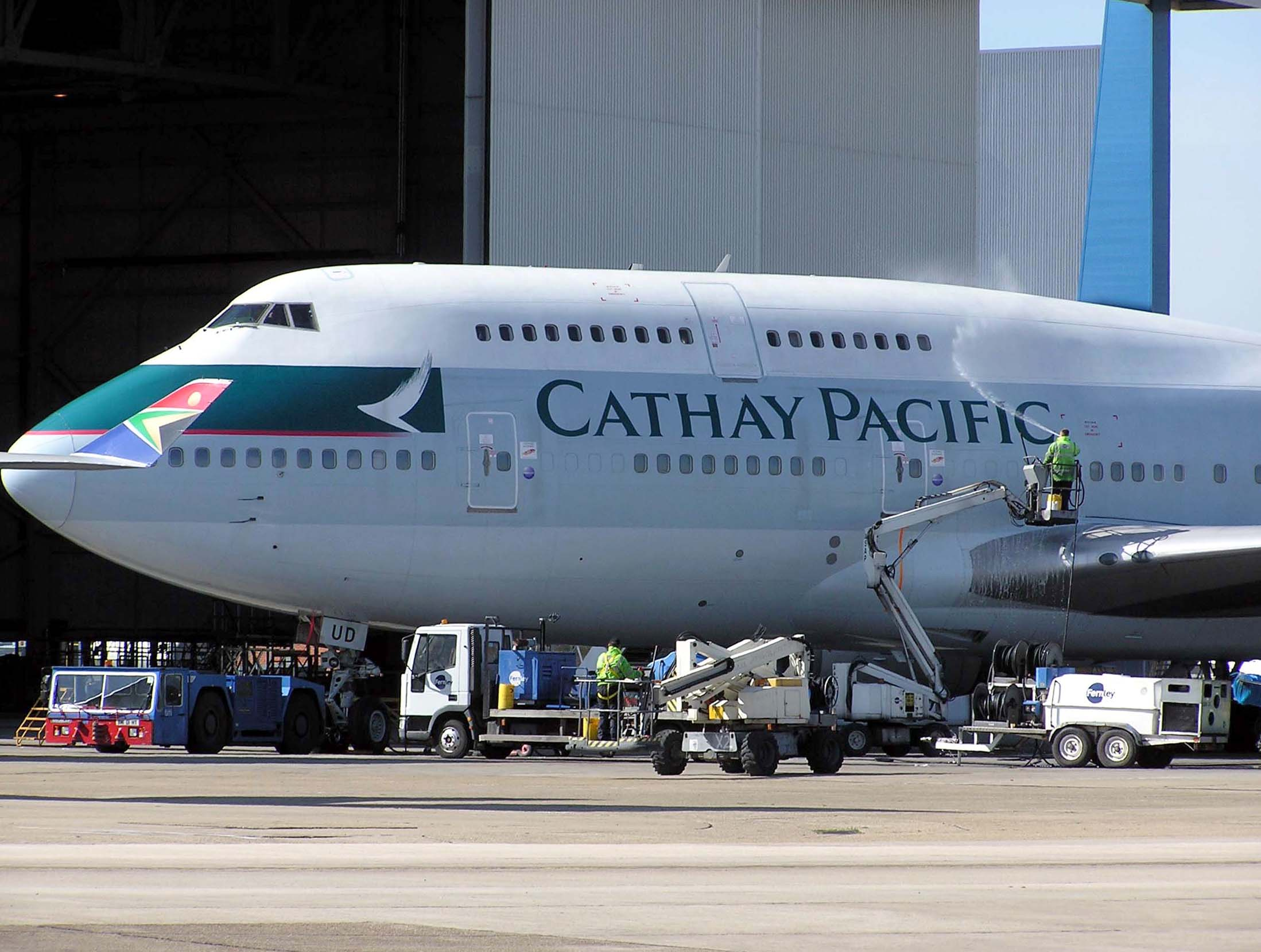
Cathay Pacific Boeing 747-400

- كاثي باسيفيك
- كاتاي دراغون
- خطوط هونغ كونغ اكسبرس
- خطوط هونغ كونغ الجوية

#### اليابان

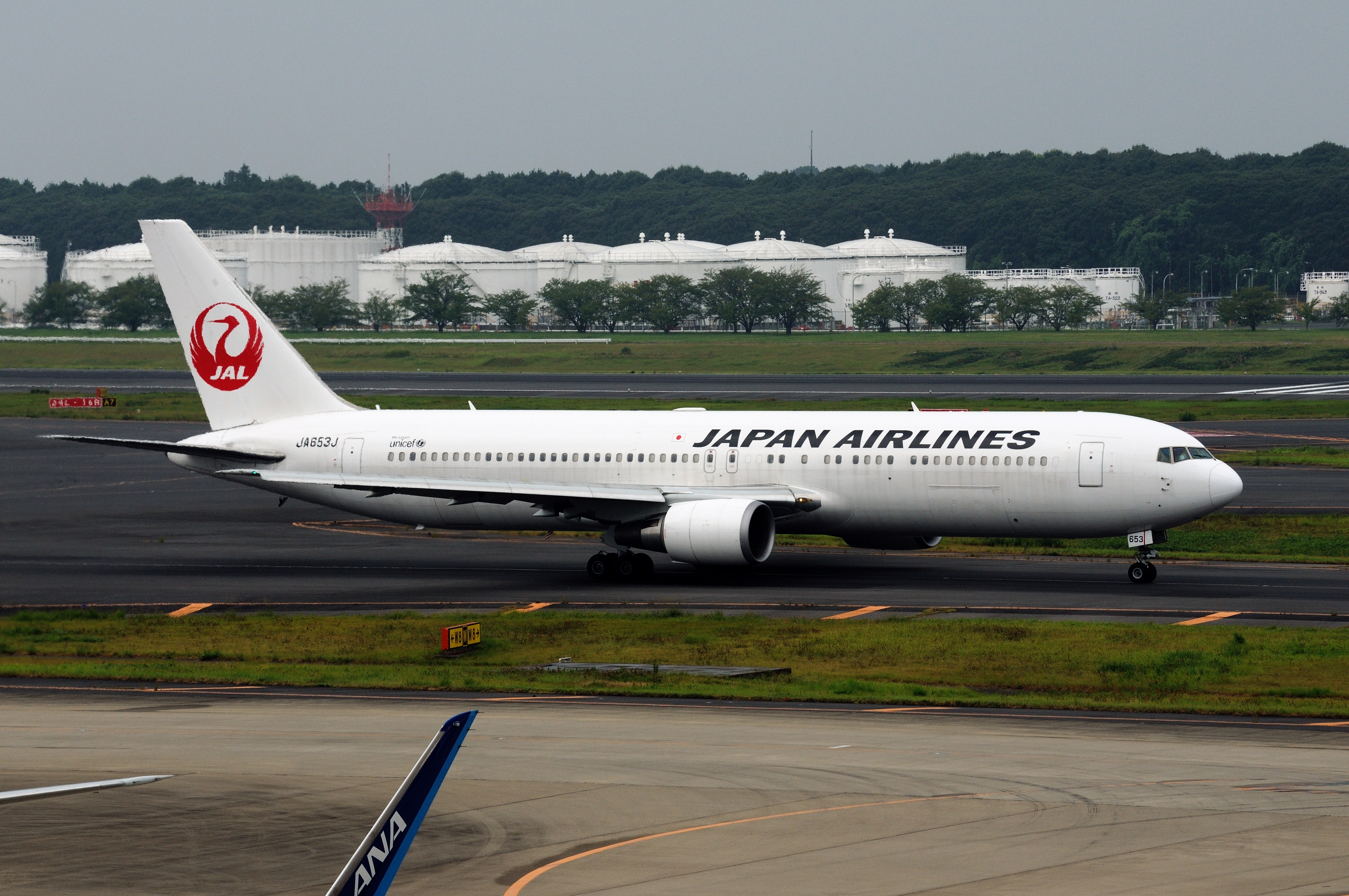
Japan Airlines Boeing 767-300ER

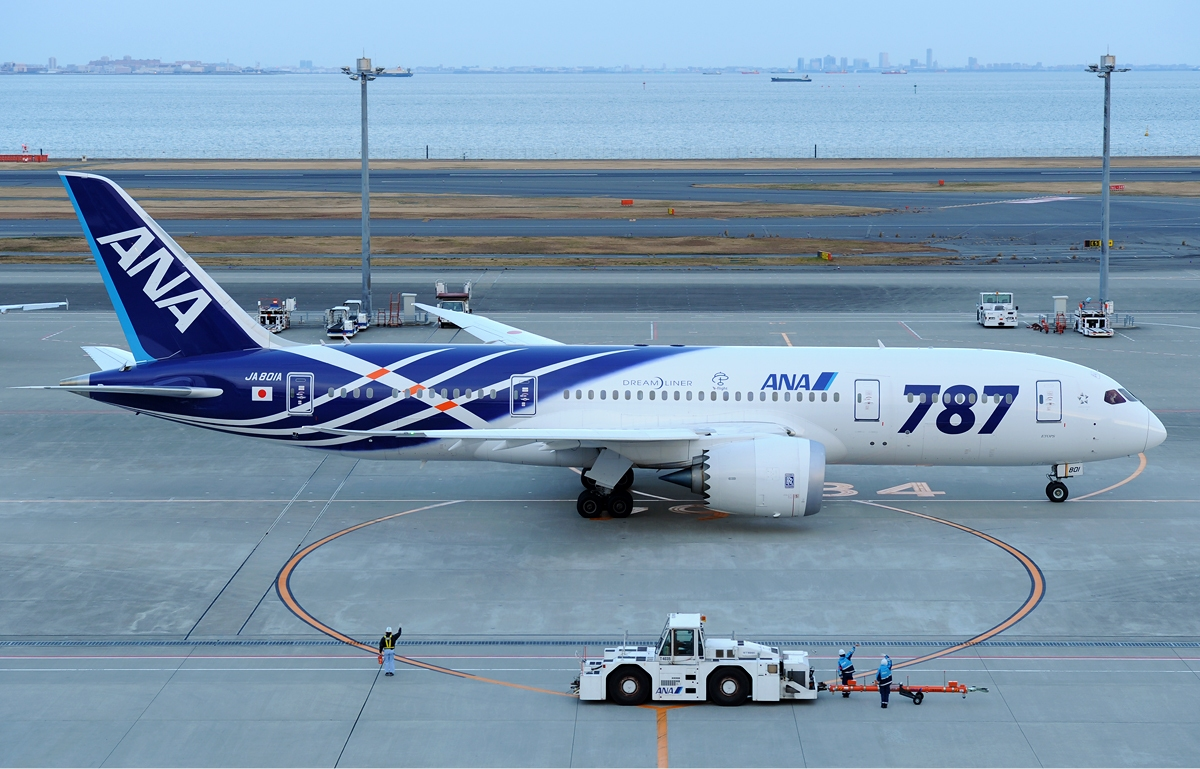
ANA Boeing 787-8 Dreamliner

- Air Do - Hokkaido International Airlines
- طيران أسيا (اليابان)
- Airtransse
- خطوط كل اليابان الجوية
  - Air Japan
  - إيه إن إيه وينغز  [لغات أخرى]‏
- Amakusa Airlines
- Fuji Dream Airlines
- Ibex Airlines
- الخطوط الجوية اليابانية
  - Hokkaido Air System
  - J-Air
  - JAL Express
  - Japan Air Commuter
  - Japan Transocean Air
  - Ryukyu Air Commuter
- Jetstar Japan
- Kyokushin Air
- New Central Airlines
- Oriental Air Bridge
- Peach
- خطوط سكايمارك الجوية
- Skynet Asia Airways
- StarFlyer

### أسترالاسيا والمحيط الهادي
أسترالاسيا والمحيط الهادئ:
محتويات: أعلى - أ ب ت ث ج ح خ د ذ ر ز س ش ص ض ط ظ ع غ ف ق ك ل م ن ه وي

#### أستراليا
- Aeropelican Air Services
- Air Link
- Airlines of Tasmania
- Airnorth
- Alliance Airlines
- Brindabella Airlines
- Eastern Australia Airlines
- خطوط جيت ستار الجوية
- Maroomba Airlines
- National Jet
- Network Aviation
- كانتاس
- كانتاس لانك
- Queensland Regional Airlines
- Regional Express Airlines
- Skippers Aviation
- Skytrans Airlines
- Sunstate Airlines
- Tiger Airways Australia
- V Australia
- خطوط فيرجن أستراليا الجوية

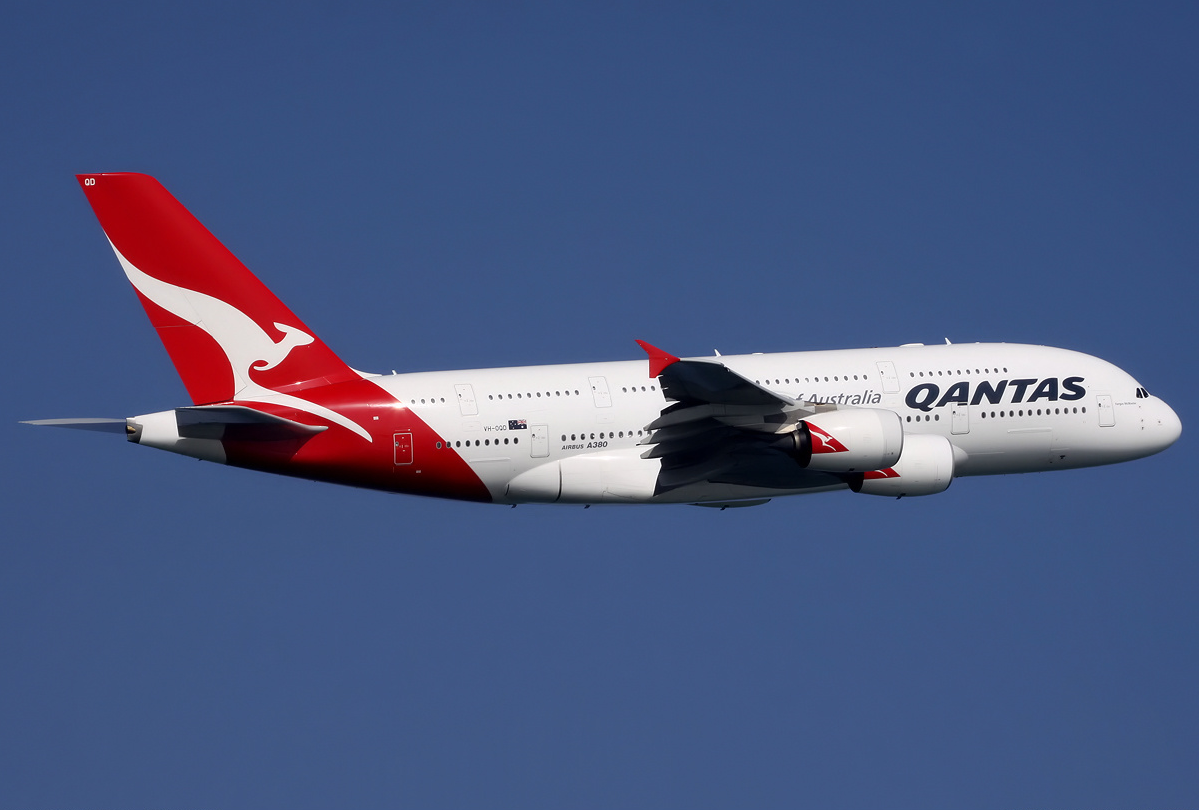
Qantas Airbus A380

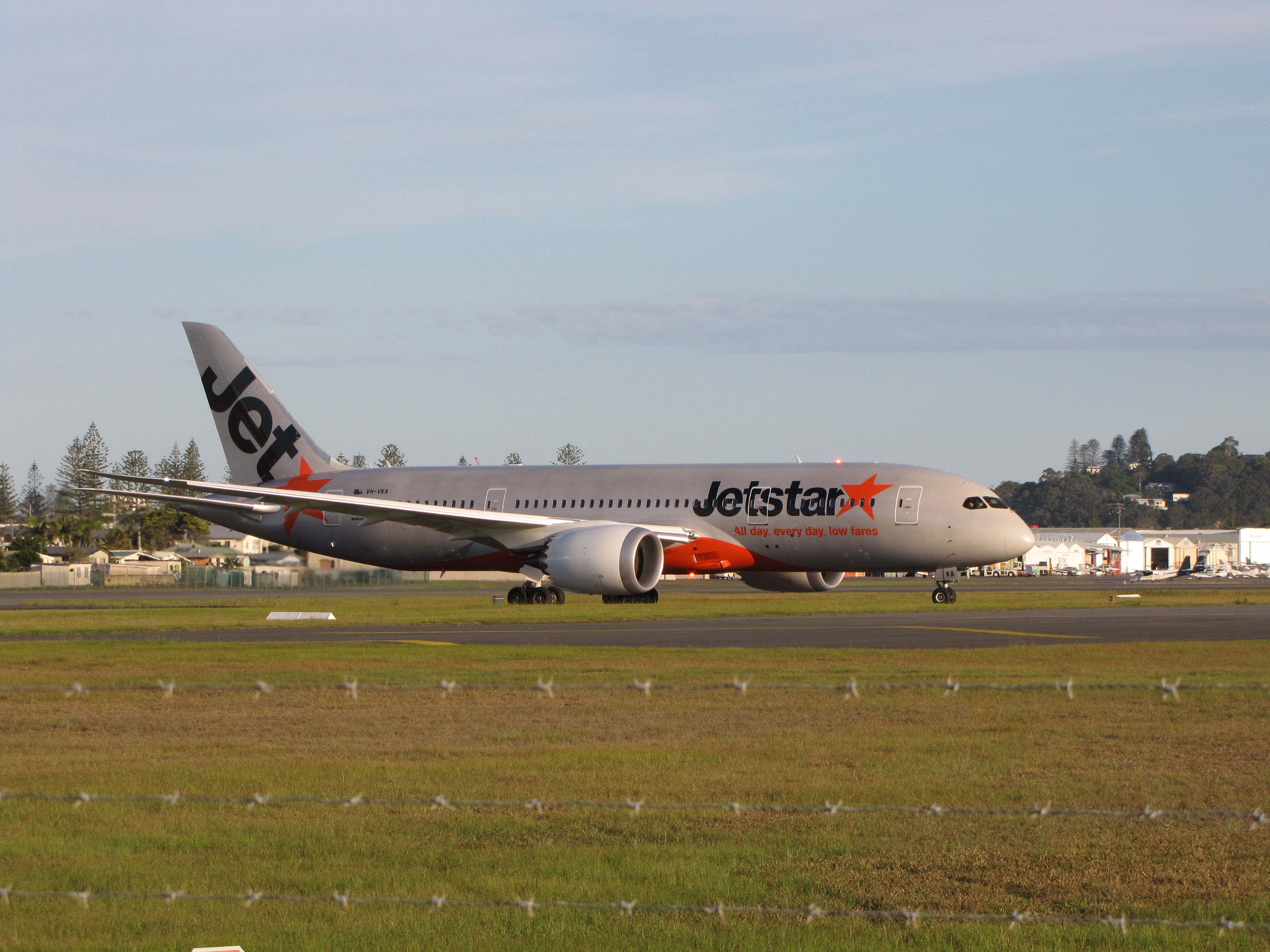
JetStar's First Boeing 787

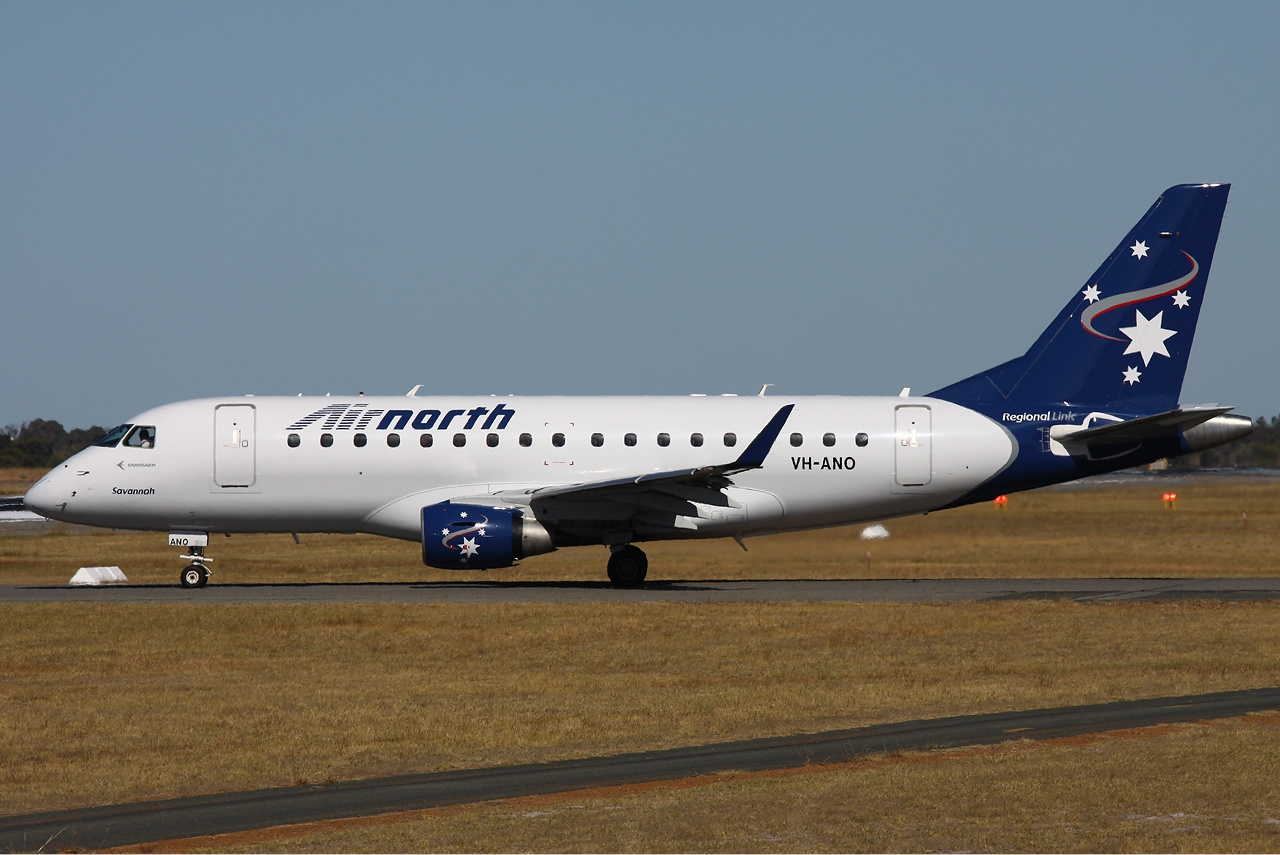
Airnorth إمبراير اي-جت at مطار بيرث

- Virgin Australia Regional Airlines

#### بولينزيا الفرنسية

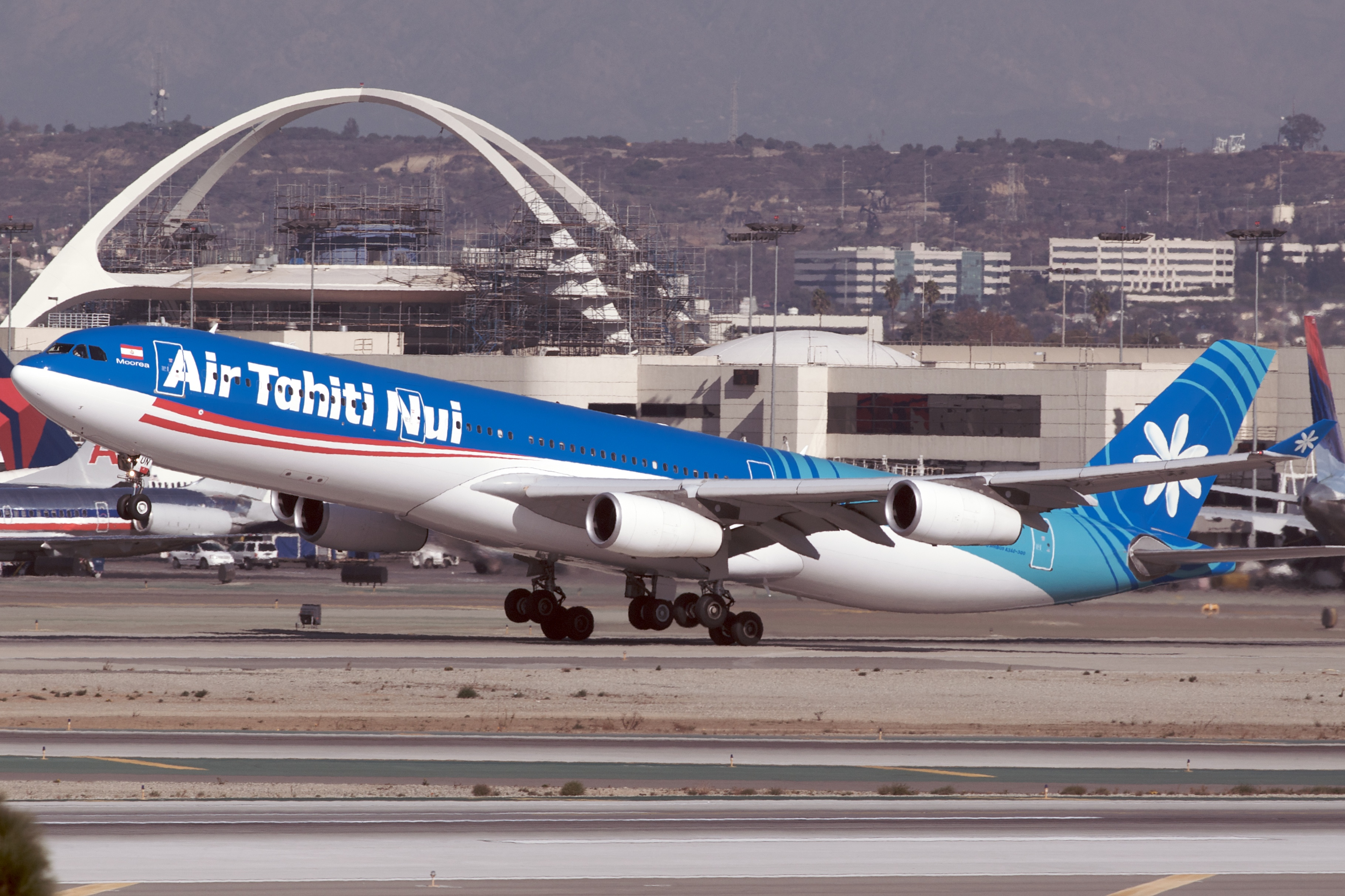
Air Tahiti Nui Airbus A340-300

- الخطوط الجوية التاهيتية
- Air Tahiti Nui

#### بالاو
- طيران بالاو

#### بابوا غينيا الجديدة
- Air Niugini
- Airlines PNG
- Asia Pacific Airlines
- Islands Nationair

#### جزر كوك
- Air Rarotonga

#### جزر مارشال
- Air Marshall Islands

#### جزر سليمان
- Solomon Airlines

#### ساموا الأمريكية
- Inter Island Airways

#### ساموا
- Polynesian Airlines
- Polynesian Blue

#### غوام
- Continental Micronesia
- Freedom Air

#### فانواتو
- Air Vanuatu

#### فيجي
- خطوط الباسيفيك الجوية
- Pacific Island Air
- Pacific Sun

#### كيريباتي
- Air Kiribati
- Coral Sun Airways

#### كاليدونيا الجديدة
- Air Caledonie
- إيركالين

#### ناورو
- خطوط ناورو الجوية

#### نيوزيلندا

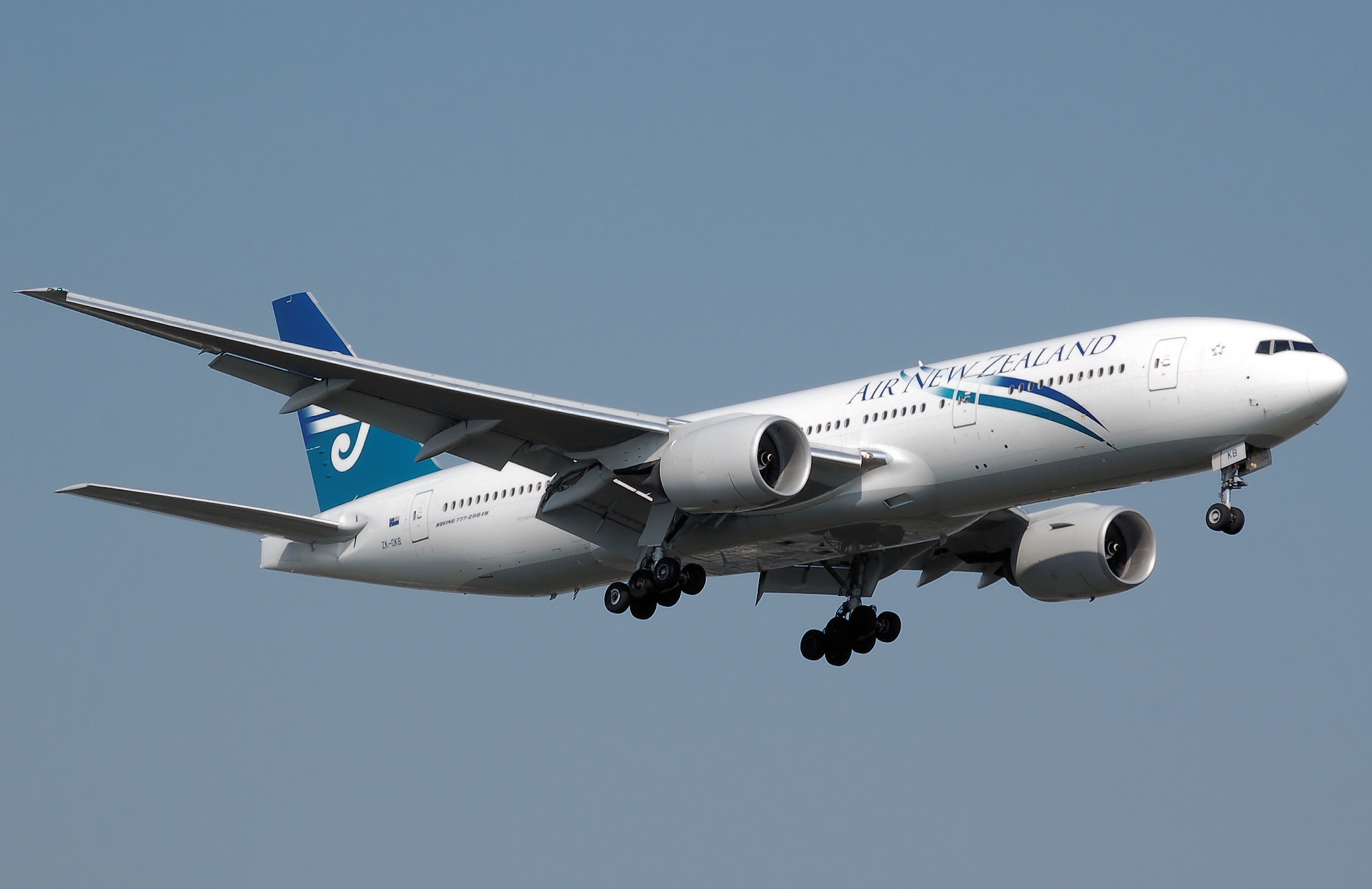
Air New Zealand Boeing 777-200ER

- Air Chathams
- Air Nelson
- طيران نيوزيلندا
- Aspiring Air
- Eagle Airways
- Jetconnect
- Mount Cook Airline

### البحر الكاريبي وأمريكا الوسطى
منطقة البحر الكاريبي وأمريكا الوسطى:
محتويات: أعلى - أ ب ت ث ج ح خ د ذ ر ز س ش ص ض ط ظ ع غ ف ق ك ل م ن ه وي

#### أنتيغوا وباربودا
- LIAT

#### أروبا
- Tiara Air

#### أنغويلا
- Anguilla Air Services
- Trans Anguilla Airways

#### باهاماس
- Bahamasair
- Cat Island Air

#### بنما

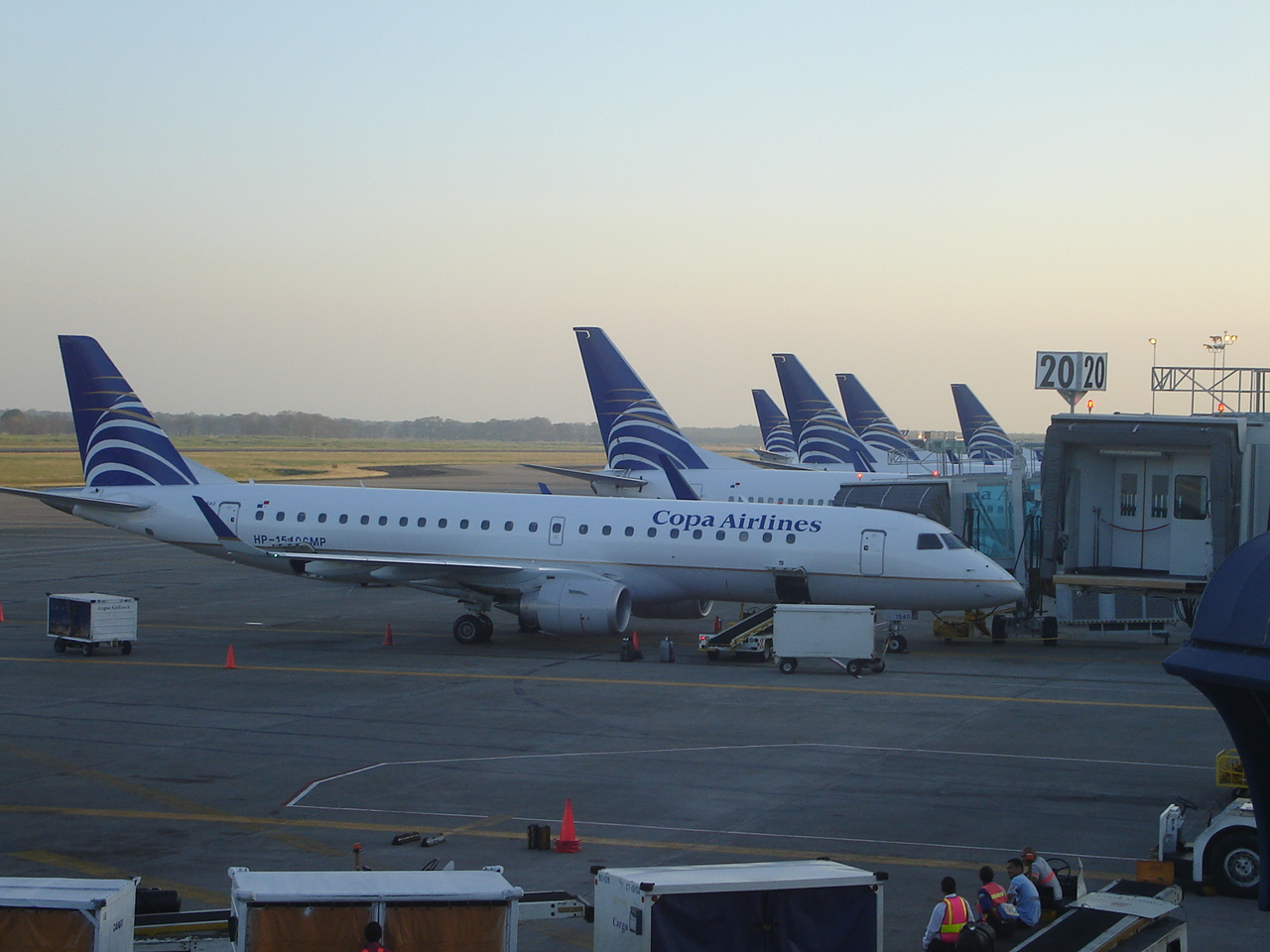
Copa Airlines Embraer E-195

- Aeroperlas
- Alas Chiricanas
- خطوط كوبا الجوية

#### بورتوريكو
- Air Culebra
- Executive Air
- Flamenco Air
- Isla Nena Air
- San Juan Aviation
- Vieques Air Link

#### بليز
- Maya Island Air
- Tropic Air

#### ترينيداد وتوباغو
- Caribbean Airlines
- Tobago Express

#### جزر توركس وكايكوس
- Air Turks and Caicos

#### جامايكا
- Caribbean Airlines-Air Jamaica Transition Limited
- Jamaica Air Shuttle
- Skylan Airways
- TimAir

#### جمهورية الدومينيكان
- Aerolíneas Mas
- Caribbean Air Sign
- PAWA Dominicana
- Servicios Aéreos Profesionales

#### السلفادور
- TACA

#### سان بارتيلمي
- St Barth Commuter

#### سانت فينسنت والغرينادين
- Mustique Airways
- SVG Air

#### سينت مارتن
- Windward Islands Airways

#### جزر العذراء البريطانية
- BVI Airways

#### جزر العذراء الأمريكية
- Air St. Thomas
- Seaborne Airlines

#### غوادلوب

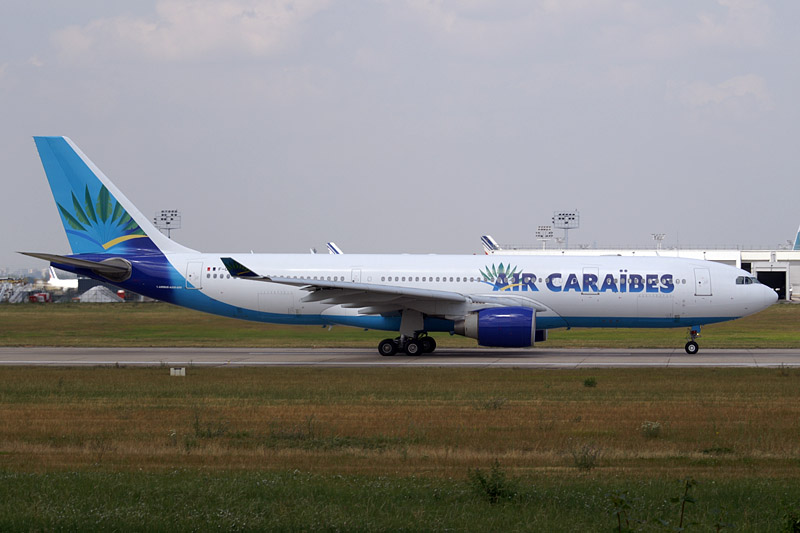
Air Caraibes Airbus A330-200

- Air Antilles Express
- Air Caraïbes

#### غواتيمالا
- Aviateca
- Aviones Comerciales de Guatemala (Avcom)
- Guatemala-Inter
- Mayan World Airlines

#### جزر كايمان
- Cayman Airways

#### كوستاريكا
- Air Charter Service
- أفيانكا كوستاريكا
- Nature Air
- SANSA[الإنجليزية]
- Ticos Air

#### كوبا

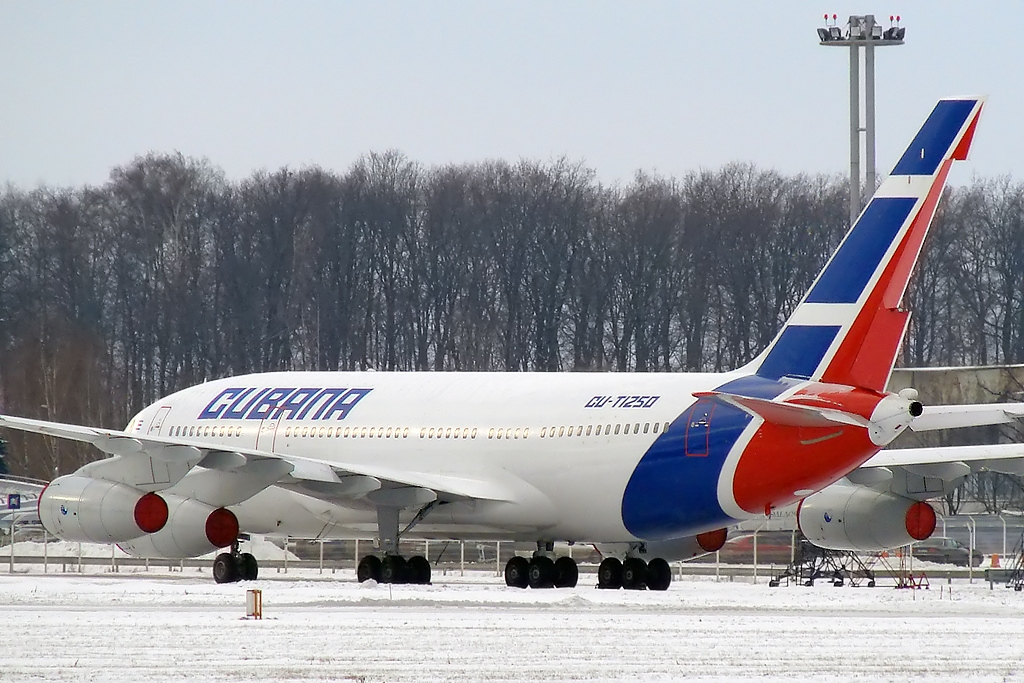
Cubana Ilyushin 96

- Aero Caribbean
- إيروغافيوتا
- الخطوط الجوية الكوبية

#### كوراساو
- E-Liner Airways
- Insel Air

#### مونتسرات
- FlyMontserrat

#### نيكاراغوا
- La Costeña[الإنجليزية]
- Nicaragüense de Aviación (NICA)

#### هايتي
- Salsa d'Haiti
- Sunrise Airways

#### هندوراس

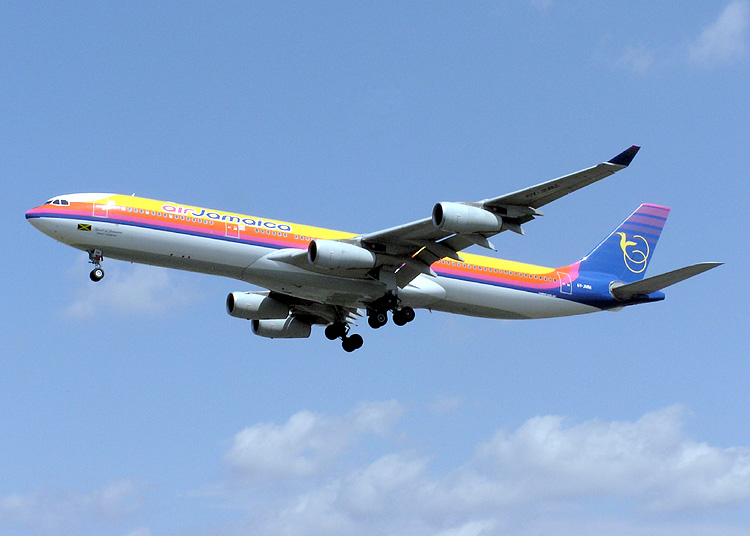
Air Jamaica Airbus A340

- Aerolíneas Sosa
- Atlantic Airlines de Honduras
- Central American Airways
- Isleña Airlines
- TACA de Honduras

### أوروبا
محتويات: أعلى - أ ب ت ث ج ح خ د ذ ر ز س ش ص ض ط ظ ع غ ف ق ك ل م ن ه وي

#### أرمينيا
- Air Armenia
- Atlantis European Airways

#### ألمانيا

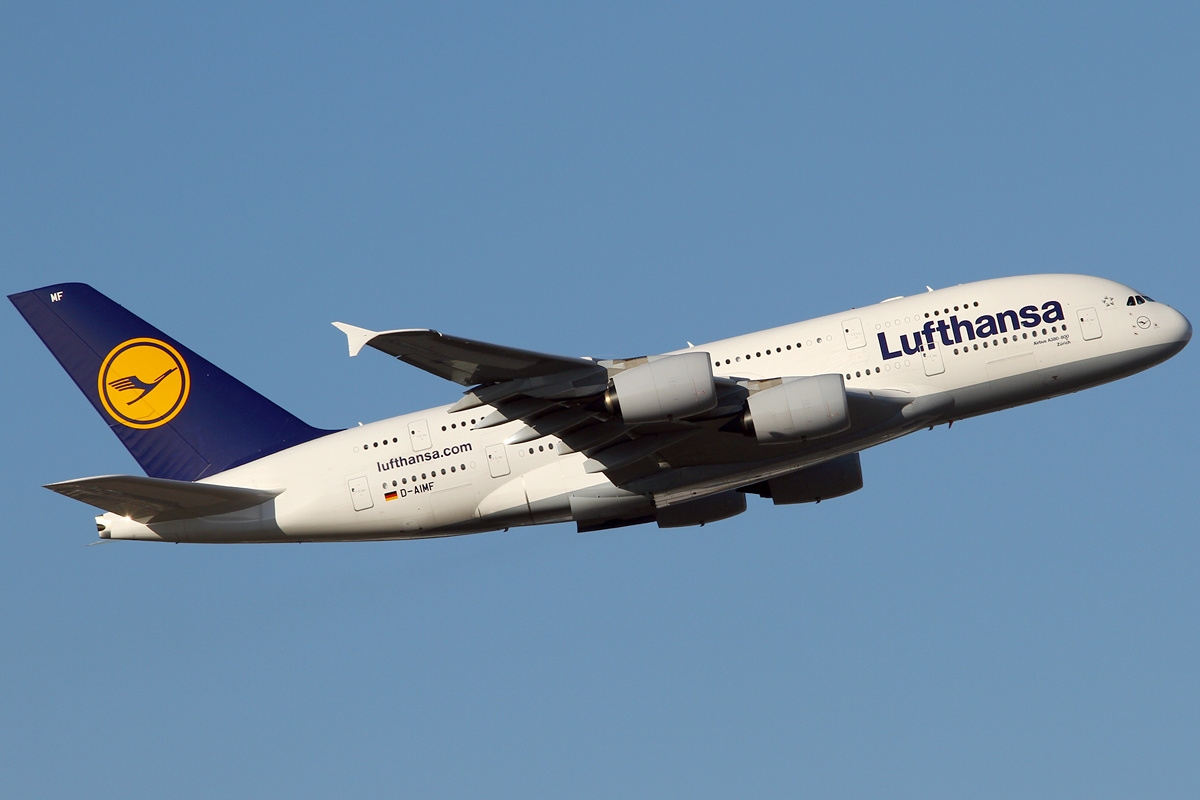
An إيرباص إيه 380 operated by Lufthansa

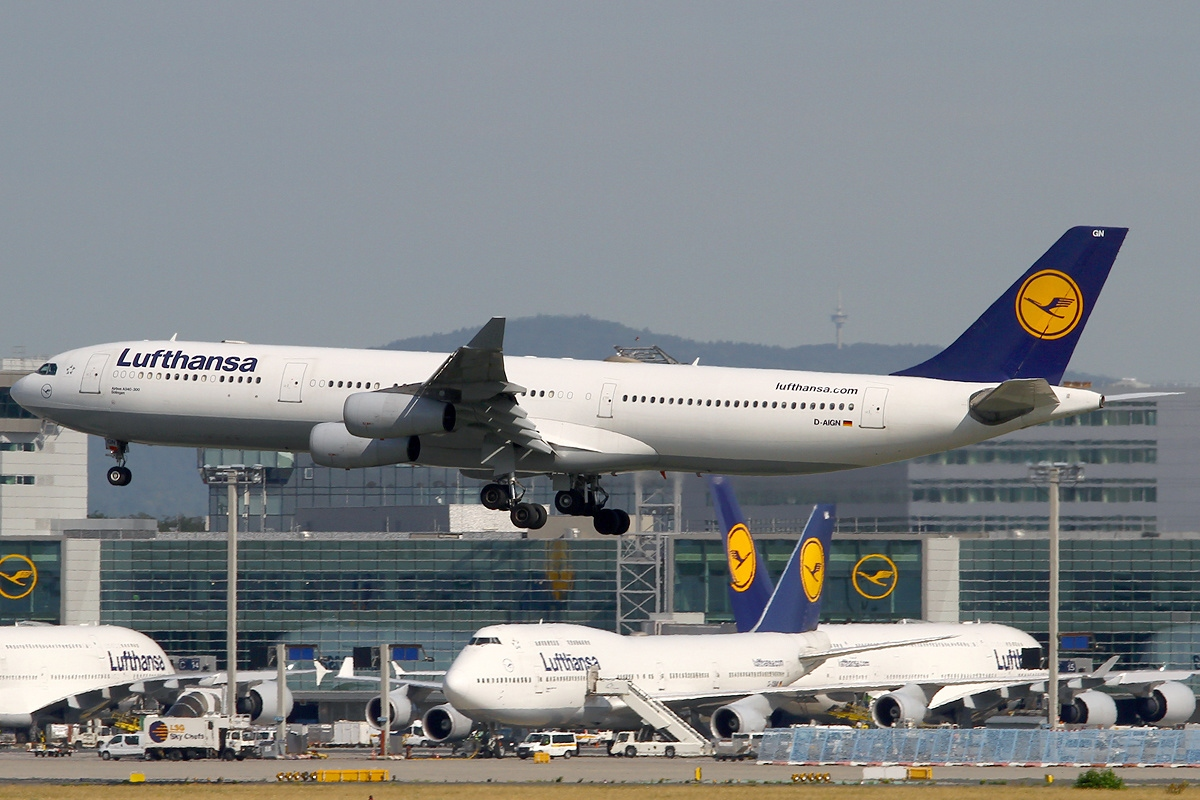
Lufthansa Airbus إيرباص إيه 340

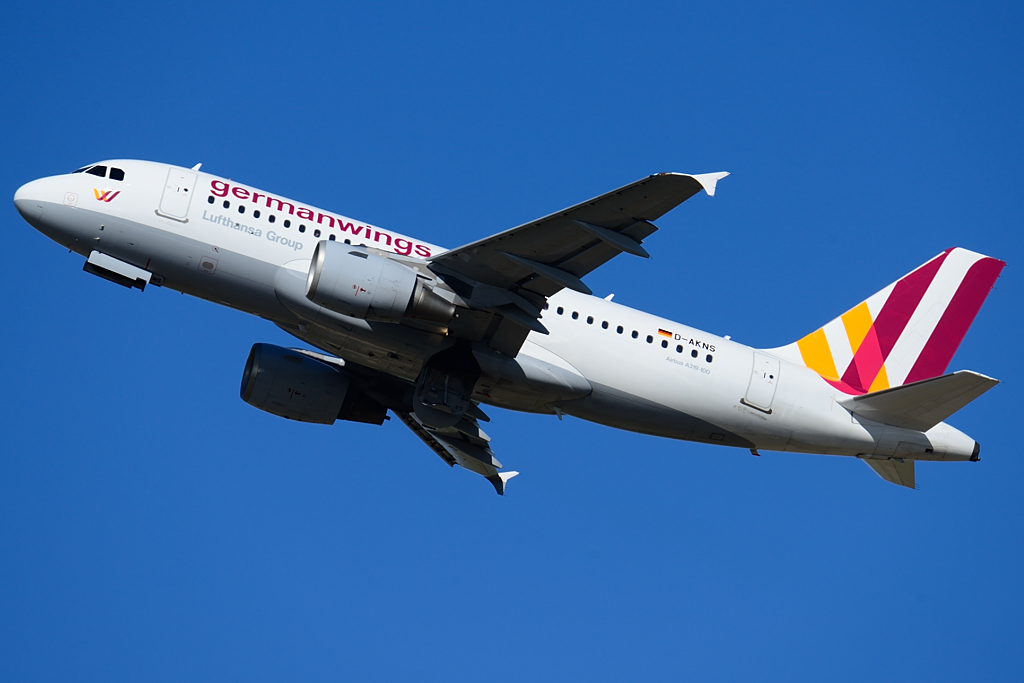
German Wings Airbus A319-100

- إيرو دينست
- Avanti Air
- كوندور للطيران
- يورو وينجز
- FLN Frisia Luftverkehr
- خطوط جرمانيا الجوية
- جيرمانوينغز
- LFH - Luftverkehr Friesland Harle
- Luftfahrtgesellschaft Walter
- لوفتهانزا
- Lufthansa CityLine
- Lufttaxi Fluggesellschaft
- Private Wings Flugcharter
- Rheinair
- Stuttgarter Flugdienst
- Sylt Air
- توي فلاي
- WDL Aviation

#### إسبانيا

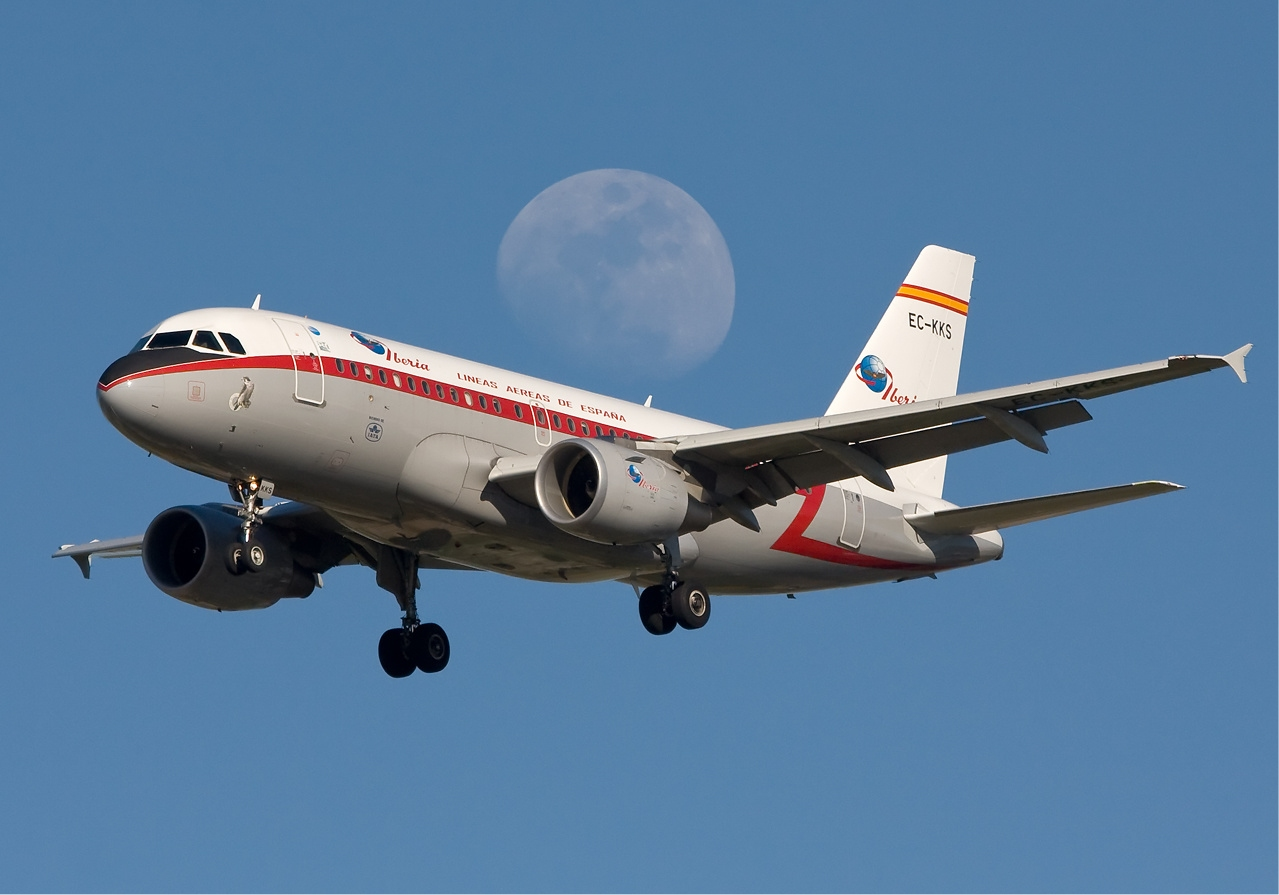
شبه الجزيرة الإيبيرية إيرباص إيه 319

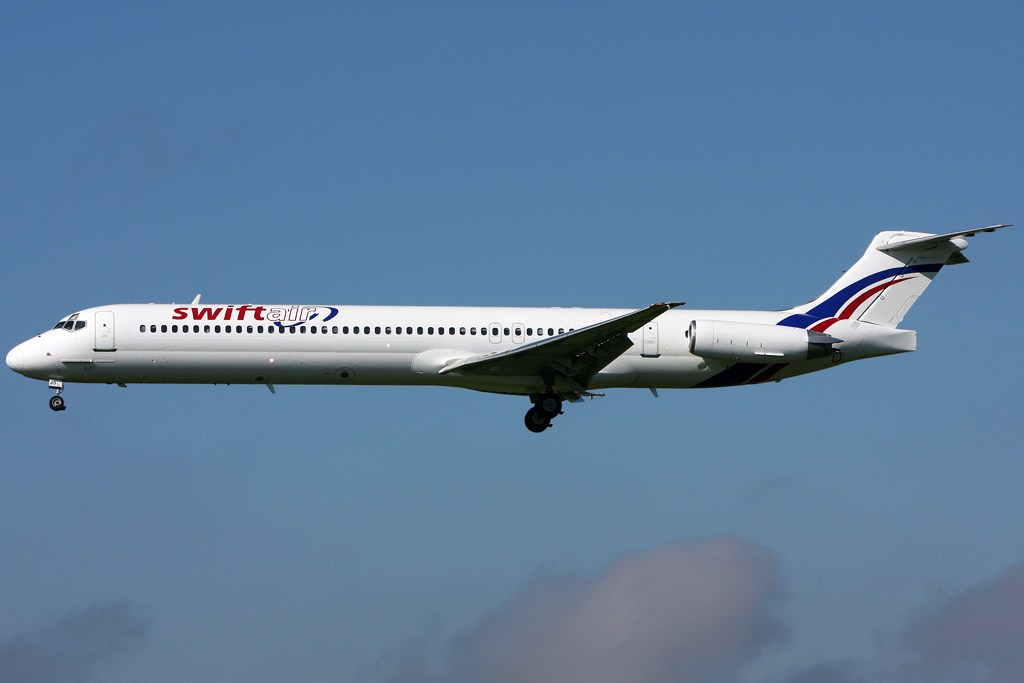
Swiftair ماكدونل دوغلاس إم دي-80

- Aeronova
- Air Este
- طيران أوروبا
- Air Granada
- Air Horizont
- نوستروم إير
- Air Pack Express
- Alaire
- Audeli Air
- بينتر كنارياس
- BKS Air
- Bravo Airlines
- Cygnus Air
- Euro Continental Air
- Fly LPI
- FlyAnt
- Gadair
- Hola Airlines
- أيبيريا (شركة طيران)
- Iberia Express
- Ibertrans Aérea
- Intermediación Aérea
- Islas Airways
- Naysa Aerotaxis
- OrionAir
- Plaza Servicios Aéreos
- Serair
- سويفت إير
- Top Fly
- فولوتيا
- خطوط فيولينغ الجوية
- Vuelos Mediterraneo
- Wamos Air
- Zorex Air Transport

#### إستونيا
- Avies
- Enimex
- Estonian Air

#### أوكرانيا

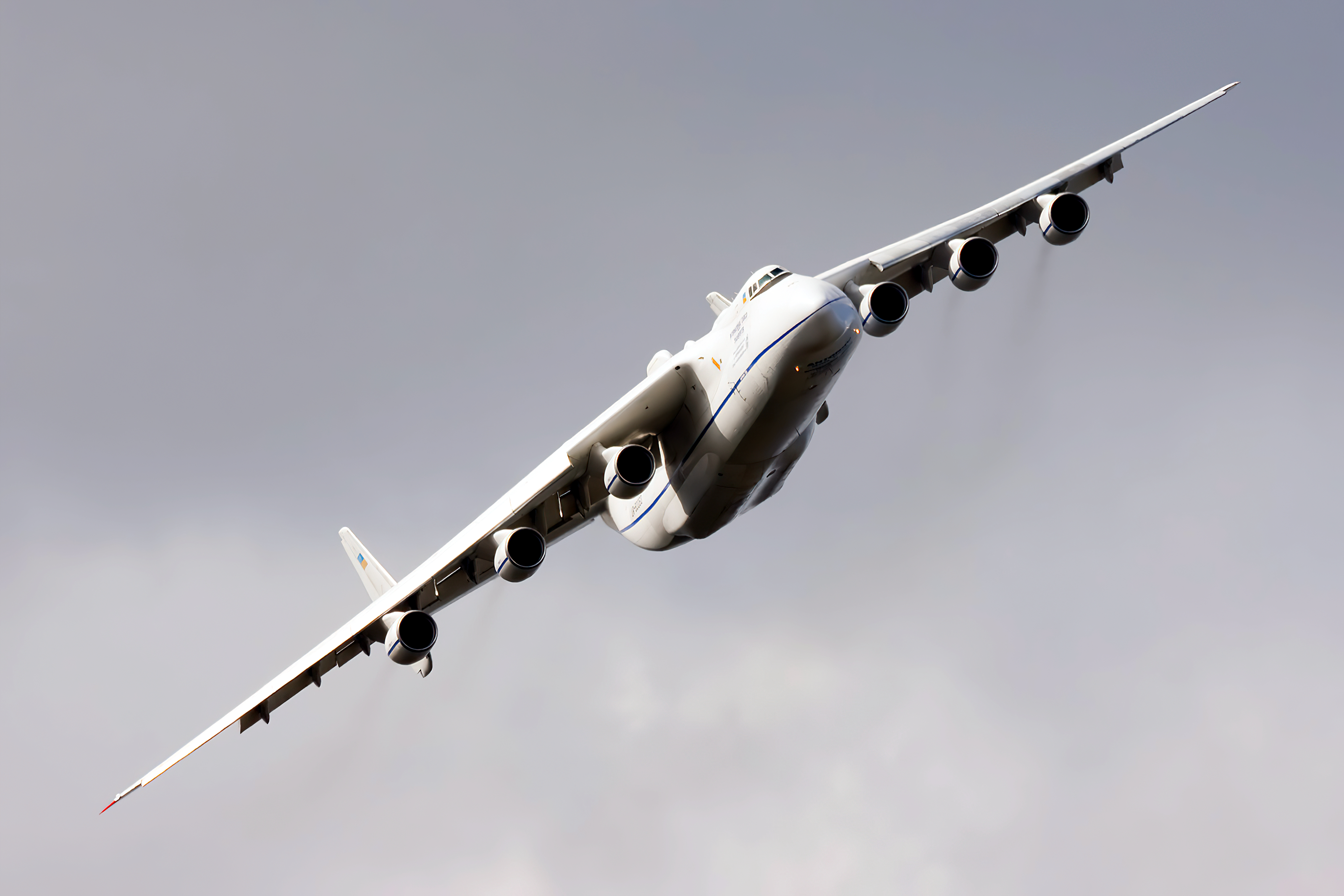
خطوط طيران أنتونوف أنتونوف أن-225 at مطار جوستوميل (Antonov airport), أوكرانيا

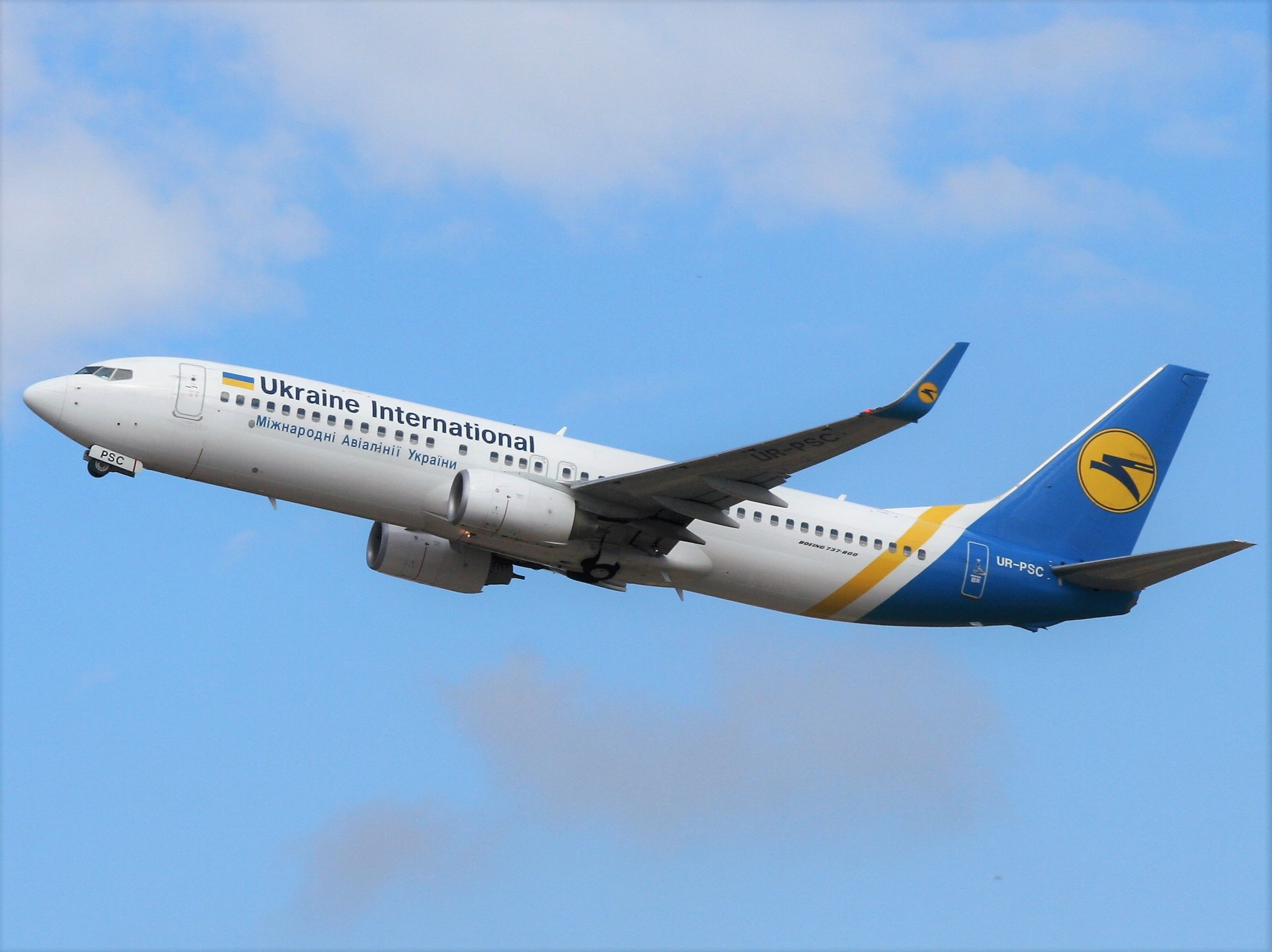
Ukraine International Airlines بوينغ 737 الجيل القادم

- Aeromist-Kharkiv
- Air Kharkov
- Air Urga
- خطوط طيران أنتونوف
- ARP 410 Airlines
- Constanta Airline
- Dniproavia
- Khors Aircompany
- Lvov Airlines
- Motor Sich Airlines
- Odessa Airlines
- Podilia-Avia
- South Airlines
- Tavrey Airlines
- Ukraine Air Alliance
- الخطوط الجوية الدولية الأوكرانية
- الخطوط الأوكرانية المتوسطية
- Volare Airlines
- Yuzhmashavia

#### آيسلندا
- Air Atlanta Icelandic
- طيران أيسلندا
- طيران آيسلندا
- WOW air

#### جمهورية أيرلندا
- أير لينغس
- ASL Airlines Ireland
- CityJet
- رايان إير
- Stobart Air

#### إيطاليا

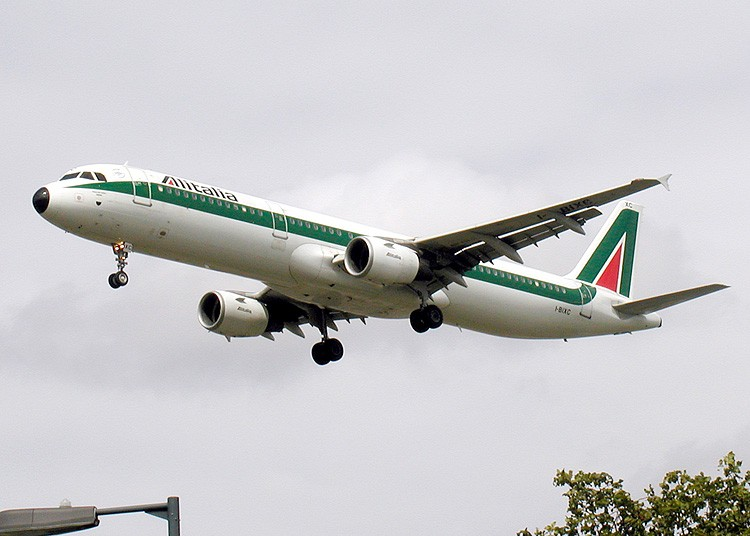
Alitalia Airbus A321

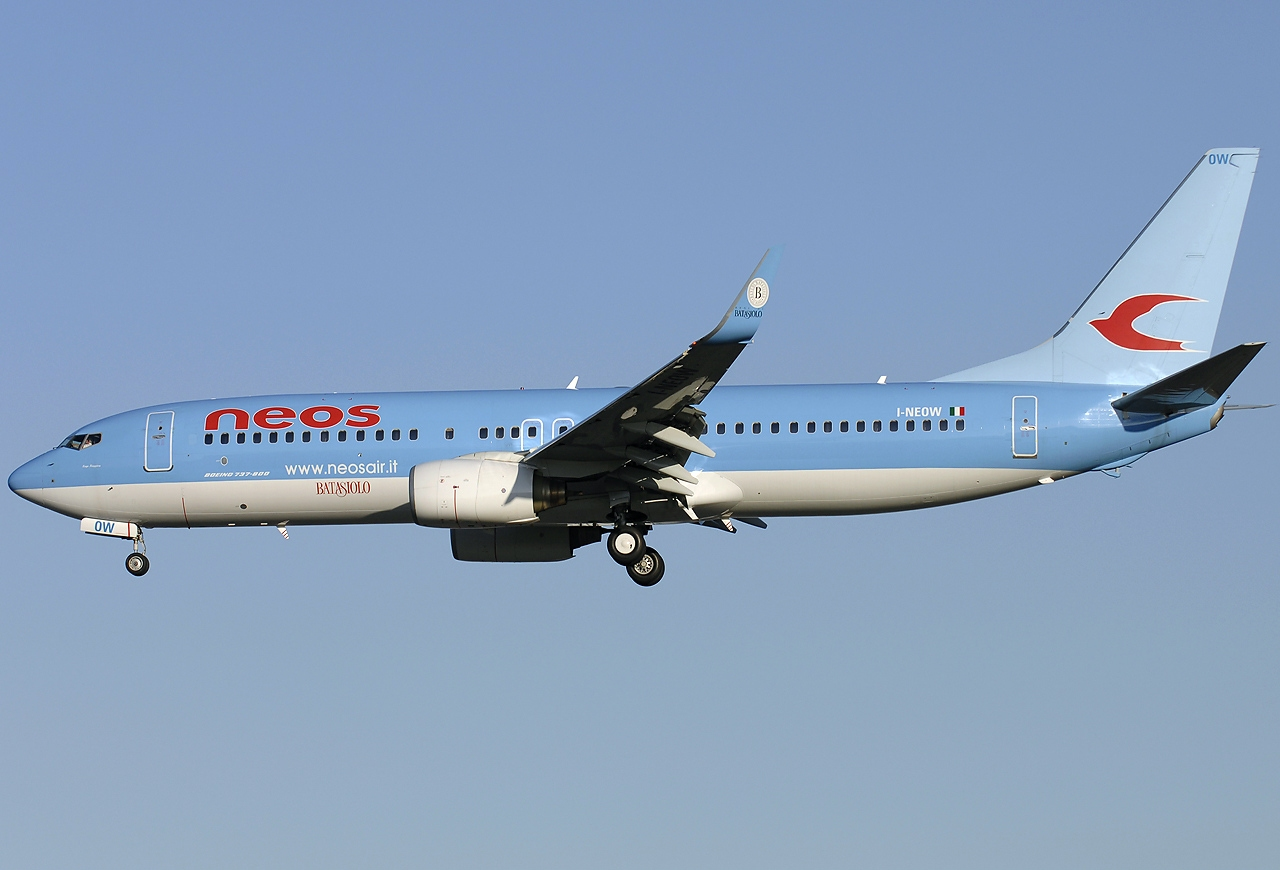
Neos بوينغ 737 الجيل القادم

- Air Dolomiti
- طيران إيطاليا  [لغات أخرى]‏
- Air Sal
- Air Vallée
- Alidaunia
- الخطوط الجوية الإيطالية
- Alitalia Cityliner
- بلو بانوراما ايرلاينز
- بلو بانوراما ايرلاينز
- Evolavia
- Italia Jet
- Meridiana
- Mistral Air
- Neos

#### بلجيكا
- خطوط بروكسل الجوية
- توي فلاي بلجيكا
- Thomas Cook Airlines Belgium

#### بلغاريا
- Air VIA
- BH Air
- طيران بلغاريا
- Bulgarian Air Charter

#### بولندا
- Enter Air
- Eurolot
- FlyJet
- IBEX
- LOT Charters
- خطوط لوت الجوية البولندية
- SkyTaxi

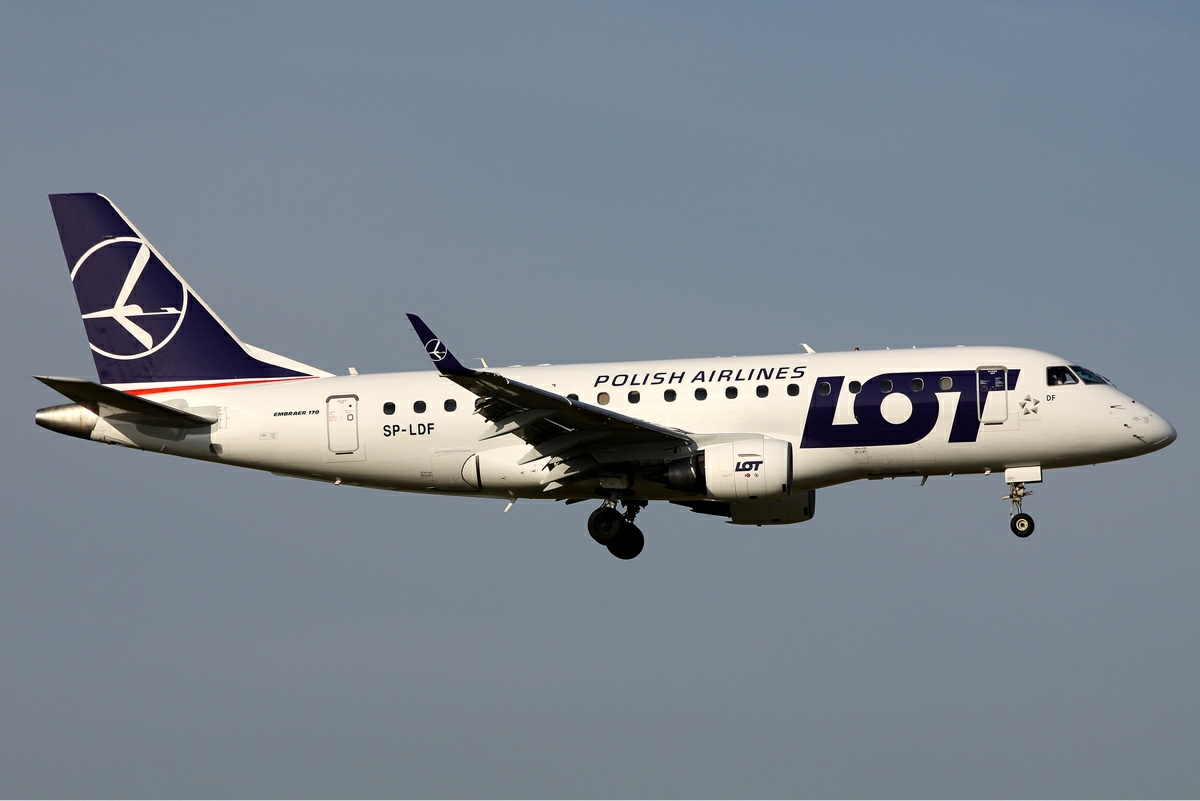
A LOT Polish Airlines إمبراير اي-جت in LOT's 2010s livery

- Small Planet Airlines (formerly FlyLAL Charters Polska)
- Sprint Air (formerly Air Polonia Cargo, Sky Express, Direct Fly)

#### البرتغال

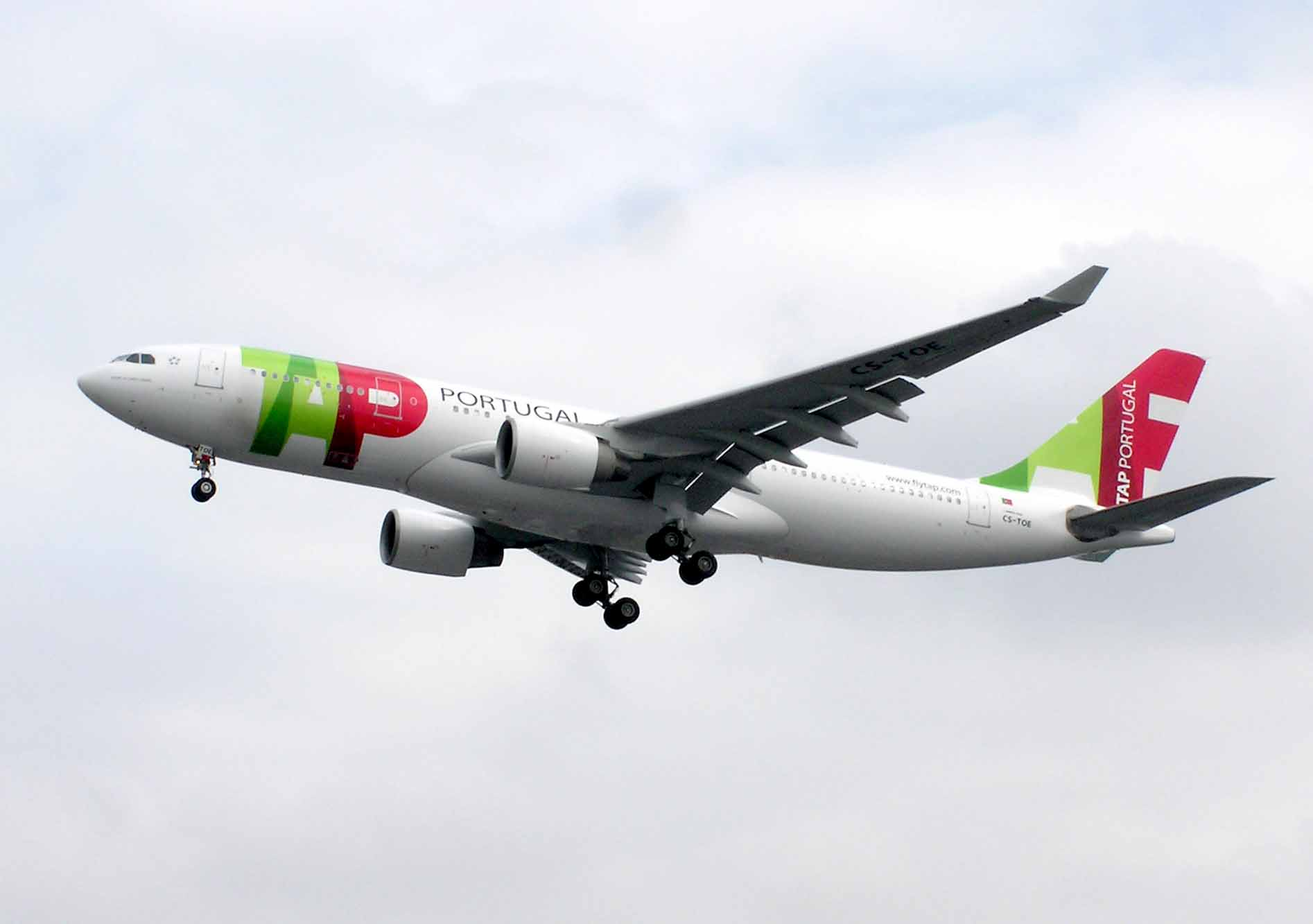
TAP Portugal Airbus A330-200

- Aerocondor
- Portugália
- SATA Air Acores
- SATA International
- تاب برتغال
- White

#### تركيا

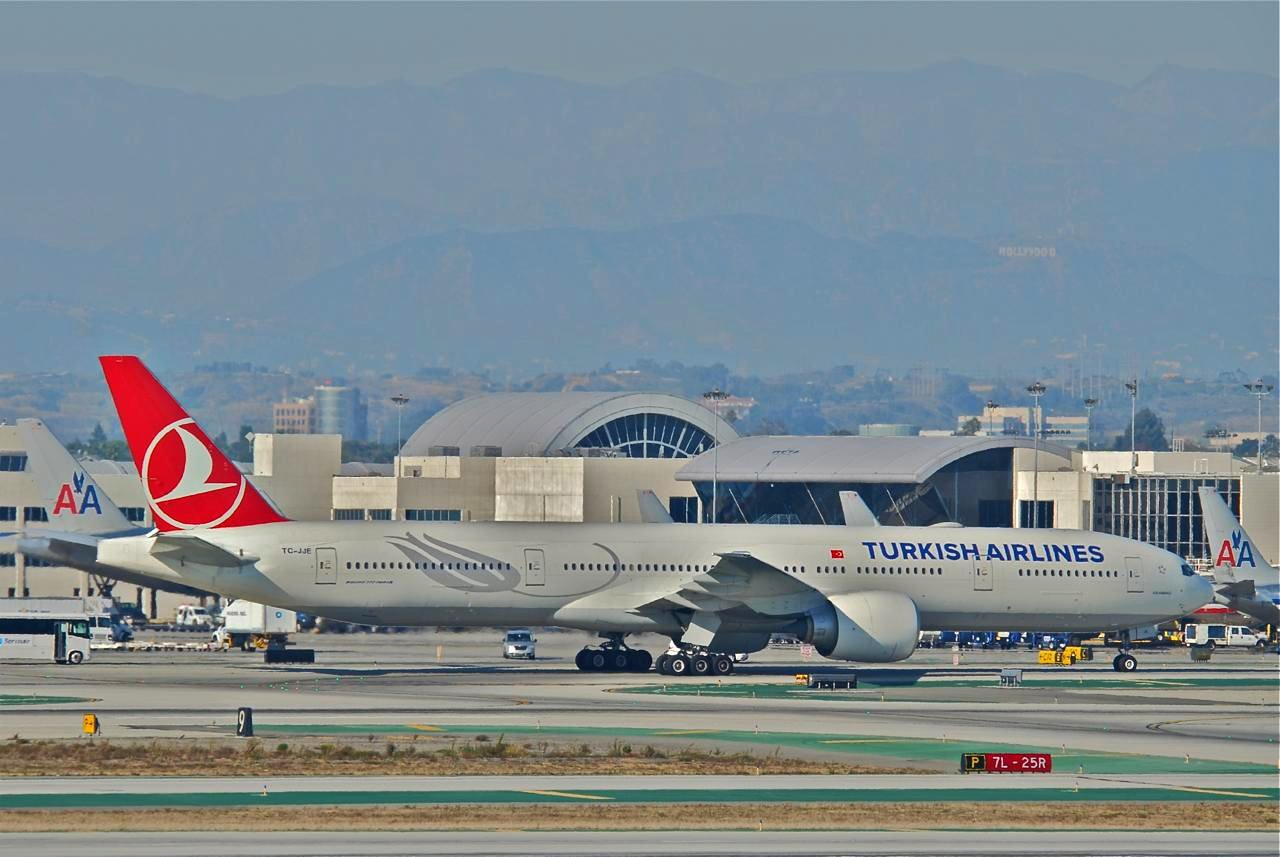
Turkish Airlines بوينغ 777 with the new logo taxiing at مطار لوس أنجلوس الدولي

- الأناضول جت
- Corendon Airlines
- Freebird Airlines
- Izmir Airlines
- Onur Air
- خطوط بيغاسوس
- Saga Airlines
- خطوط سكاي الجوية
- صن إكسبريس
- الخطوط الجوية التركية

#### التشيك
- الخطوط الجوية التشيكية
- سمارت وينجز
- خطوط ترافل سيرفس الجوية

#### جورجيا
- الخطوط الجوية الجورجية
- Georgian National Airlines

#### الدنمارك
For Danish territories with home rule, see Faroe Islands and Greenland.
- Air Alsie
- Copenhagen Air Taxi
- DAT - Danish Air Transport
- Jet Time
- الخطوط الجوية الإسكندنافية
- Sun Air of Scandinavia

#### رومانيا

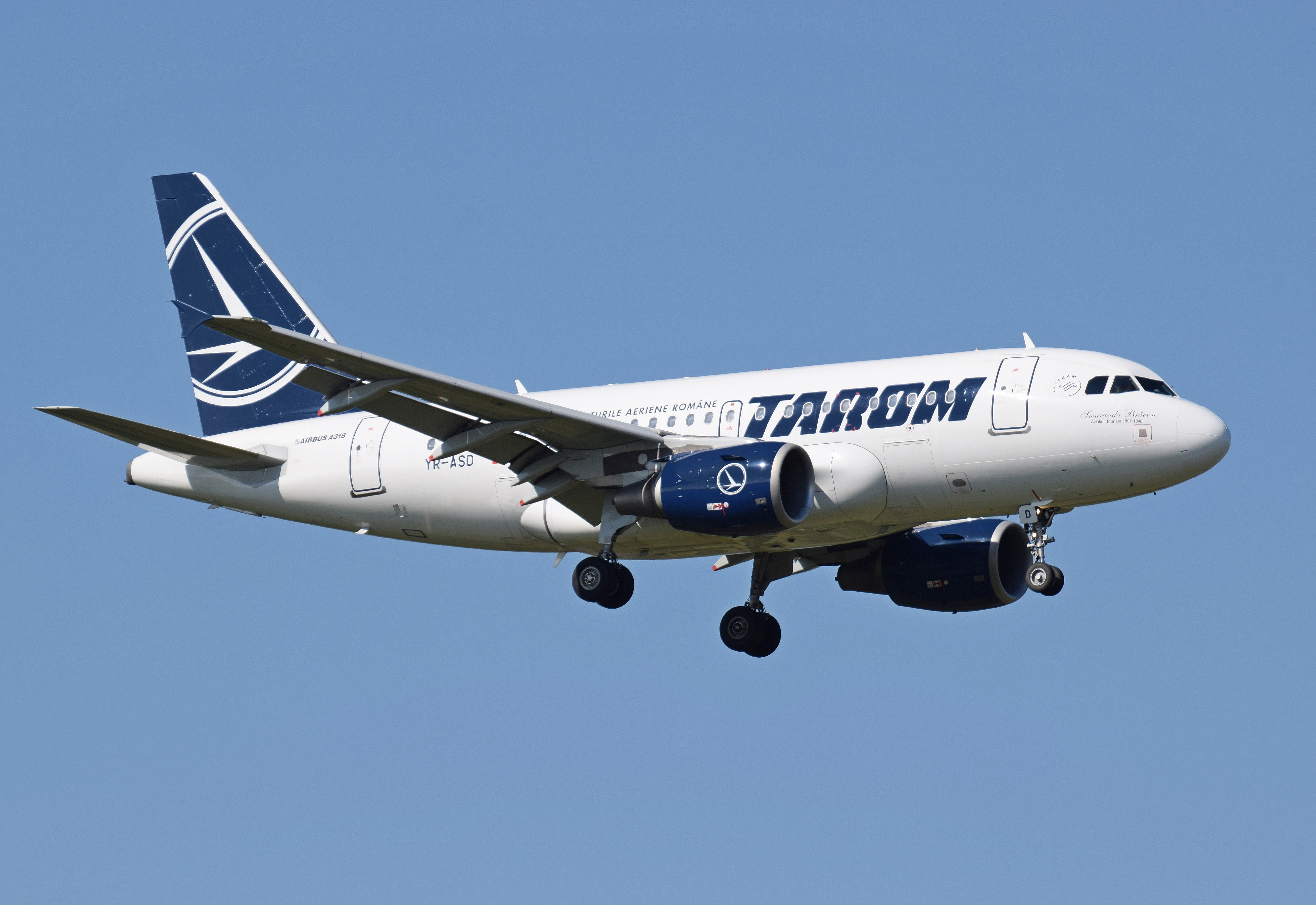
TAROM إيرباص إيه 318 arrives مطار لندن هيثرو

- Blue Air
- كارباتإير
- Jet Tran Air
- تاروم

#### روسيا

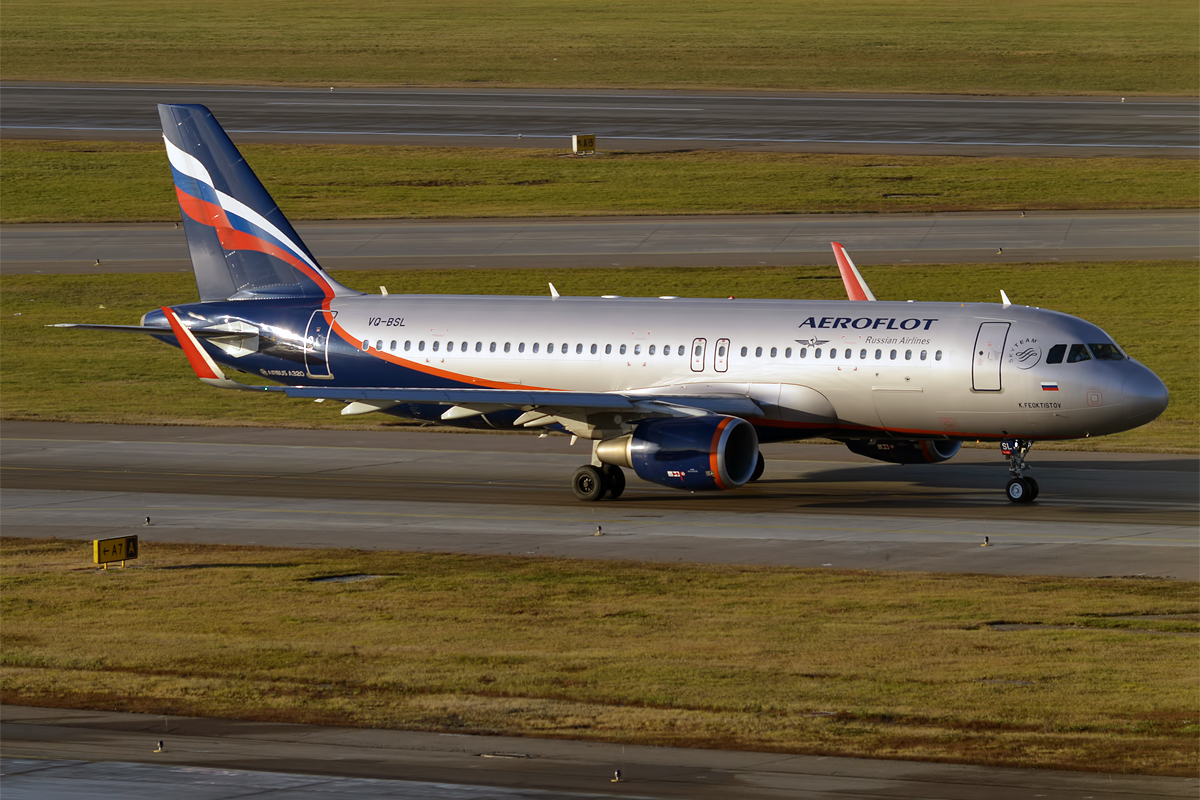
إيروفلوت's Airbus A320-200

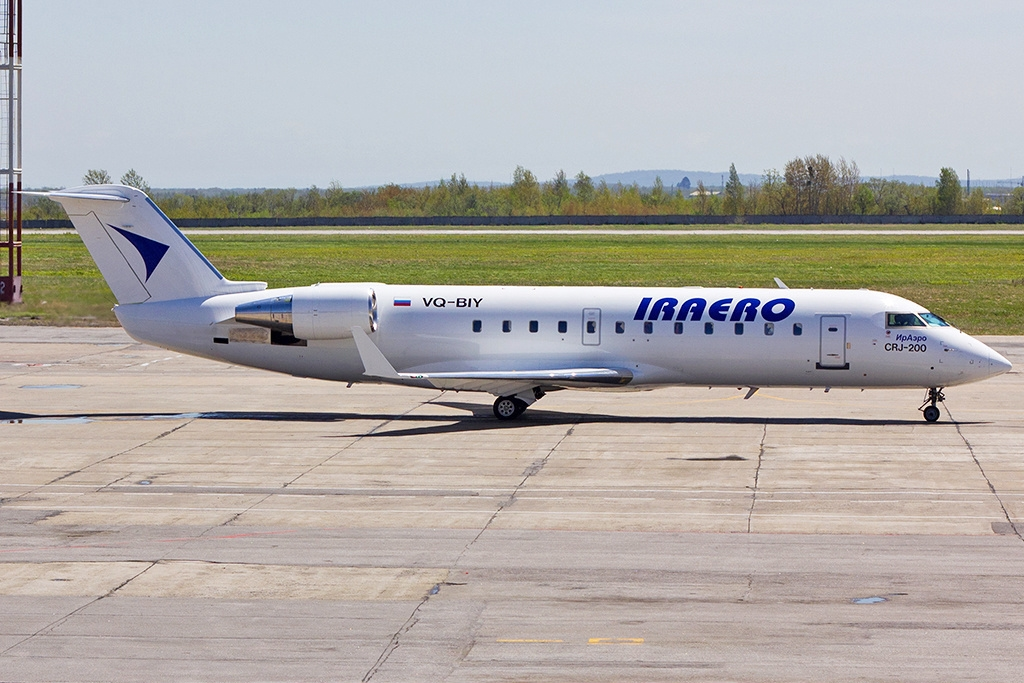
IrAero بومباردييه سي آر جيه 200

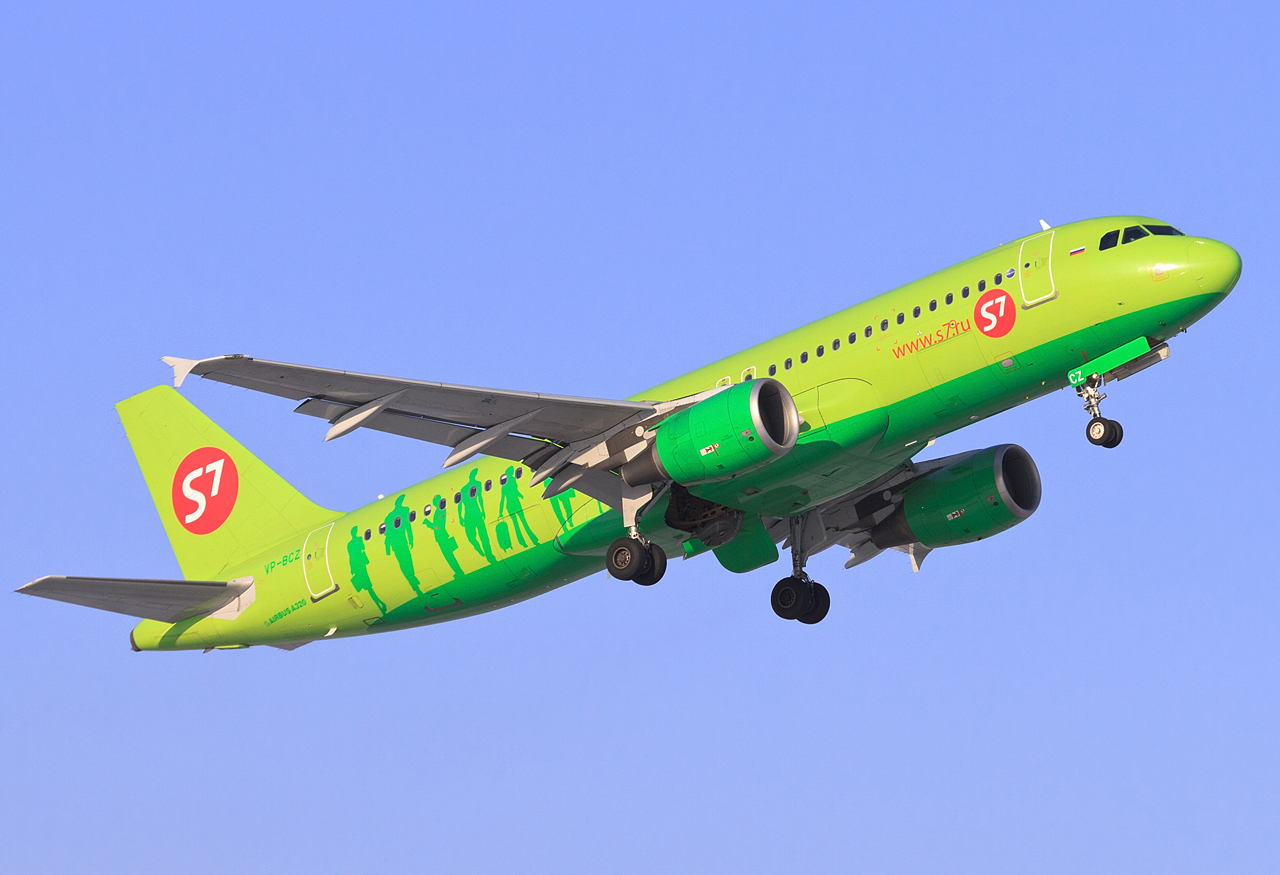
S7 Airlines إيرباص إيه 320

- 2nd Arkhangelsk Aviation Enterprise
- AeroBratsk
- إيروفلوت
- Alrosa-Avia
- خطوط آنجارا
- Avcom
- Aviastar-TU
- Bugulma Air Enterprise
- Bural
- Bylina
- تشوكوتافيا
- Donavia
- Gazpromavia
- Izhavia
- Kazan Air Enterprise
- كوغاليم أفيا
- Komiaviatrans
- Moskovia Airlines
- Nordavia
- نوردستار
- Petropavlovsk-Kamchatsky Air Enterprise
- Polet Airlines
- خطوط ريد وينغز الجوية  [لغات أخرى]‏
- روسيه (خطوط جوية)
- خطوط إس سفن
- Saravia
- Tomskavia
- خطوط أورال الجوية
- UTair Aviation
- خطوط فولجا دنيبر الجوية
- Vologda Aviation Enterprise
- Vostok Aviation Company
- Yakutia Airlines
- Yamal Airlines

#### روسيا البيضاء
- طيران بيلافيا

#### سلوفاكيا
- Aero Slovakia
- AirExplore
- دانوب وينقز[الإنجليزية]
- SAM Air
- Travel Service

#### سلوفينيا
- خطوط أدريا الجوية
- Solinair

#### السويد
- Avitrans
- Direktflyg
- Golden Air
- Gotlandsflyg
- International Business Air
- Kullaflyg
- Malmö Aviation
- Nordic Regional
- Nordkalottflyg
- Novair
- الخطوط الجوية الإسكندنافية
- Skyways Express
- Snålskjuten
- Stockholmsplanet
- Sundsvallsflyg
- TUIfly Nordic (previously Britannia Nordic)
- Viking Airlines

#### سويسرا

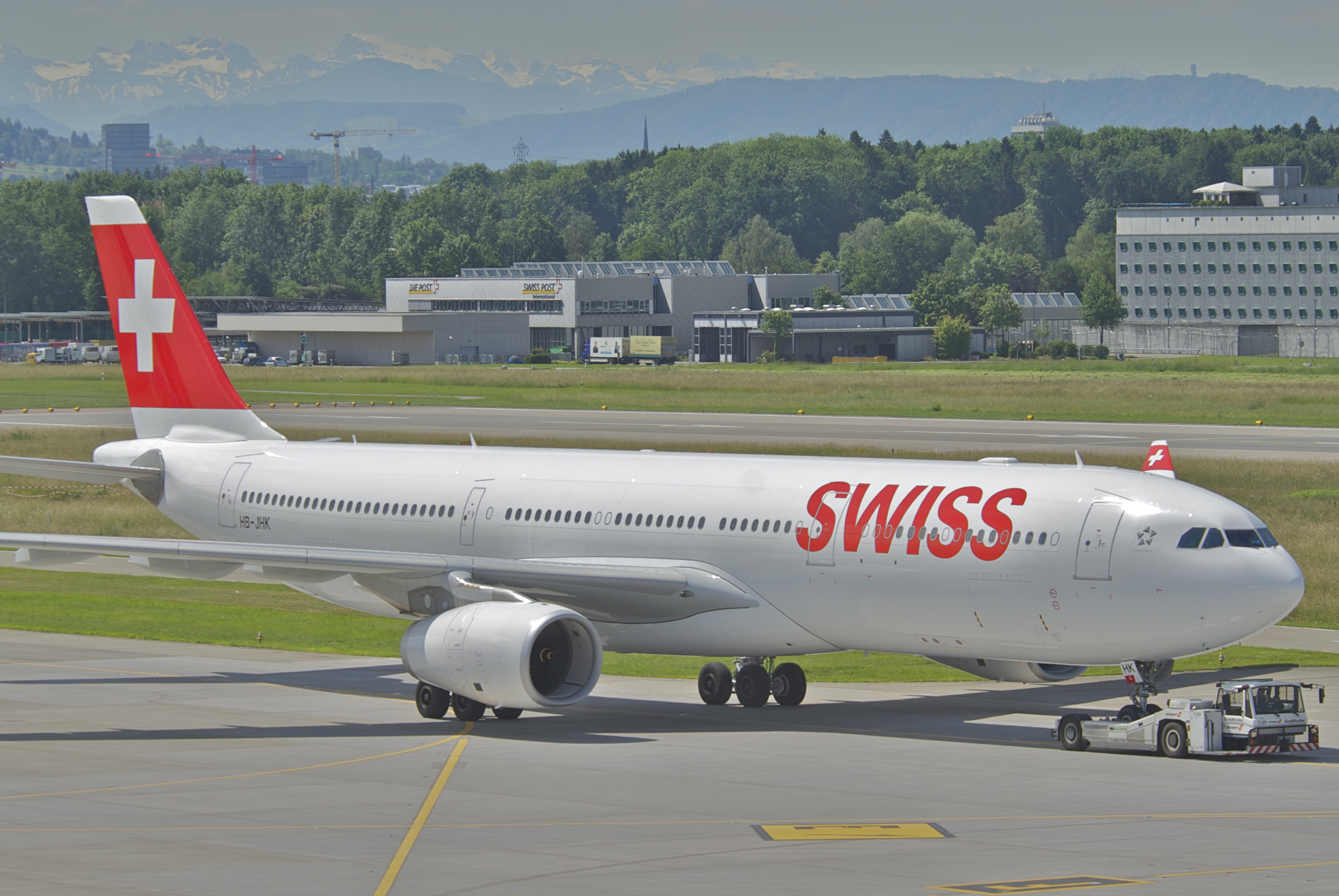
SWISS إيرباص إيه 330 in the new livery

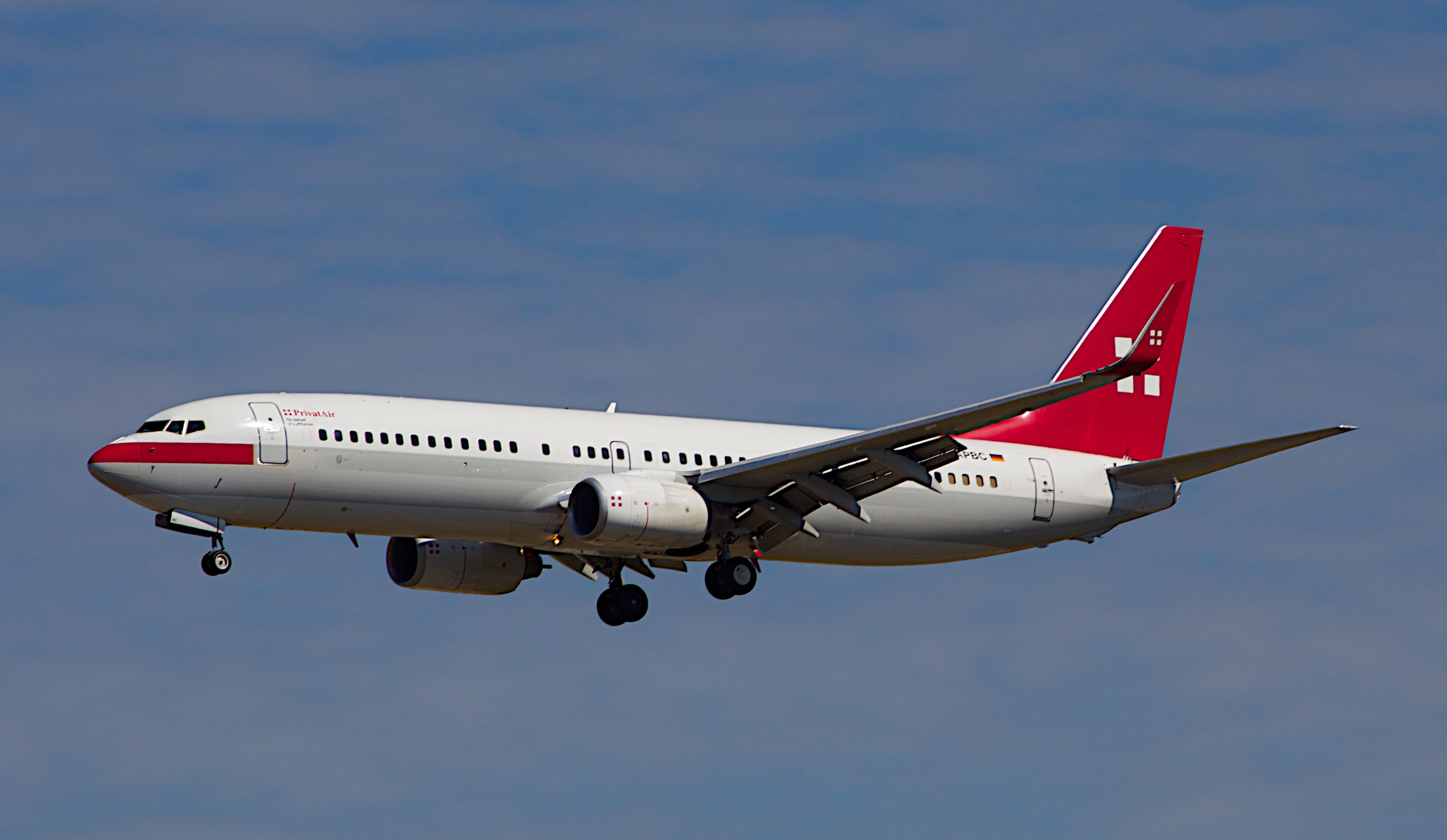
PrivatAir بوينغ 737 الجيل القادم

- Air Glaciers
- Air Prishtina
- Club Airways International
- Connect Air
- خطوط داروين الجوية
- إيزي جيت سويسرا
- إديلويس إير
- Helvetic Airways
- Jet Aviation
- Jetclub
- Ju-Air
- PrivatAir
- Sky Work Airlines
- Swiss Global Air Lines
- الخطوط الجوية الدولية السويسرية

#### صربيا

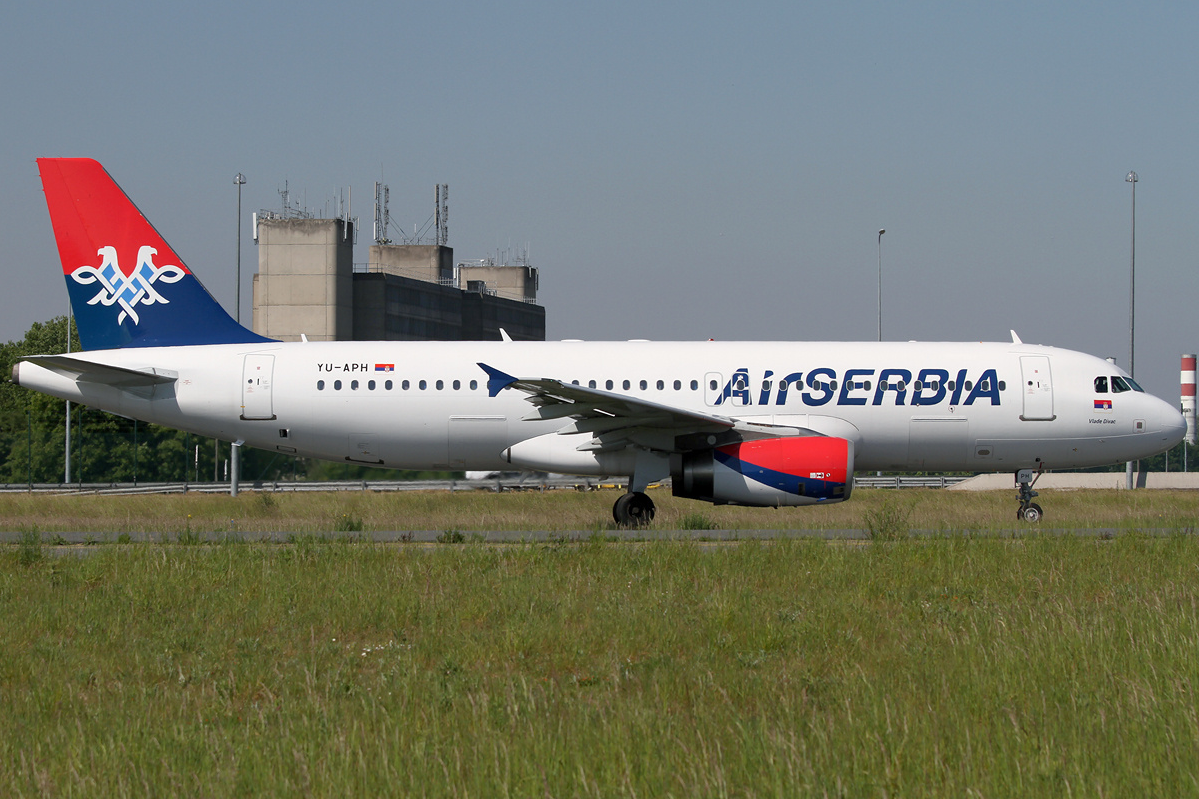
An Air Serbia إيرباص إيه 320 at مطار باريس شارل ديغول in 2014.

- طيران صربيا
- Airpink

#### غرينلاند
- طيران غرينلاند

#### جزر فارو

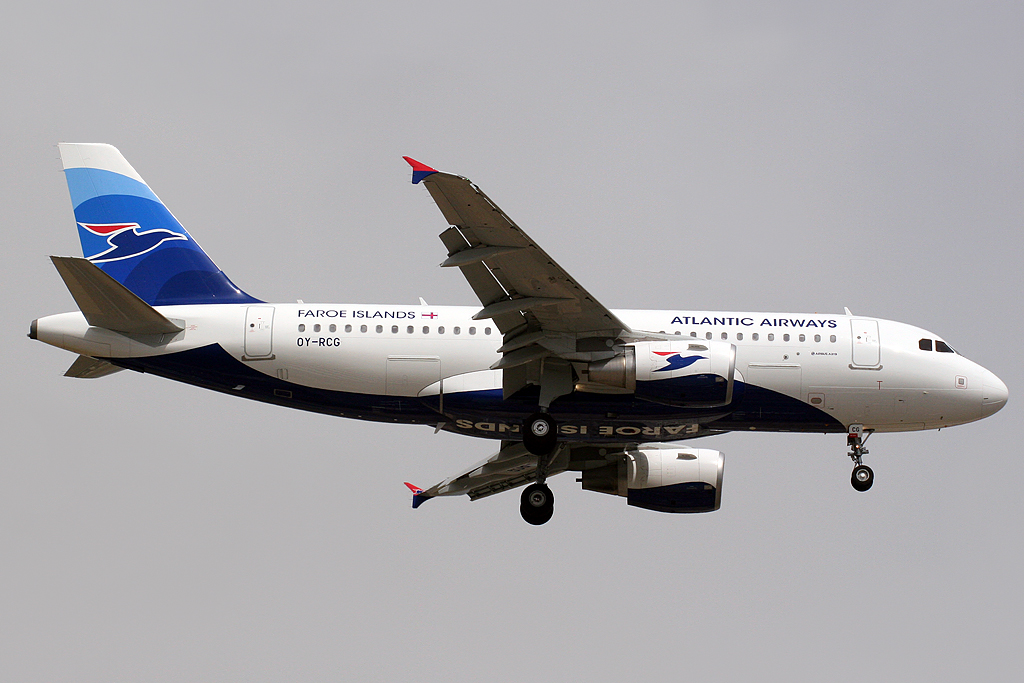
الخطوط الجوية الأطلسية إيرباص إيه 319 landing at مطار برشلونة الدولي, Spain

- الخطوط الجوية الأطلسية

#### فنلندا

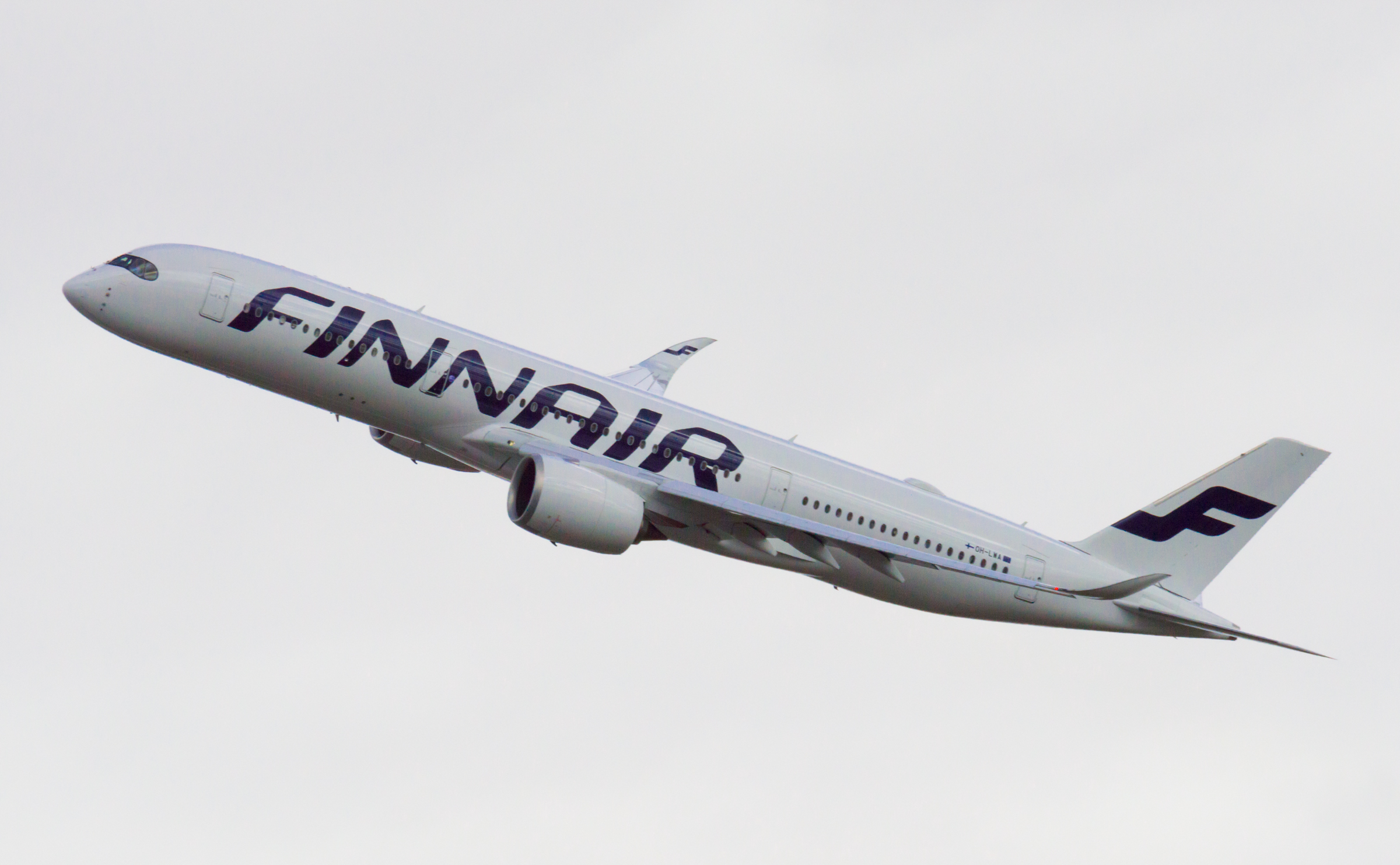
A Finnair إيرباص إيه 350, Finnair was the third airline to operate the aircraft.

- Air Åland
- Copterline
- فين إير
- Flybe Nordic

#### فرنسا

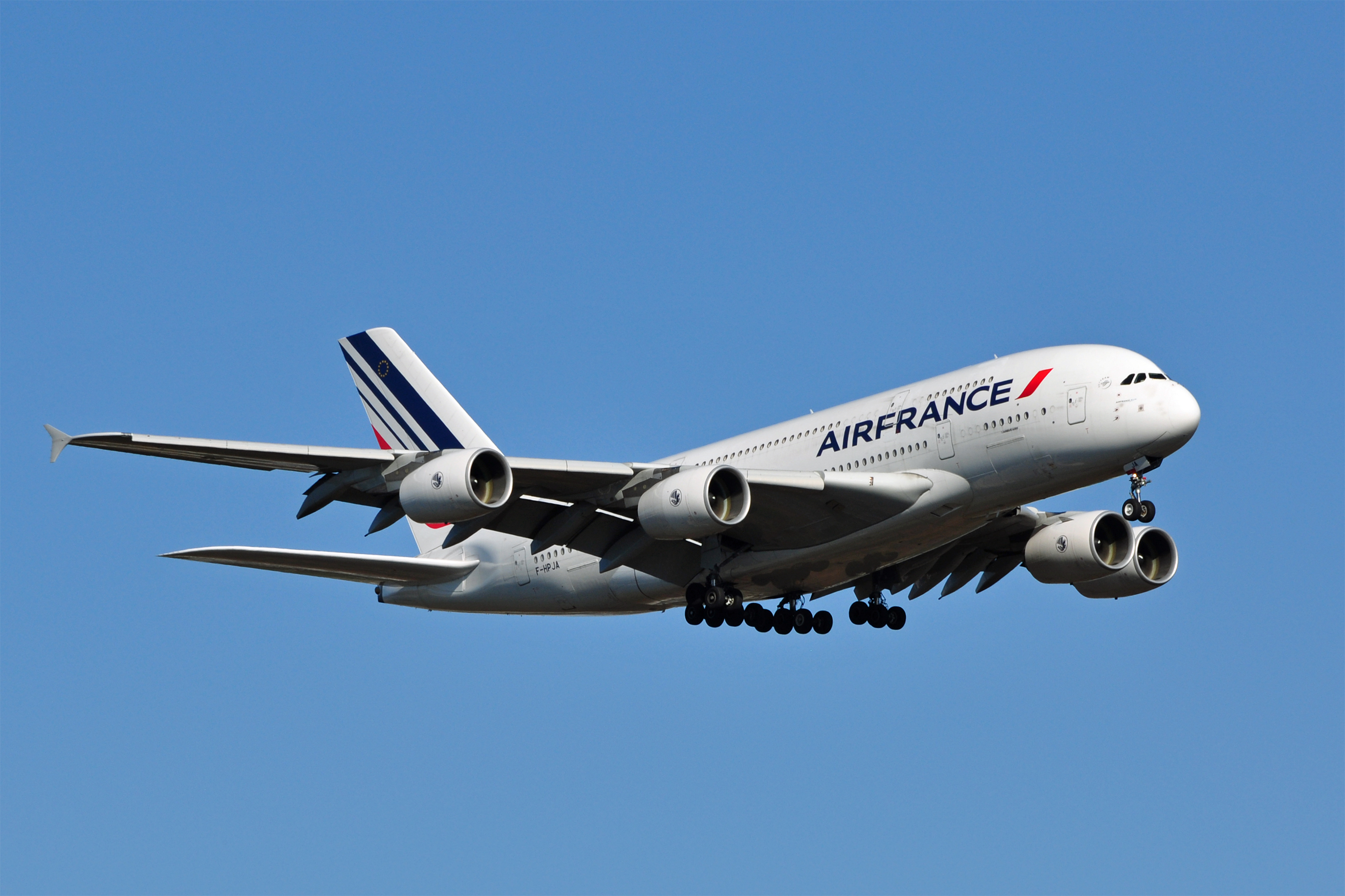
An الخطوط الجوية الفرنسية إيرباص إيه 380 landing at Washington Dulles International Airport

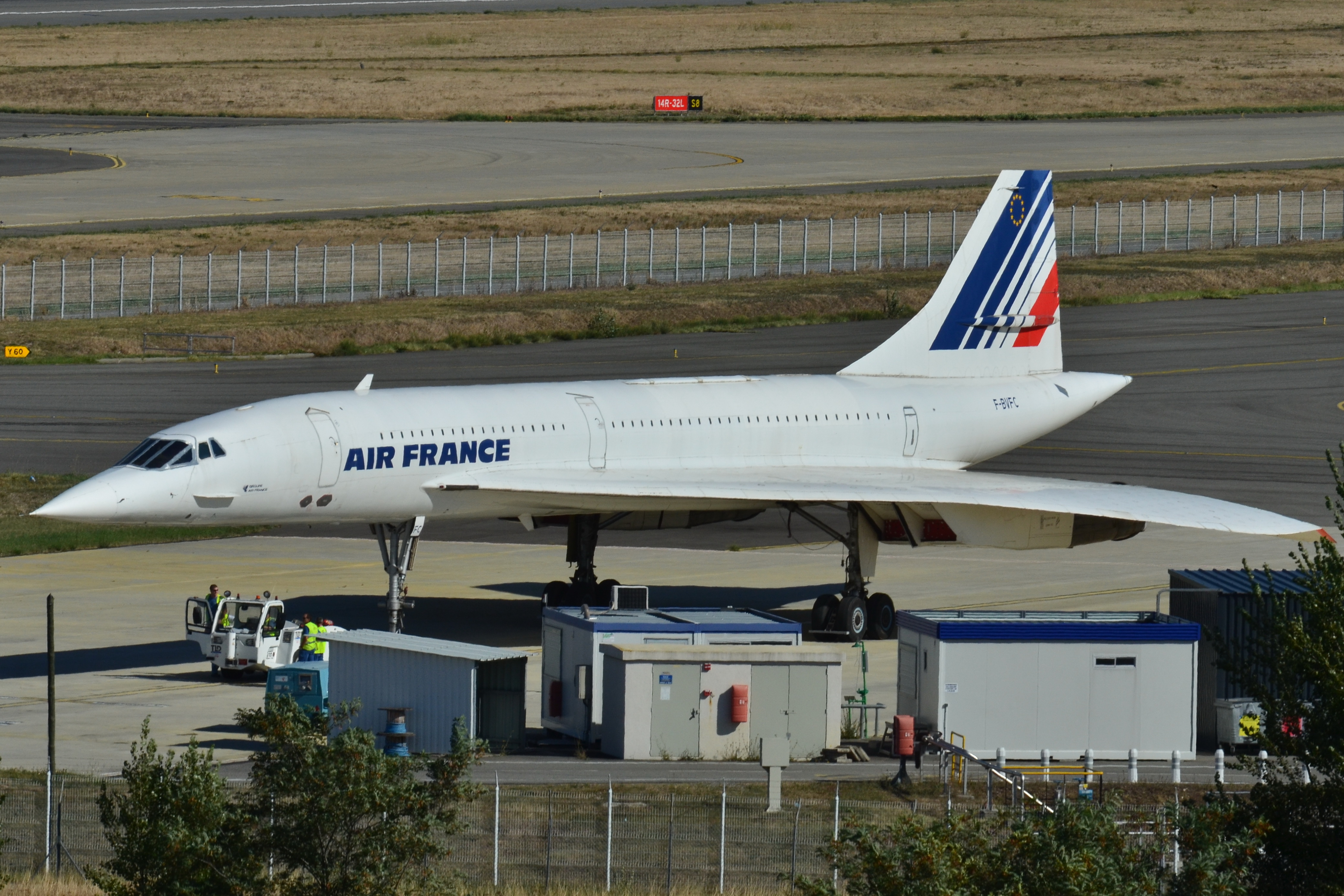
An الخطوط الجوية الفرنسية كونكورد.

For مقاطعات وأقاليم ما وراء البحار الفرنسيةs, see the sections for French Guiana، French Polynesia، Guadeloupe، New Caledonia، Réunion، Saint-Pierre and Miquelon.
- إيغل أزور
- إير كورسيكا
- الخطوط الجوية الفرنسية
- Corsair International
- Finist'air
- HOP!
- ترانسافيا فرنسا
- Twin Jet
- خطوط إكس أل الجوية الفرنسية

#### قبرص
- Cobalt Air

#### كرواتيا
- الخطوط الجوية الكرواتية
- Trade Air
- Zadar Airlines

#### لاتفيا
- طيران البلطيق
- SmartLynx Airlines

#### لوكسمبورغ
- كوملوكس
- Global Jet Luxembourg
- لوكس إير
- Luxaviation

#### جمهورية مقدونيا
- MAT Macedonian Airlines
- Star Airlines

#### مالطا

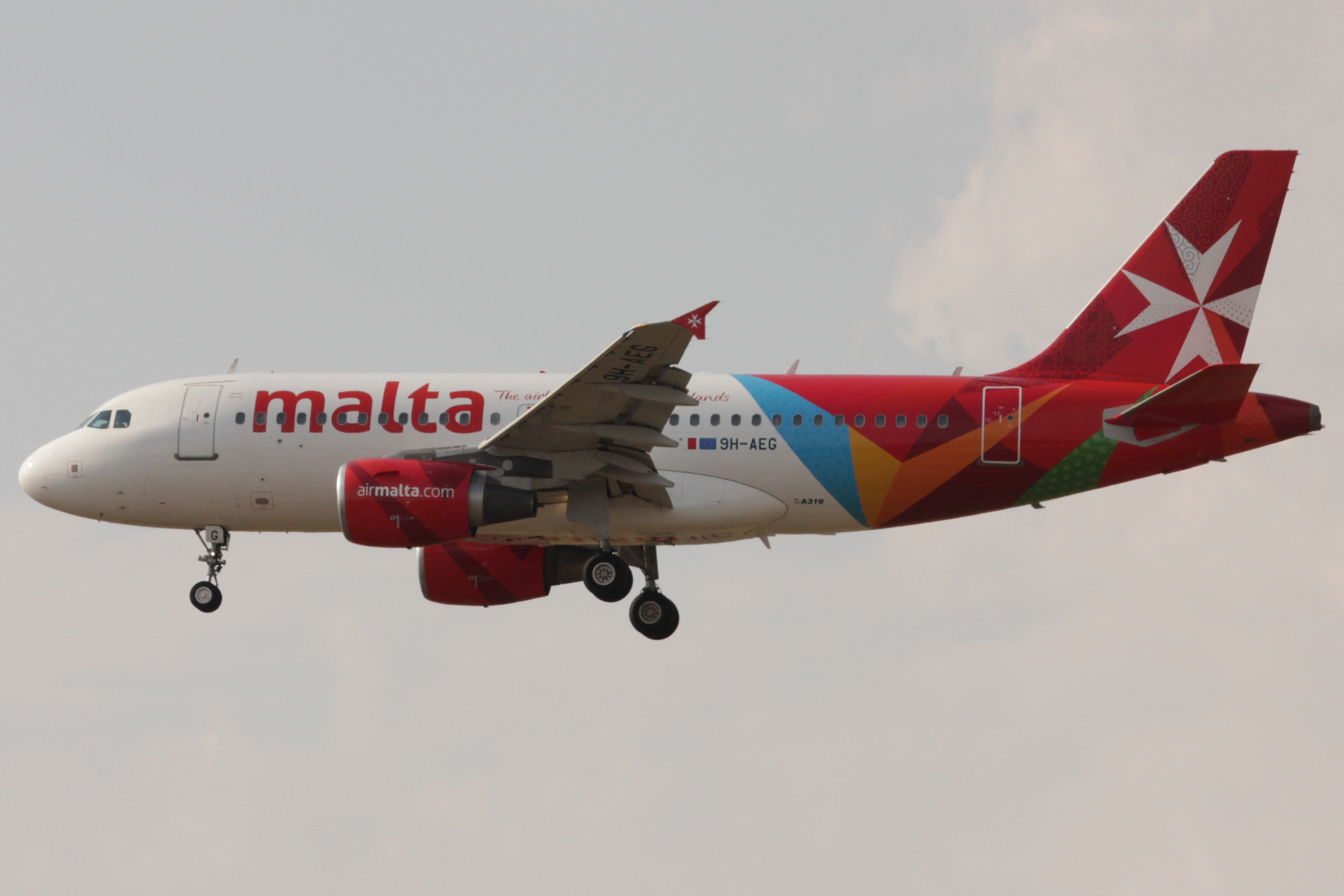
Air Malta إيرباص إيه 319 in their current livery

- طيران مالطا
- Medavia

#### المجر
- CityLine Hungary
- Travel Service
- ويز للطيران

#### مولدافيا
- طيران مولدوفا
- Tandem Aero

#### موناكو
- Heli Air Monaco

#### المملكة المتحدة

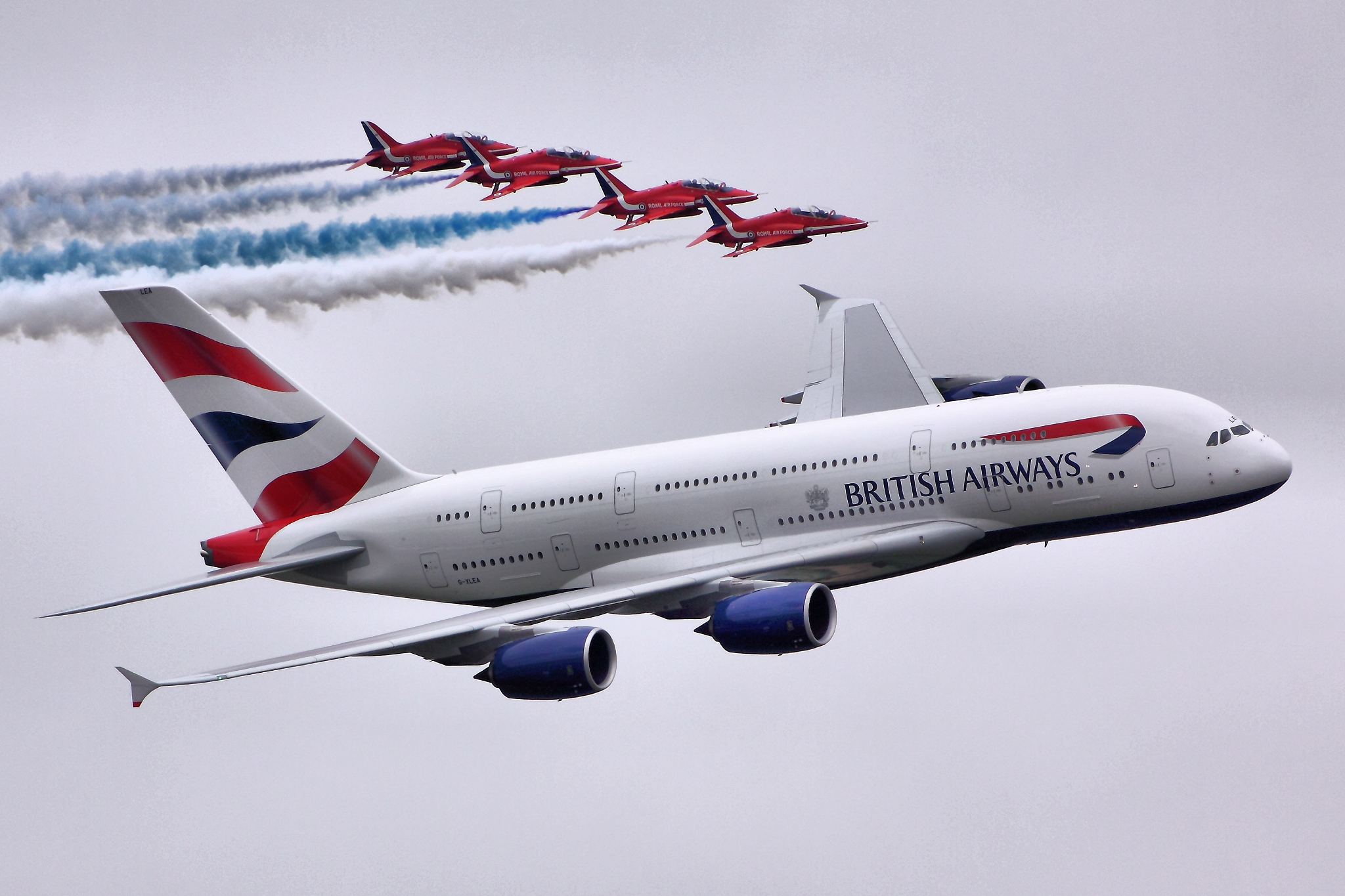
British Airways' first Airbus A380, accompanied by the السهام الحمر at 2013 Royal International Air Tattoo

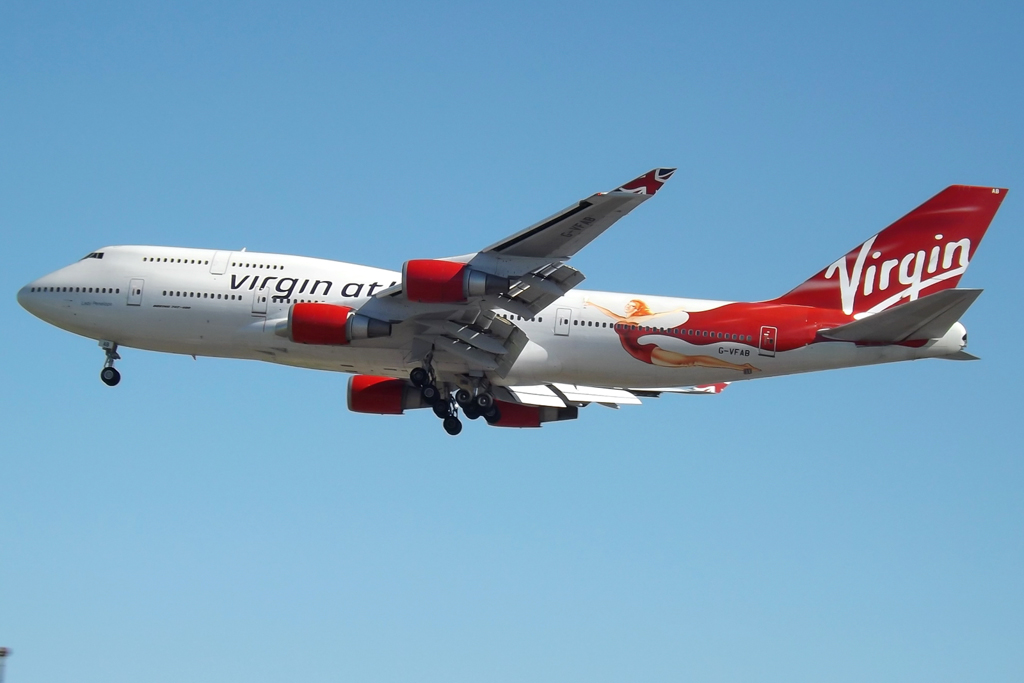
Virgin Air Atlantic بوينغ 747-400 in livery in 2014

- Air Atlantique
- Air Wales
- آلدرني
- Blue Islands
- بي إم أي الإقليمية
- الخطوط الجوية البريطانية
- الخطوط الجوية الشرقية
- إيزي جيت
- فلاي بي
- Highland Airways
- Isles of Scilly Skybus
- جيت تو دوت كوم
- لوغاناير
- Lydd Air
- خطوط توماس كوك الجوية
- خطوط طومسون الجوية
- Titan Airways
- خطوط فيرجن أتلانتيك الجوية

#### النرويج
- Bergen Air Transport
- Classic Norway Air
- Fonnafly
- آير شاتل النرويجية
- الخطوط الجوية الإسكندنافية
- Sundt Air
- Widerøe

#### النمسا
- الخطوط الجوية النمساوية
- InterSky
- Tyrolean Airways
- Welcome Air

#### هولندا

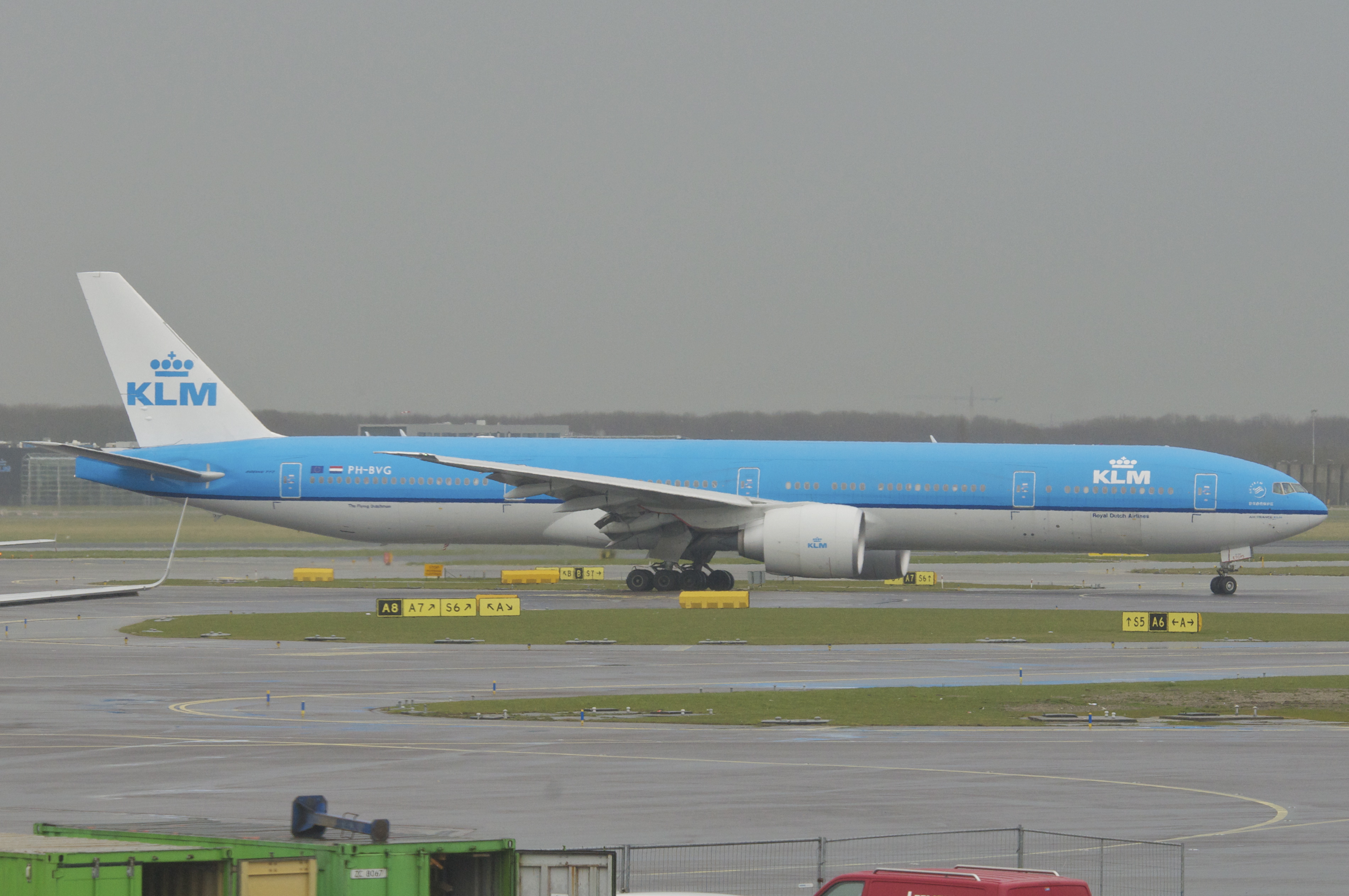
KLM Boeing 777-300ER

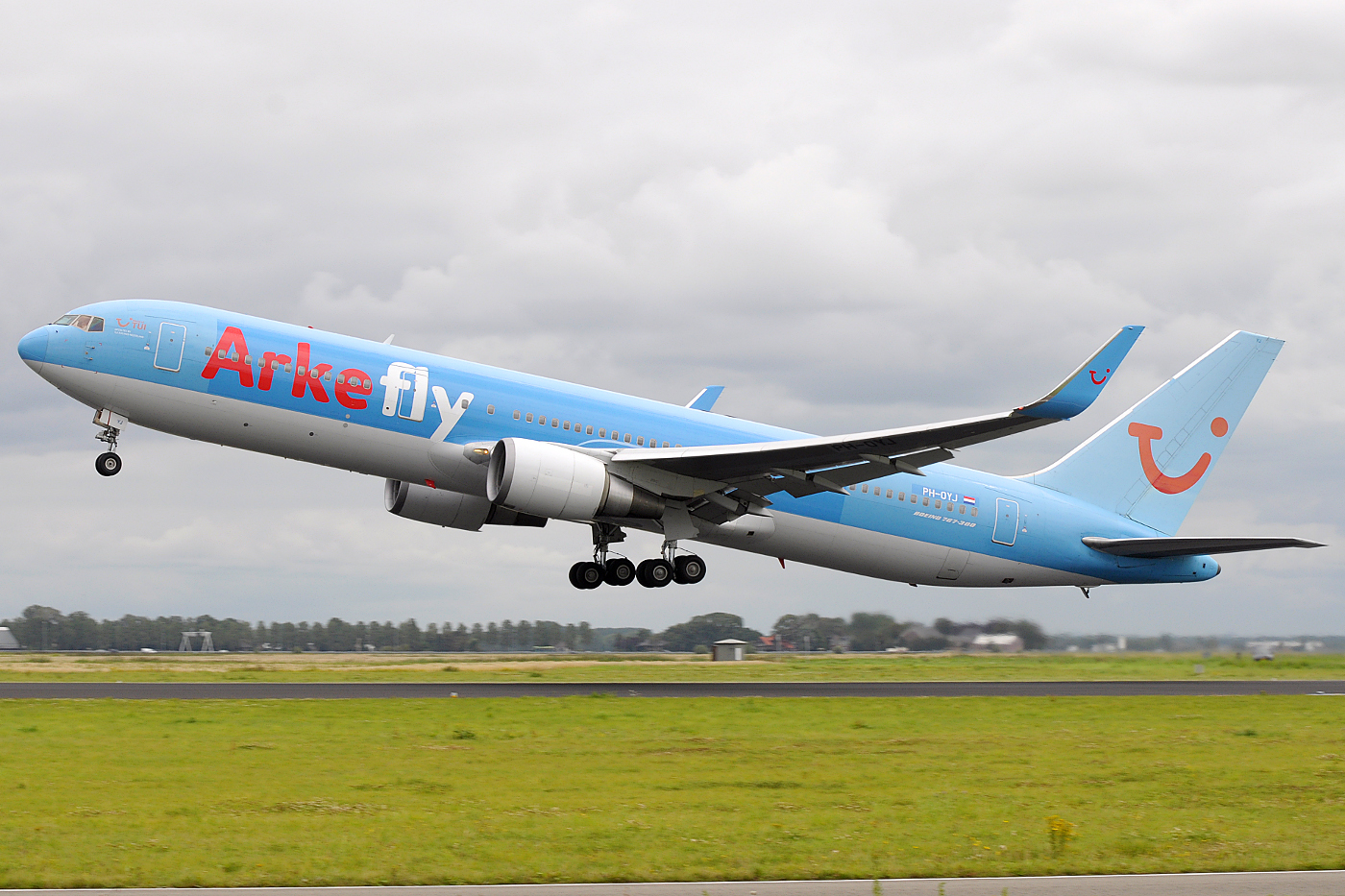
A since-retired ArkeFly بوينغ 767 at مطار سخيبول أمستردام، هولندا in 2011

- أركي فلاي
- كوريندون هولاندا
- Denim Air
- KLM Cityhopper
- الخطوط الجوية الملكية الهولندية
- ترانسافيا

#### اليونان

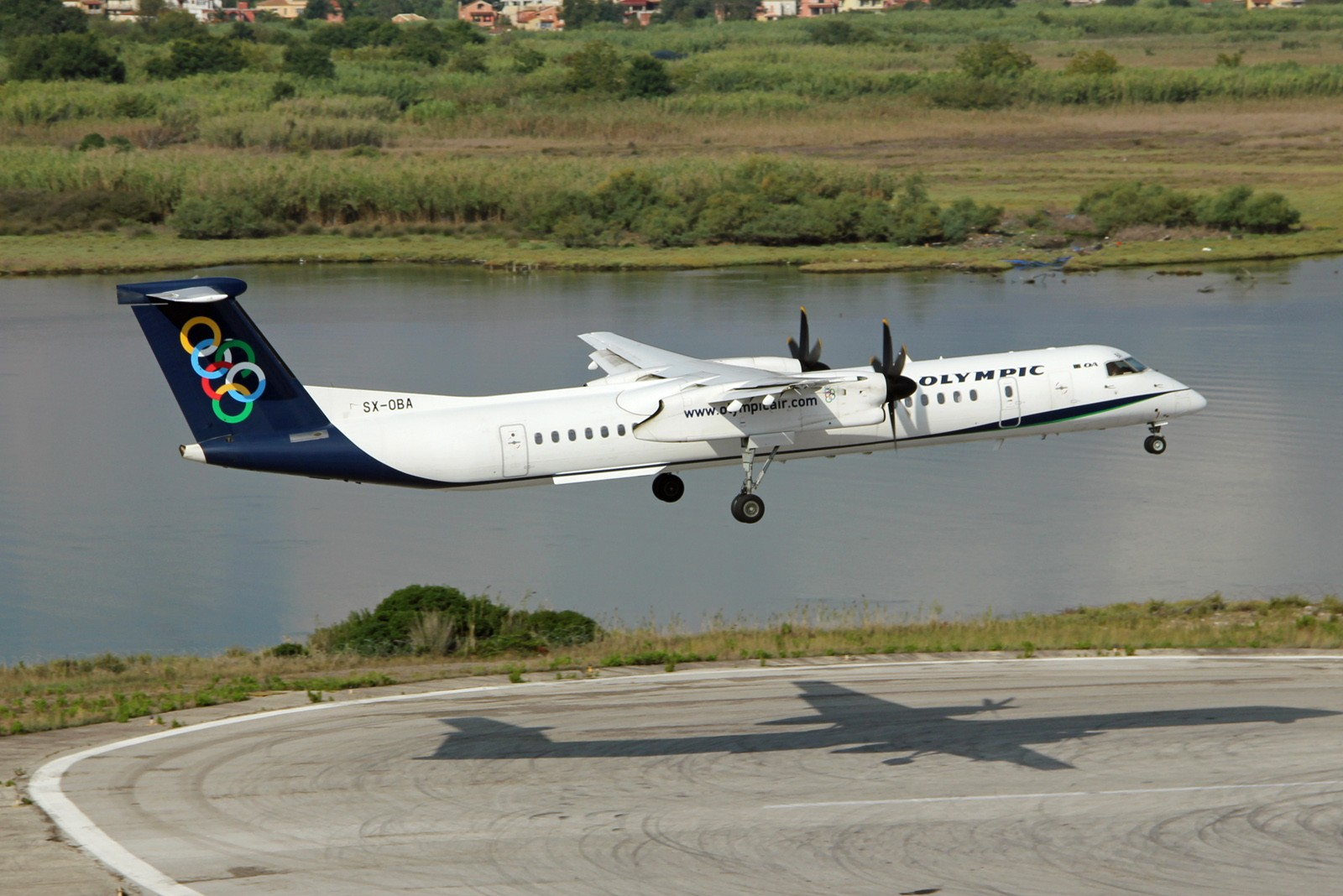
Olympic Air's بومباردييه داش 8-Q400 landing at Corfu International Airport (September 2014)

- خطوط ايجه الجوية
- Astra Airlines
- Bluebird Airways
- Minoan Air
- Olympic Air
- Sky Express

### الشرق الأوسط
محتويات: أعلى - أ ب ت ث ج ح خ د ذ ر ز س ش ص ض ط ظ ع غ ف ق ك ل م ن ه وي

#### الإمارات العربية المتحدة

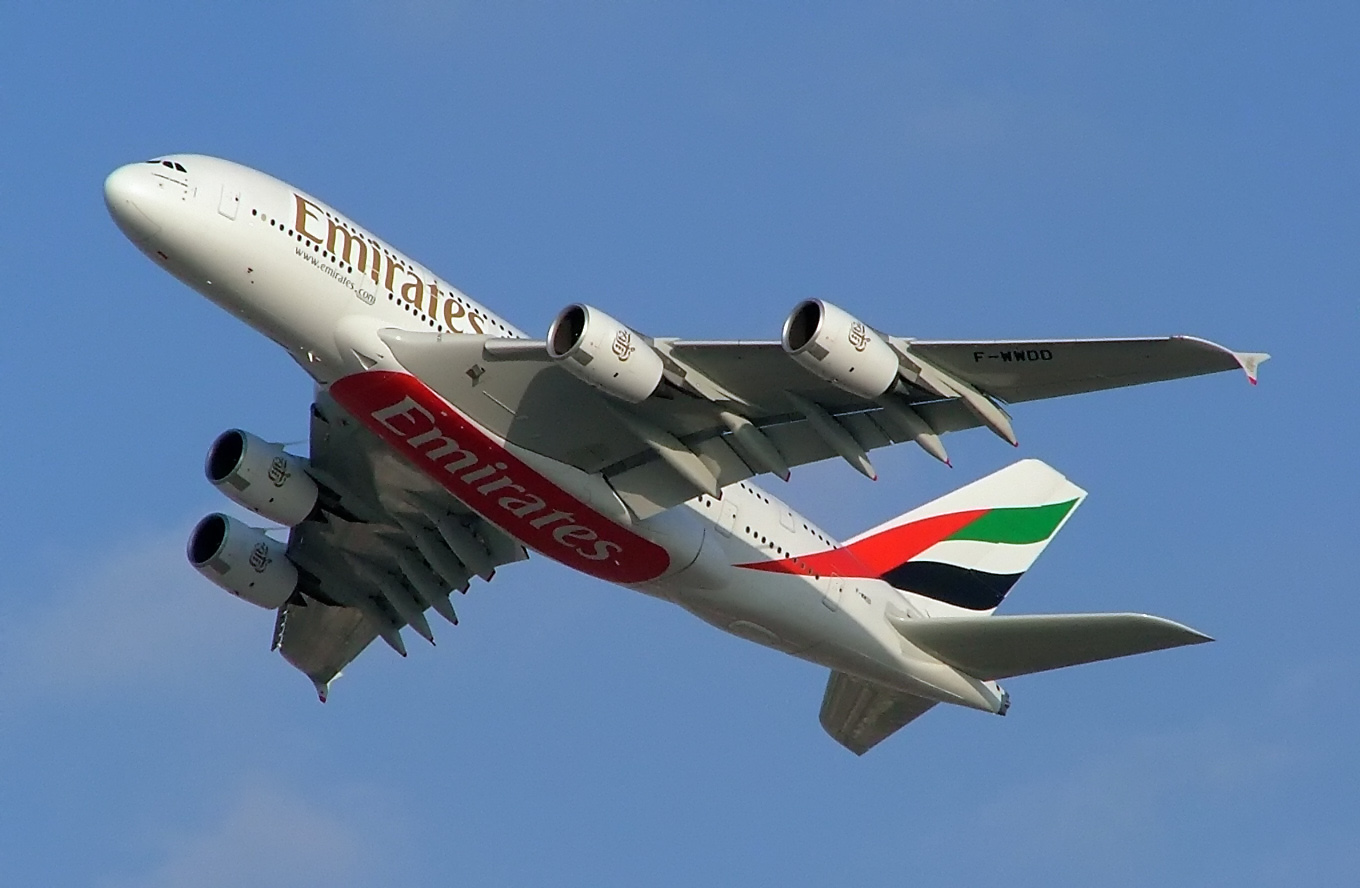
Emirates Airbus A380

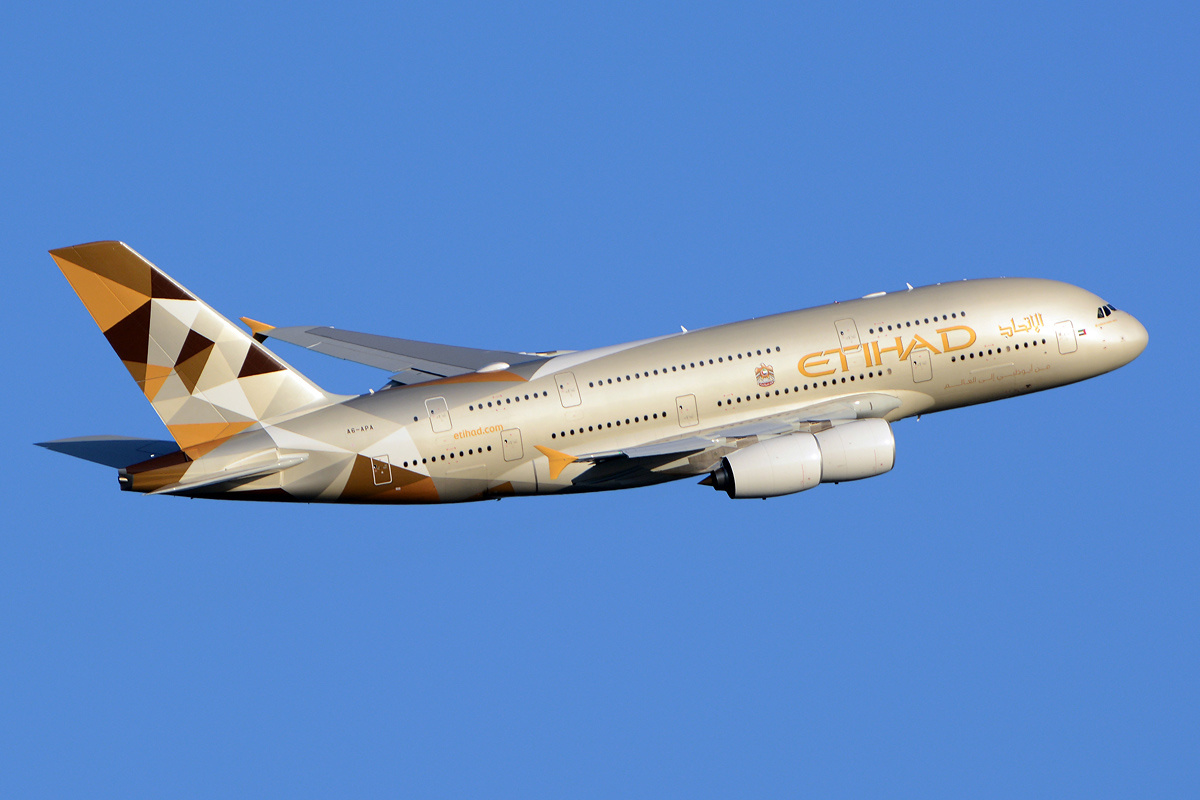
Etihad's first إيرباص إيه 380 taking off from مطار لندن هيثرو.

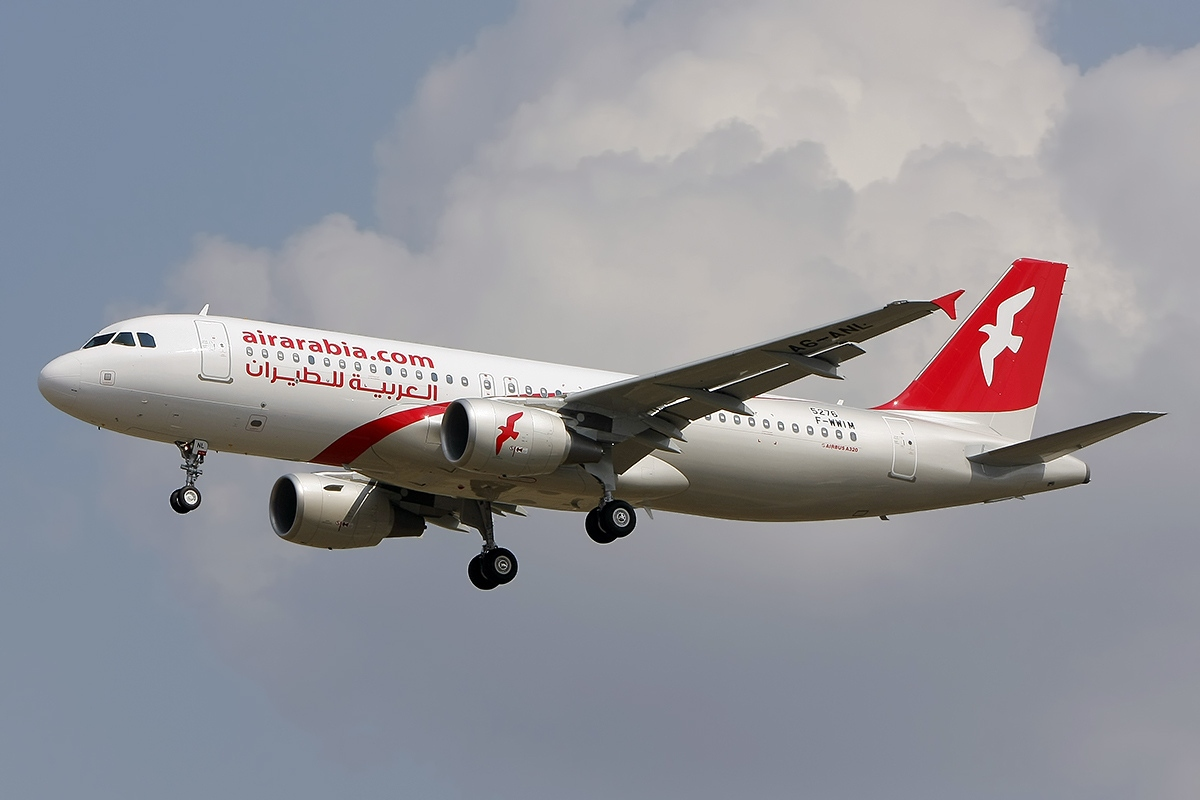
An Air Arabia إيرباص إيه 320 approaching مطار تولوز بلانياك (2012)

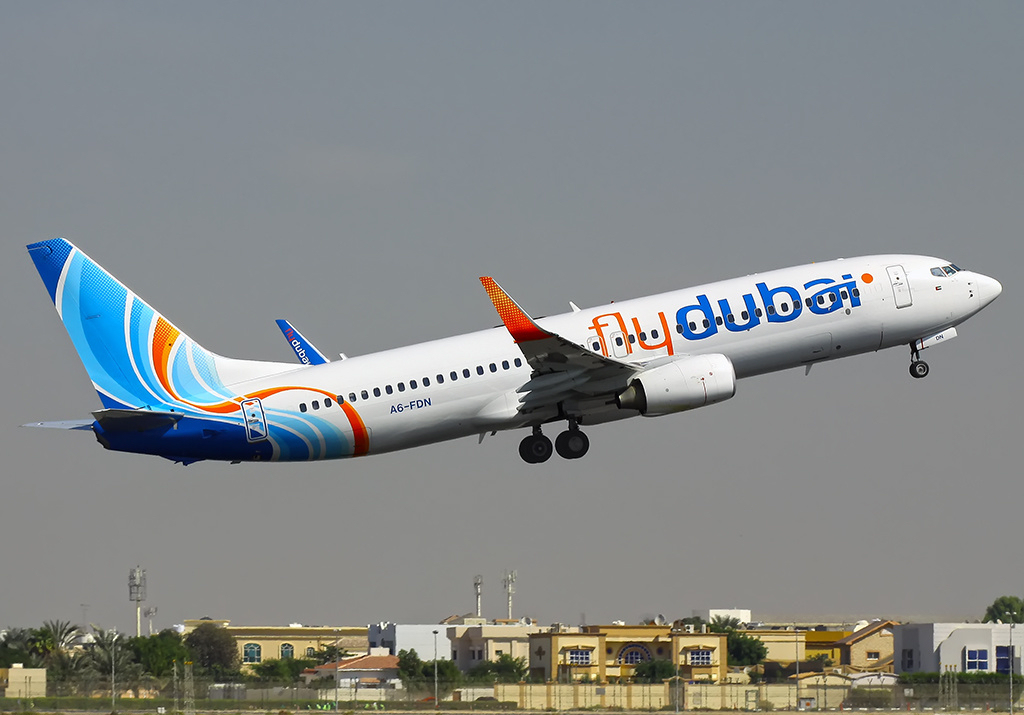
A Flydubai Boeing 737-800; this aircraft was involved in an accident in March 2016.

- طيران أبوظبي
- Aerovista Airlines
- العربية للطيران
- Aria Air
- Dolphin Air
- طيران الإمارات
- الاتحاد للطيران
- فلاي دبي
- Pluto Airlines
- Reem Air
- رويال جيت
- StarJet

#### إيران

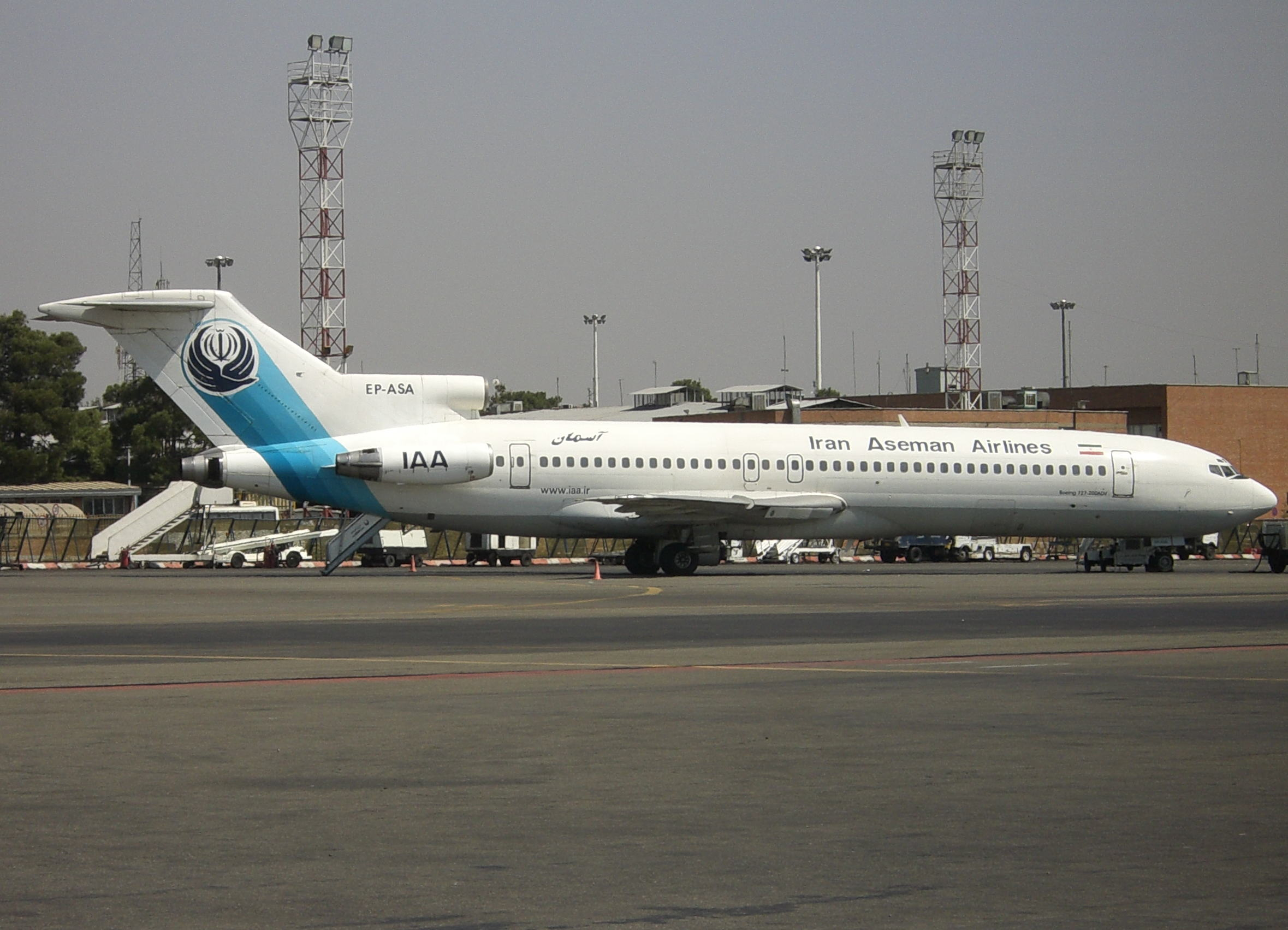
An Iran Aseman بوينغ 727 at an airport in طهران, Iran. (2007)

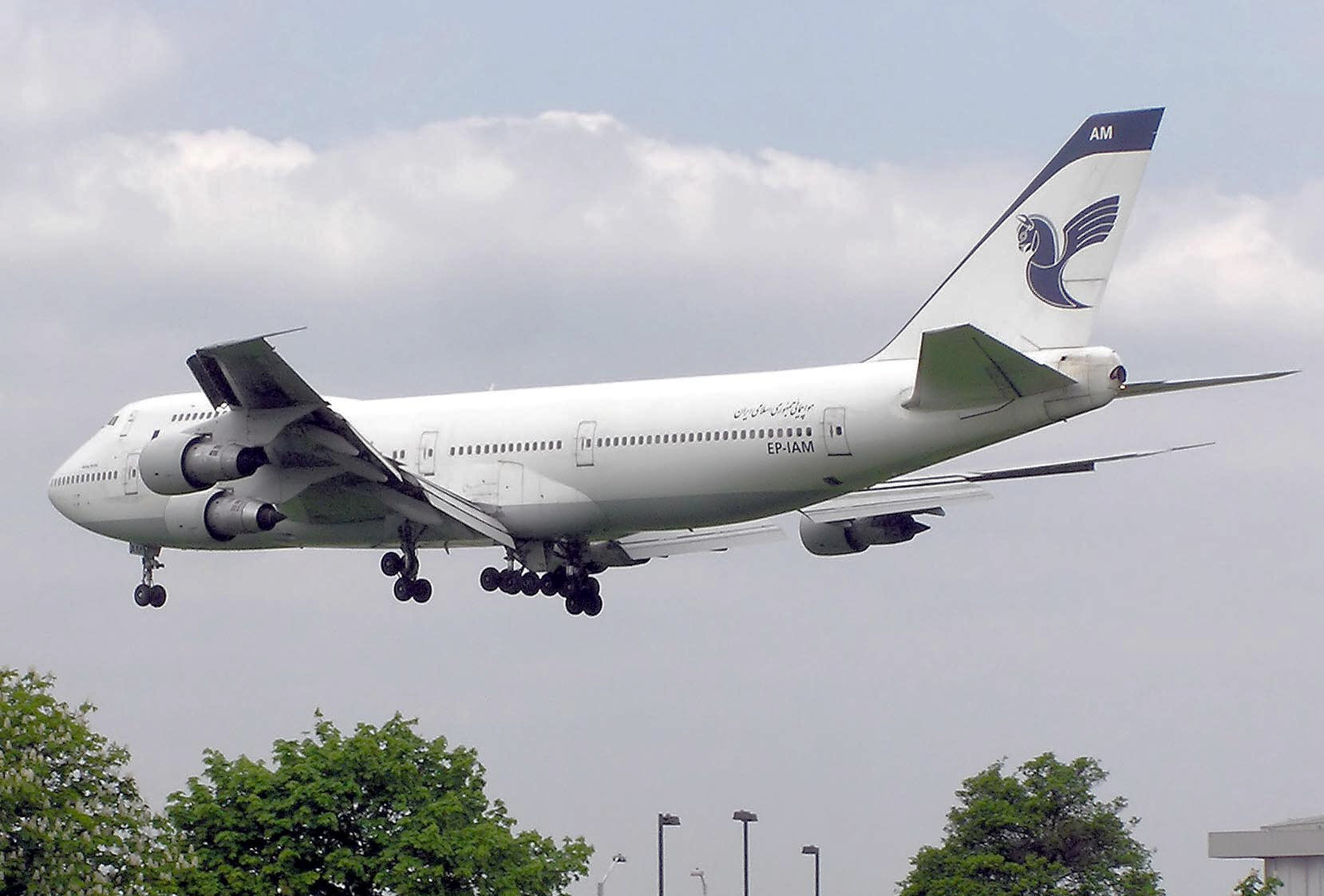
Iran Air Boeing 747

- Aria Tour
- Caspian Airlines
- Eram Air
- Ilam Air
- إيران للطيران
- آسمان للطيران
- إيران آيرتور
- نفط للطيران
- كيش اير
- ماهان إير
- Pariz Air
- Payam Air
- Qeshm Air
- Safat Airlines
- Safiran Airlines
- Saha Airlines
- Sahand Airlines
- Simorgh Airlines
- TA Air
- تابان للطيران
- Tara Airlines
- Tehran Airlines
- Zagros Airlines

#### إسرائيل
- خطوط أركيا
- كيم نير
- إل عال
- يسرائير
- Orange Aviation
- Sun D'Or

#### الأردن

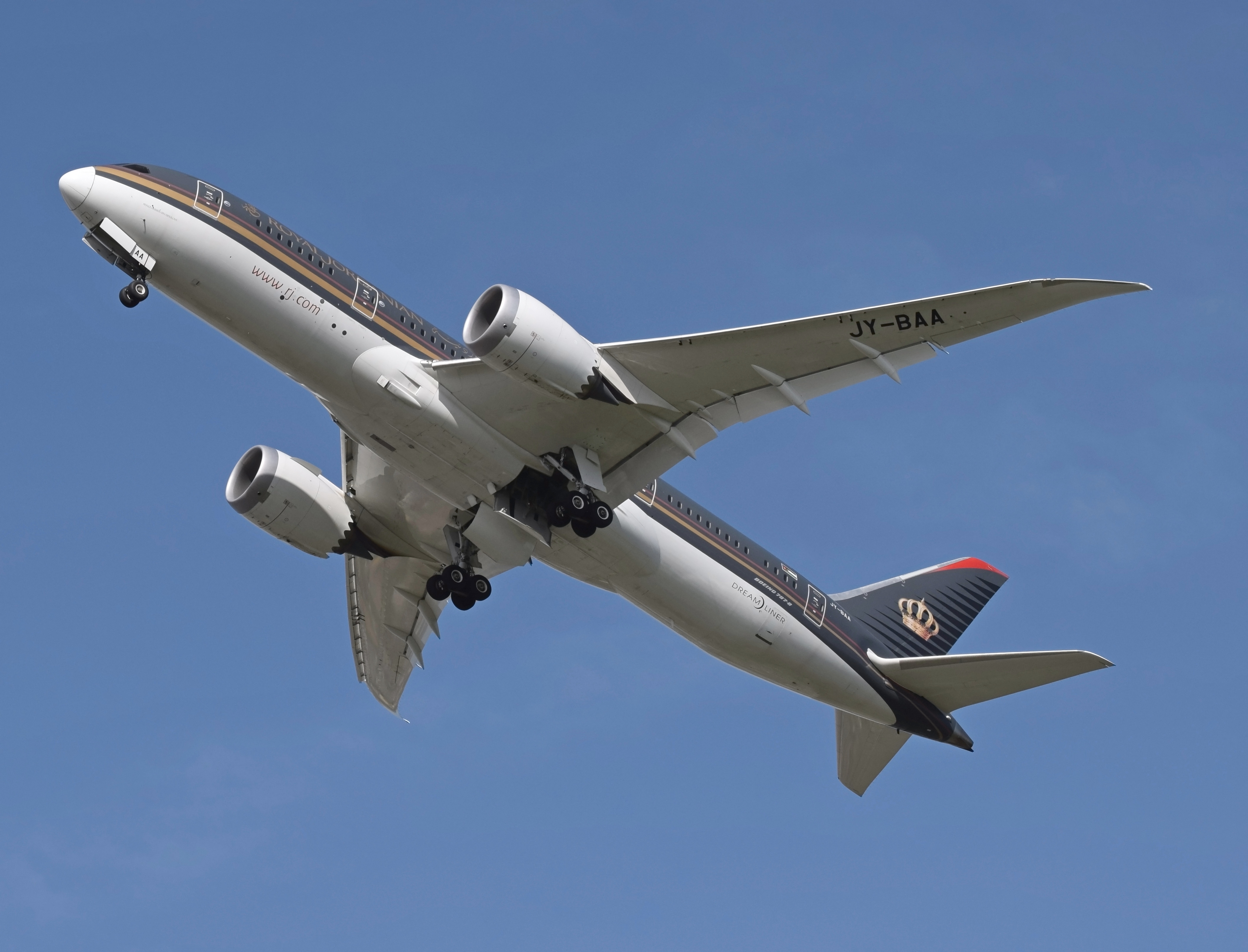
Royal Jordanian Boeing 787

- اير يونيفيرسال
- الأردنية للطيران
- طيران بترا
- راية جيت
- الملكية الأردنية
- الأجنحة الملكية
- طيران طيبة

#### البحرين

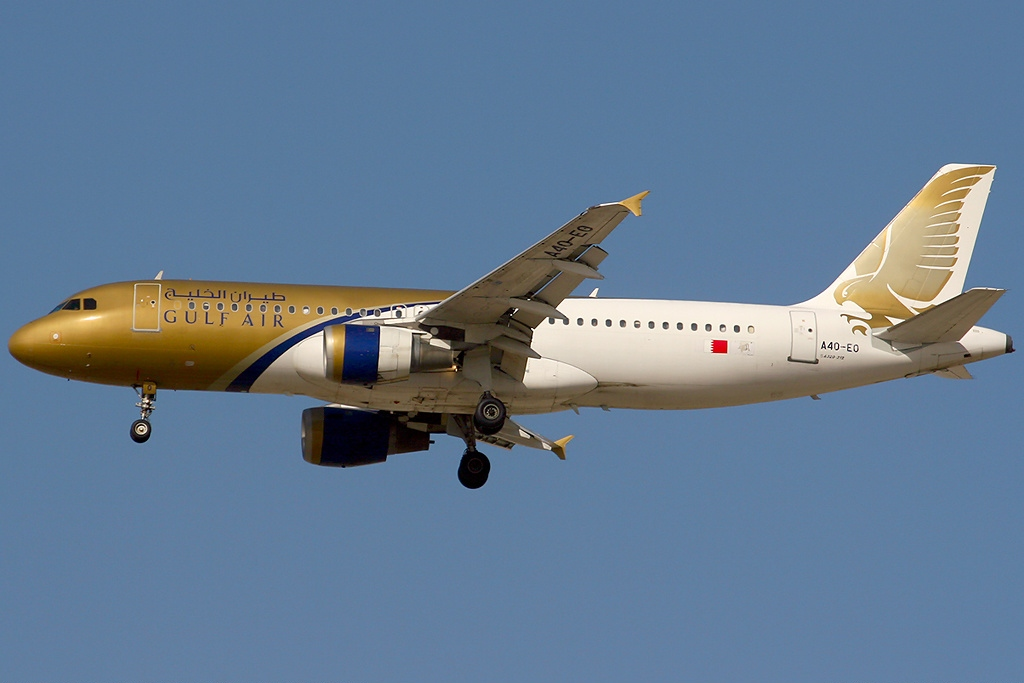
Gulf Air إيرباص إيه 320

- طيران الخليج

#### السعودية

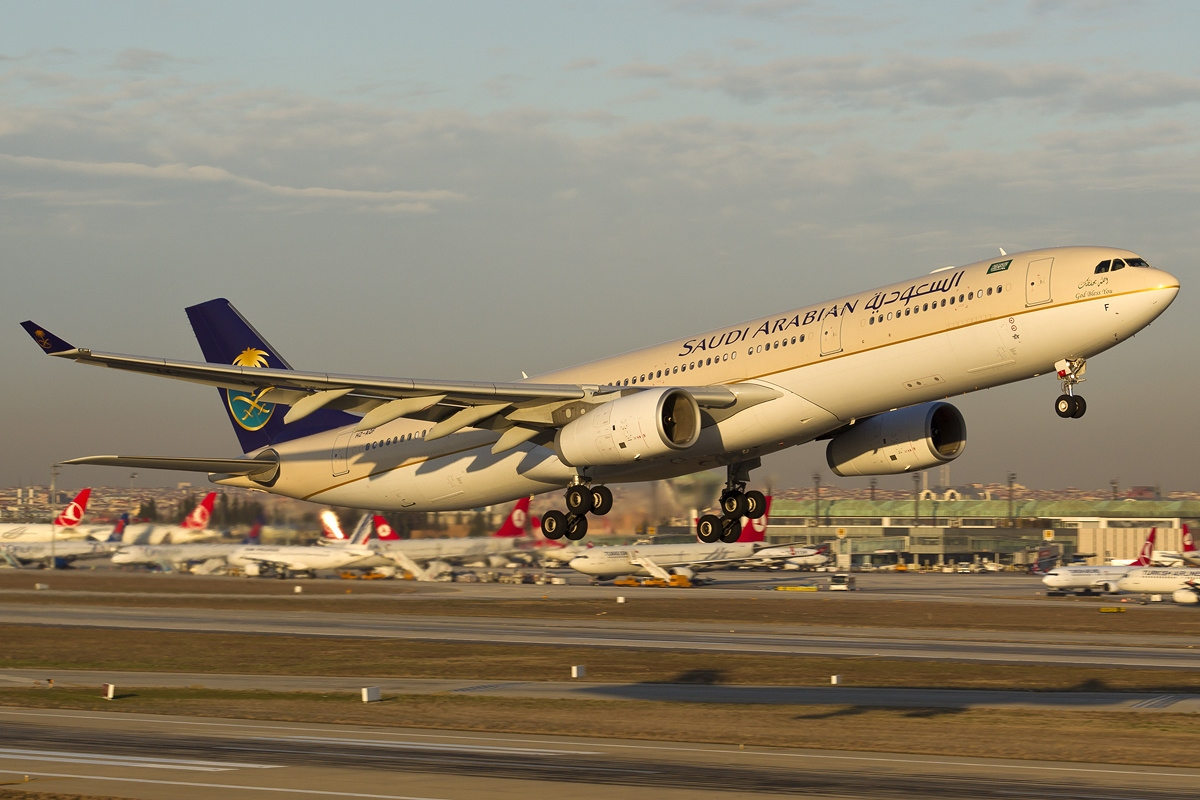
Saudia إيرباص إيه 330

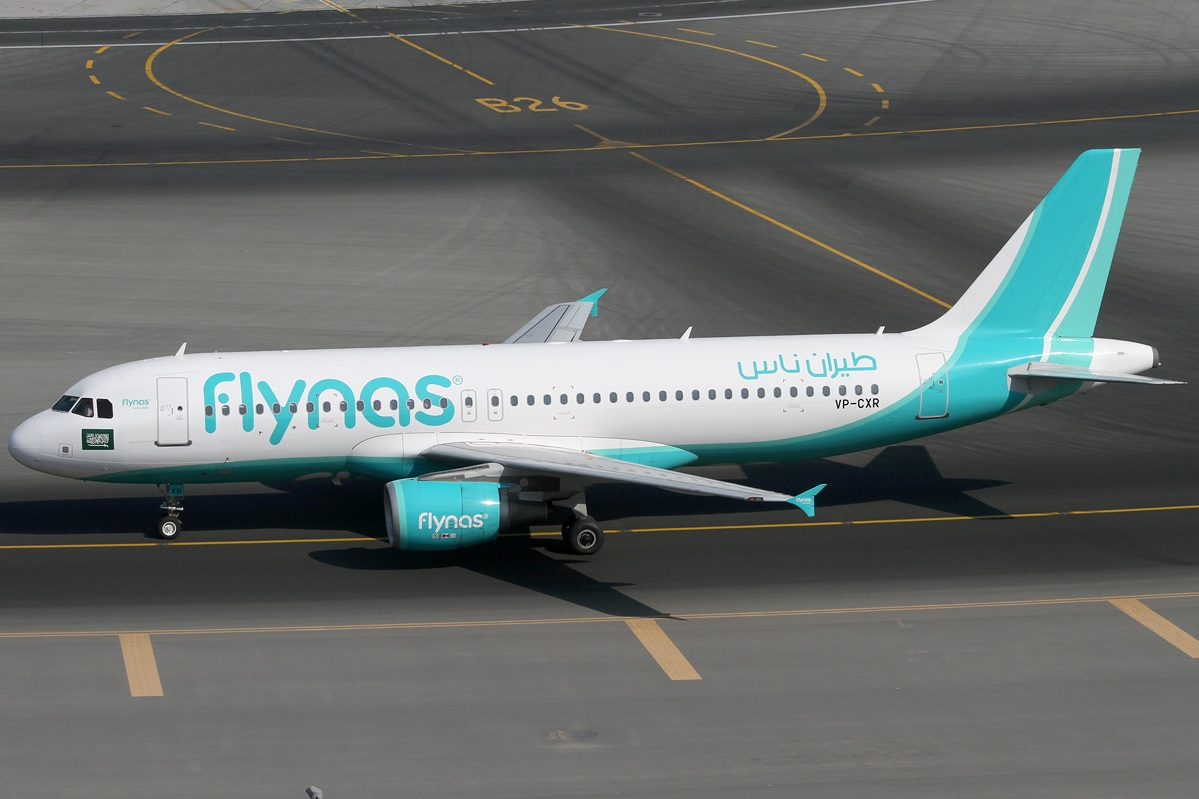
A Flynas Airbus A320-200 at مطار دبي الدولي in 2014.

- طيران ناس
- الخطوط السعودية
- طيران السعودية الخليجية
- نسما للطيران
- طيران أديل

#### سوريا
- أجنحة الشام للطيران
- فلاي داماس
- Kinda Airlines
- الخطوط الجوية السورية
- طيران لؤلؤة السورية

#### سلطنة عمان
- الطيران العماني
- طيران السلام

#### العراق

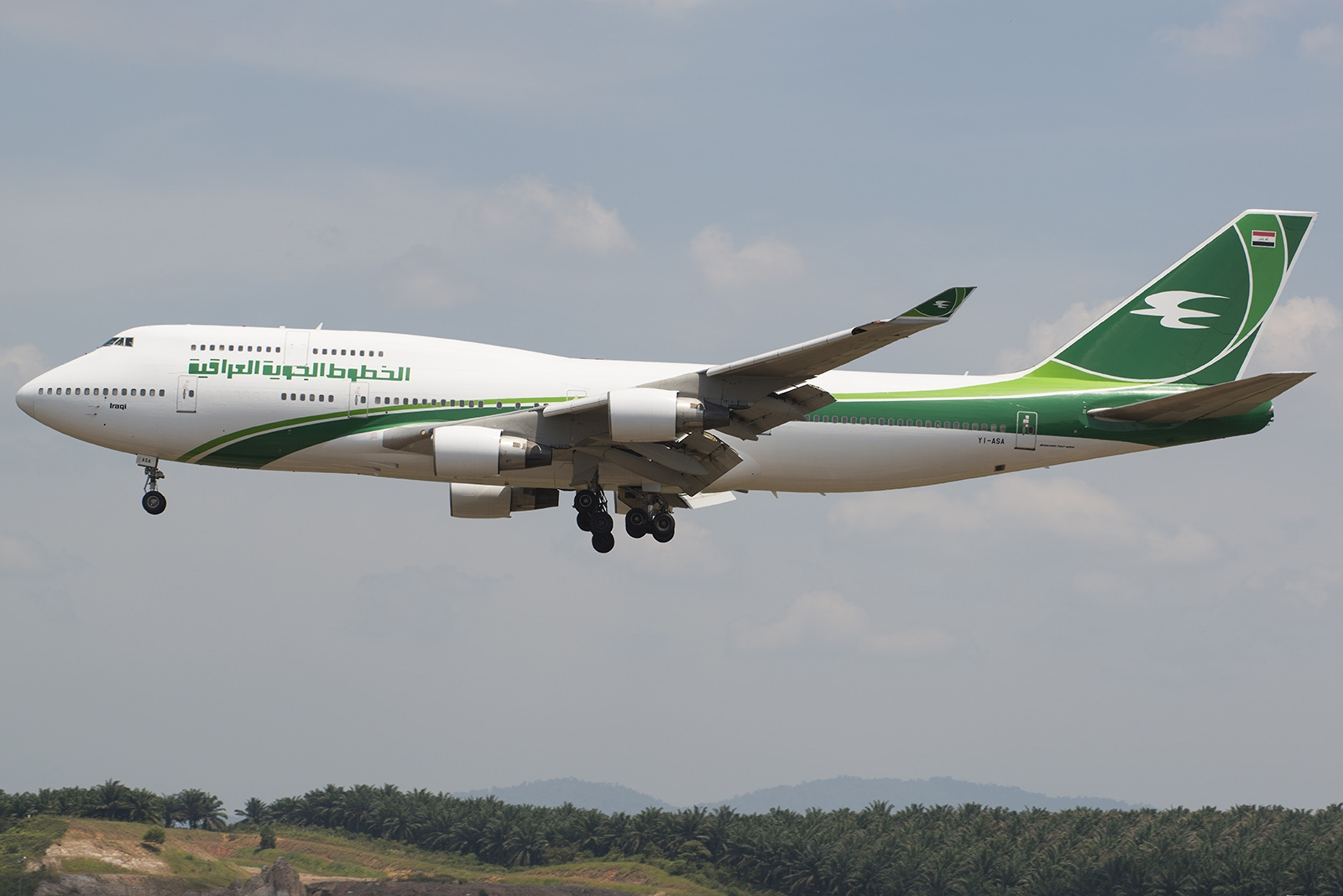
An Iraqi Airways بوينغ 747-400 in the new livery landing at مطار كوالالمبور الدولي، ماليزيا. (2014)

- الناصر للطيران
- الخطوط الجوية العراقية
- طيران كردستان  [لغات أخرى]‏

#### قطر

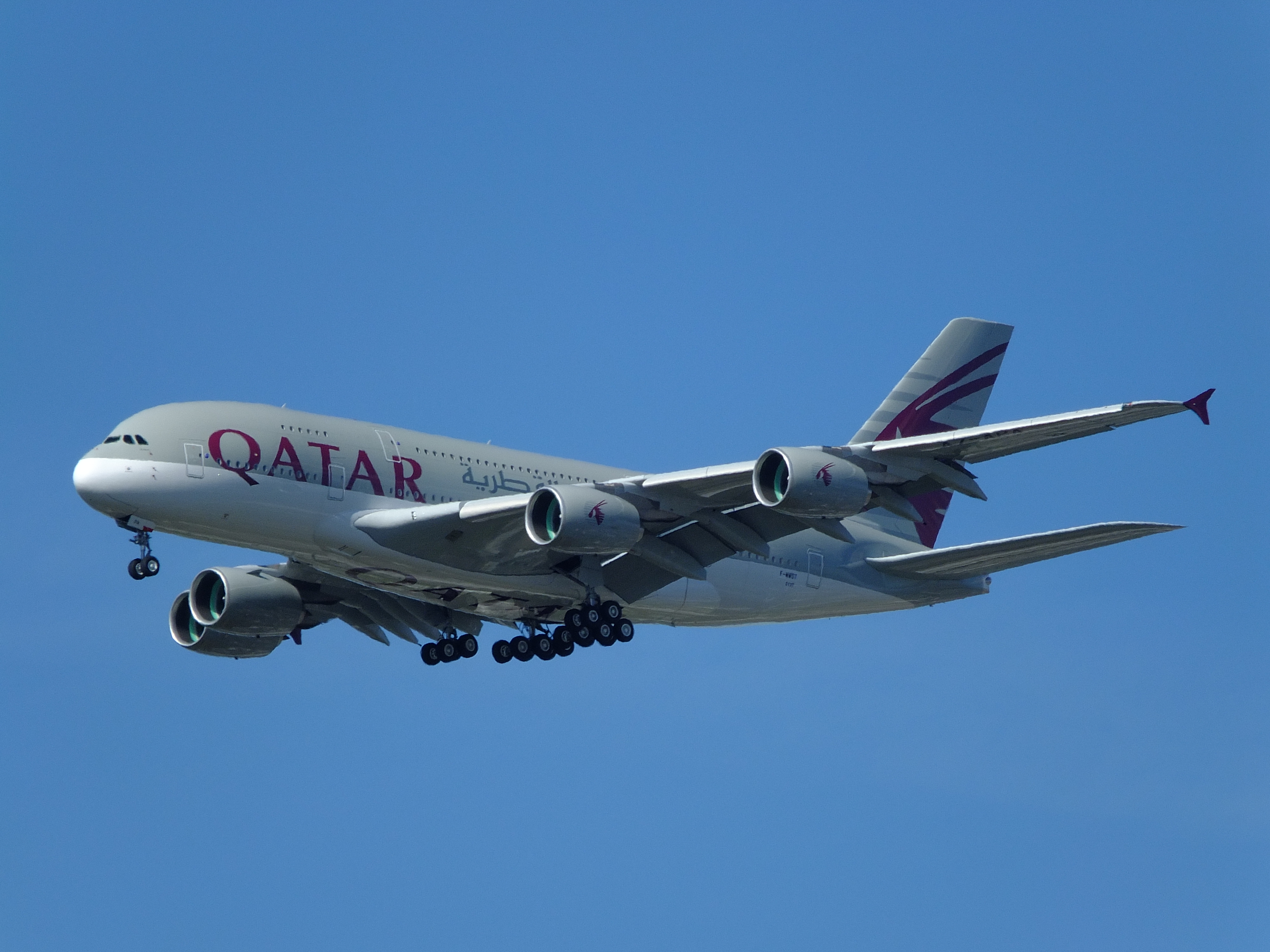
Qatar Airways إيرباص إيه 380.

- الخطوط الجوية القطرية

#### الكويت
- طيران الجزيرة
- الخطوط الجوية الكويتية
- الخطوط الجوية الوطنية (الكويت)

#### لبنان

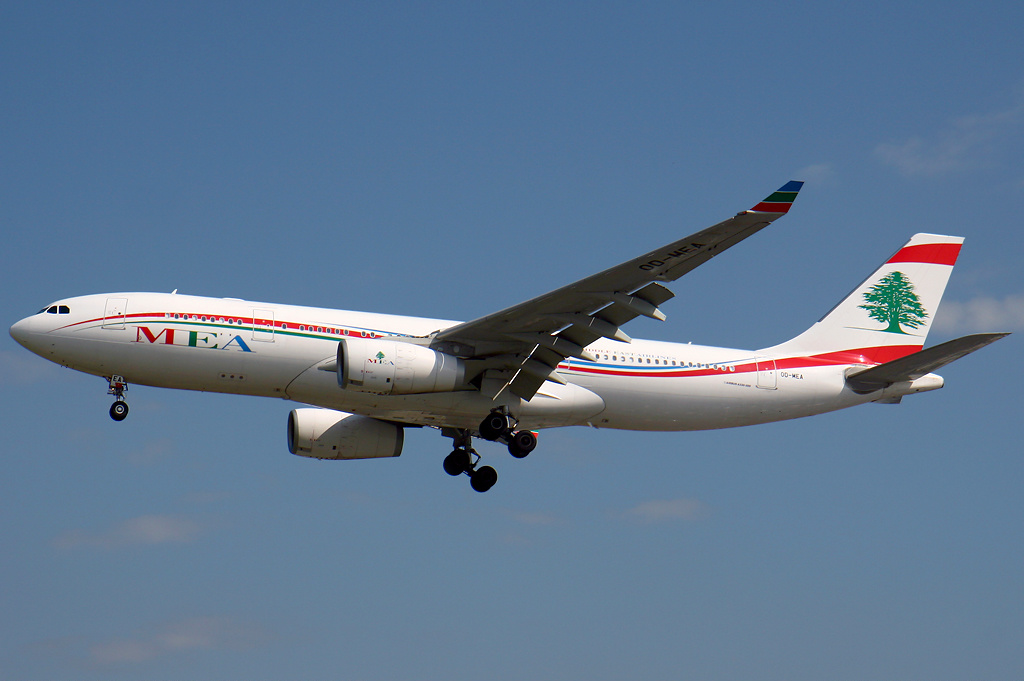
A Middle East Airlines إيرباص إيه 330 on short final to مطار لندن هيثرو in 2009

- Berytos Airlines
- Globe Jet
- النقل الجوي اللبناني
- MenaJet
- طيران الشرق الأوسط
- أجنحة لبنان

#### اليمن
- طيران السعيدة
- الخطوط الجوية اليمنية

### أمريكا الشمالية
محتويات: أعلى - أ ب ت ث ج ح خ د ذ ر ز س ش ص ض ط ظ ع غ ف ق ك ل م ن ه وي

#### سان بيير وميكلون
- Air Saint-Pierre

#### غرينلاند
- طيران غرينلاند

#### كندا

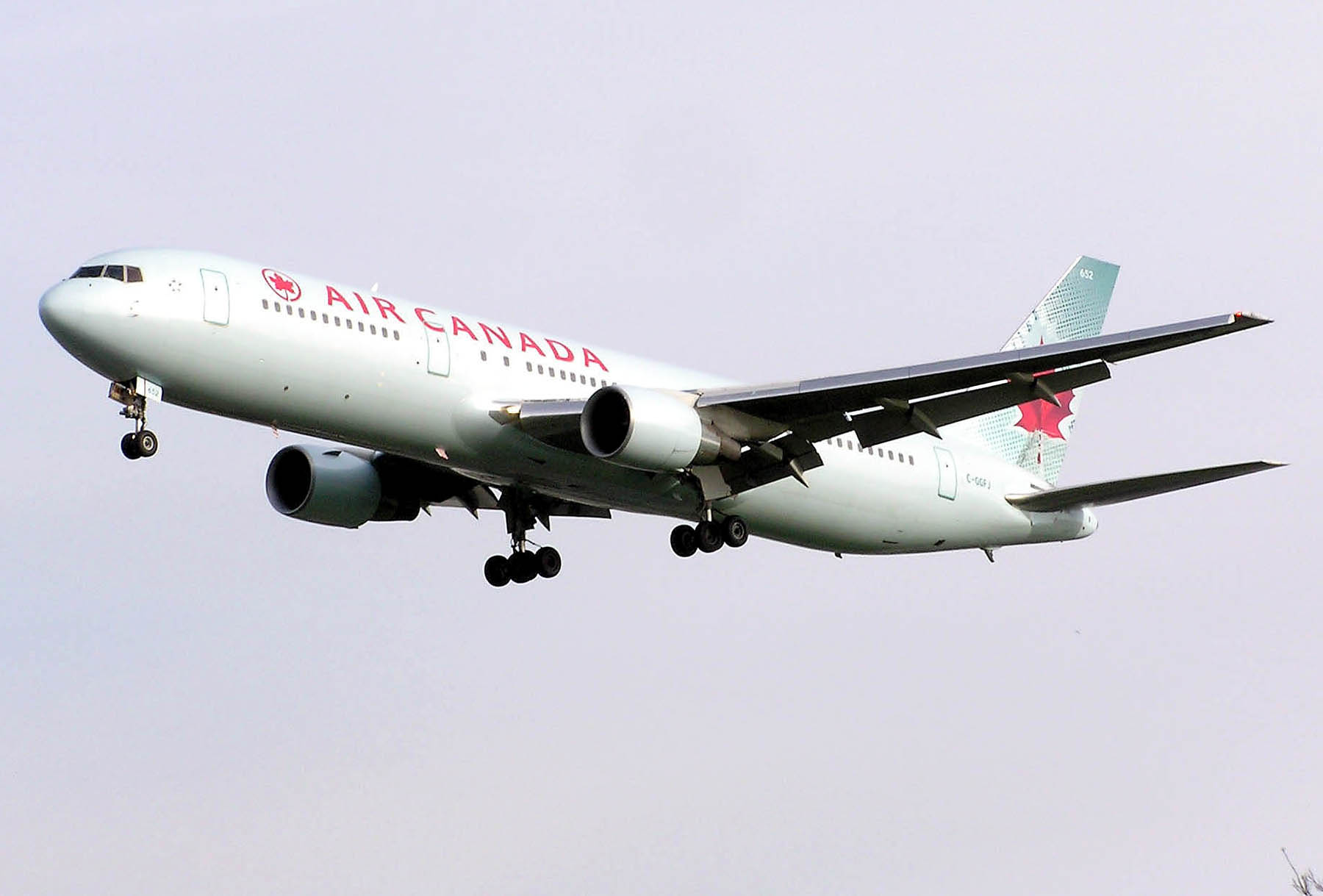
Air Canada Boeing 767-300

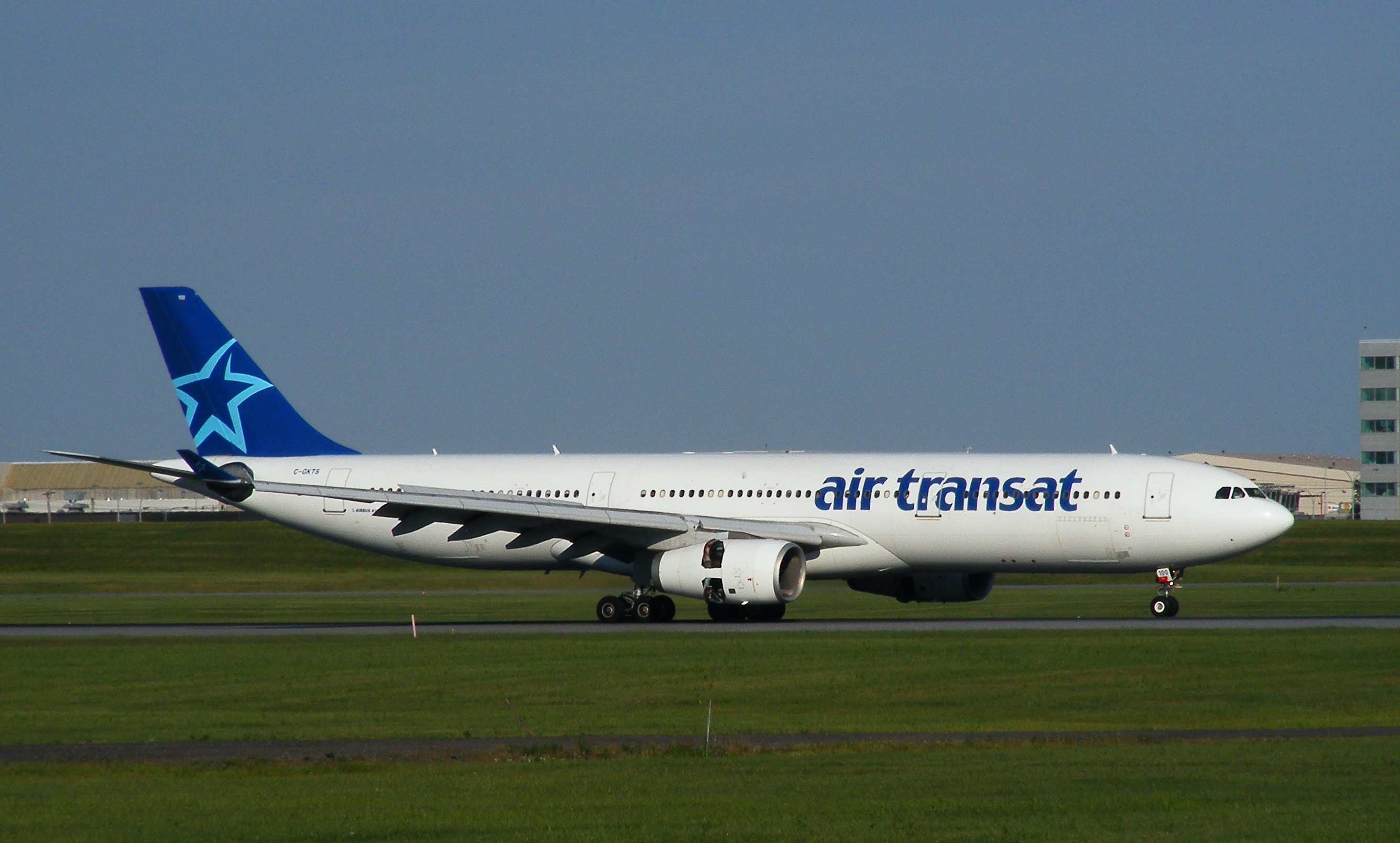
Air Transat Airbus A330-342 (C-GKTS) in old livery in مطار مونتريال الدولي

- طيران كندا
- Air bomb me
- Air Canada Jazz
- Air Canada Jetz
- Air Canada Rouge
- Air Creebec
- Air Georgian
- Air Inuit
- Air Labrador
- Air Mikisew
- Air North
- طيران نونافوت
- Air Saguenay
- Air Satellite
- Air Southwest
- Air Tindi
- طيران ترانسات
- Aklak Air
- Alberta Citylink
- Alkan Air
- Alta Flights
- Bar XH Air
- Bearskin Airlines
- Buffalo Airways
- Calm Air
- Canadian Metro Airlines
- Canadian North
- CanJet
- Central Mountain Air
- CHC Helicopter
- Corporate Express
- Cougar Helicopters
- طيران فرست
- Harbour Air
- Hawkair
- HeliJet
- Innu Mikun Airlines
- KD Air
- Keewatin Air
- Kenn Borek Air
- Keystone Air Service
- Kivalliq Air
- Lakeland Aviation
- Nolinor Aviation
- Northwestern Air
- Pacific Coastal Airlines
- Perimeter Aviation
- Porter Airlines
- Prince Edward Air
- Provincial Airlines
- Regional 1
- SkyLink Aviation
- Skyservice
- Skyxpress Airline
- Summit Air
- Sunwest Aviation
- Thunder Airlines
- Tofino Air
- Transwest Air
- Universal Helicopters
- Vancouver Island Air
- Voyageur Airways
- Wasaya Airways
- West Coast Air
- West Wind Aviation
- ويست جت إيرلاينز  [لغات أخرى]‏
- White River Air

#### المكسيك
- Aero Cuahonte
- Aerolitoral
- Aeromar
- طيران المكسيك
- Aeroméxico Connect
- Aviacsa
- Click Méxicana
- Global Air
- Interjet
- Nova Air
- Republicair

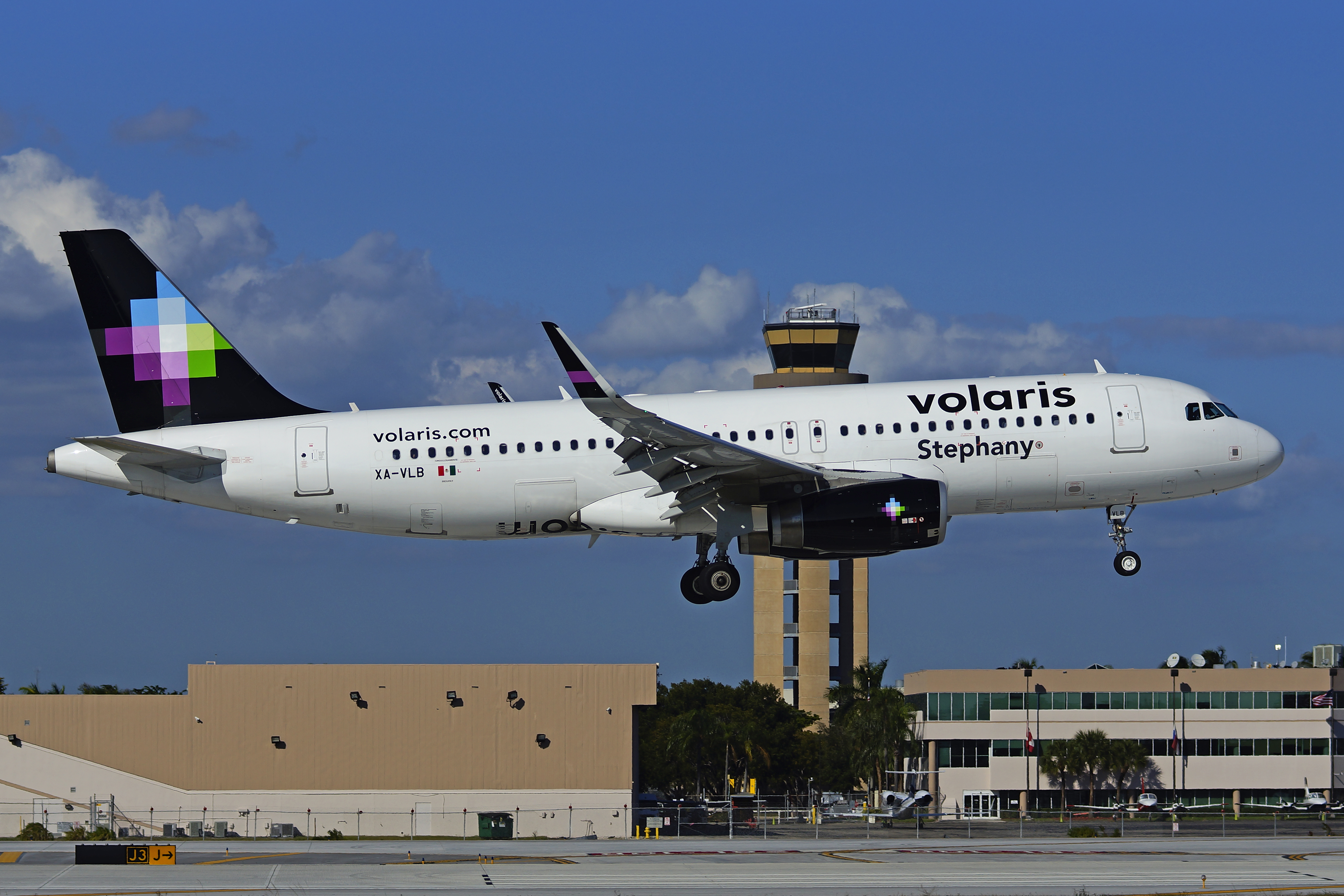
A Volaris Airbus A320-200

- Servicios Aeronáuticos de Oriente (SARO)
- VivaAerobus
- Volaris

#### الولايات المتحدة
محتويات: أعلى - A B C D E F G H I J K L M N O P Q R S T U V W X Y Z

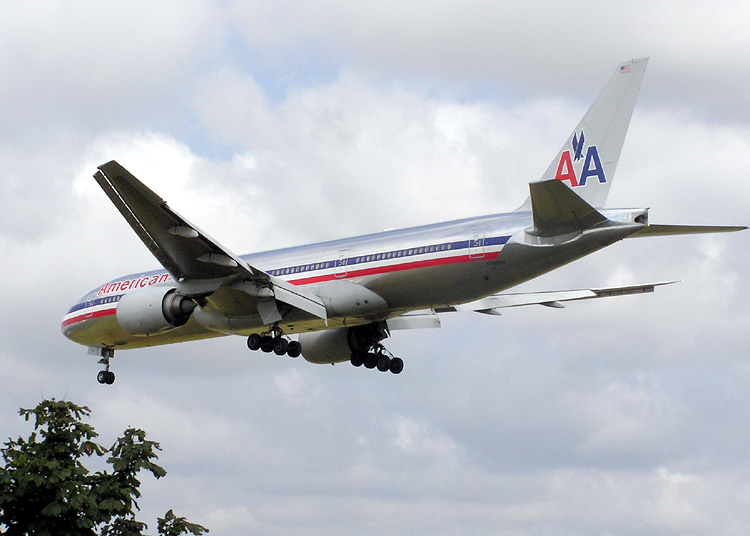
American Airlines Boeing 777

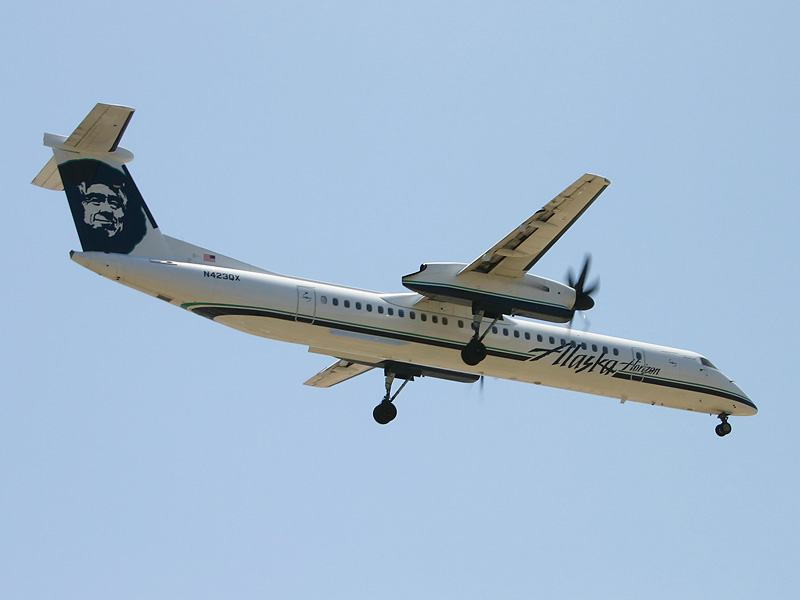
An Alaska Airlines Bombardier Dash 8

- إير تشويس وان
- Air East
- Air Sunshine
- Air Wisconsin
- خطوط إيرتران الجوية
- خطوط آلاسكا الجوية
- Alaska Central Express
- أليجانت للطيران
- خطوط ألوها الجوية (ceased)
- الخطوط الجوية الأمريكية

- AmericanConnection
- Ameristar Jet Charter
- Arctic Circle Air Service
- Atlantic Southeast Airlines
- *Bemidji Airlines
- Bering Air
- Berry Aviation
- Bighorn Airways
- Big Island Air
- Blue Moon Aviation
- Cape Air
- Chautauqua Airlines
- كولغان للطيران
- Colorado Airways
- Comair

- CommutAir
- خطوط كونتيننتال الجويةContinental Airlines Boeing 777
- Continental Express
- Crystal Airways
- خطوط دلتا الجوية
- Diamond International Airlines
- إنفوي للطيران
- Era Aviation
- ExpressJet Airlines
- فيديكس إكسبرس
- Flight Express
- Flight International
- Freight Runners Express
- خطوط فرونتير الجوية
- Frontier Flying Service
- FS Air Service
- GeorgiaSkies
- GoJet Airlines
- Grand Aire Express
- Grand Canyon Airlines
- Grant Aviation
- Great Lakes Airlines
- Gulfstream International Airlines
- Hageland Aviation Services
- خطوط هاواي الجوية
- Hornet Airlines
- Horizon Air
- *I-Jet Caribbean
- Inland Aviation Services
- Island Air
- خطوط جيت بلو الجوية

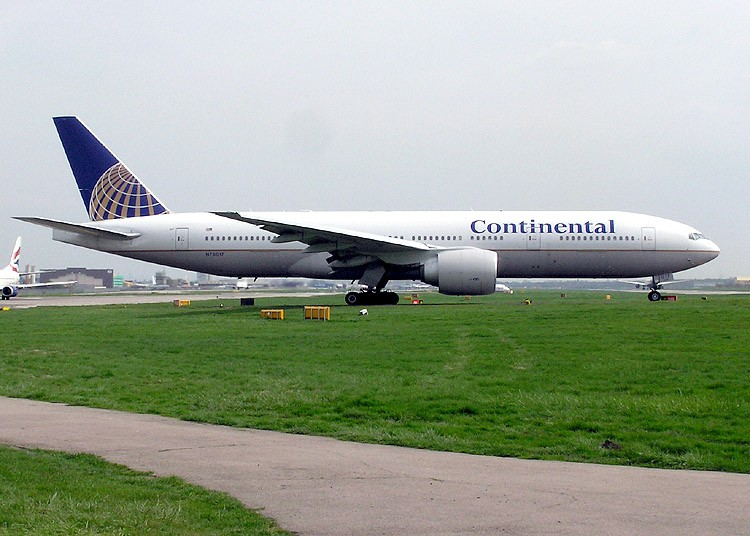
Continental Airlines Boeing 777

- Justice Prisoner and Alien Transportation System
- *Kalitta Charters
- Kenmore Air
- KentuckySkies
- Key Lime Air
- LAB Flying Service
- Louisiana Airways
- Lynx Air International
- Merlin Airways
- Mesa Airlines
- Mesaba Airlines
- Mexus Airlines
- Miami Air International
- Midwest Airlines
- Midwest Connect
- Nantucket Airlines
- الخطوط الجوية الوطنية (الولايات المتحدة)

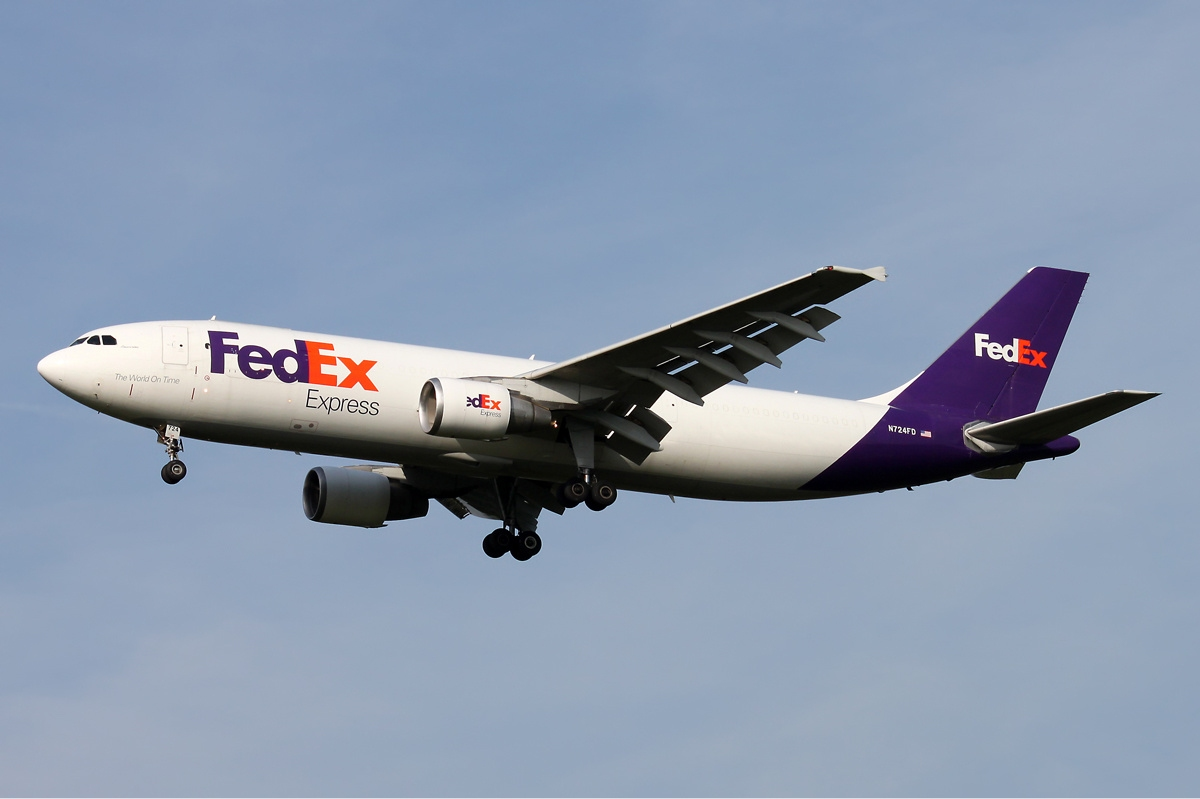
FedEx Express Airbus A300F4-622R landing at مطار كولونيا بون الدولي

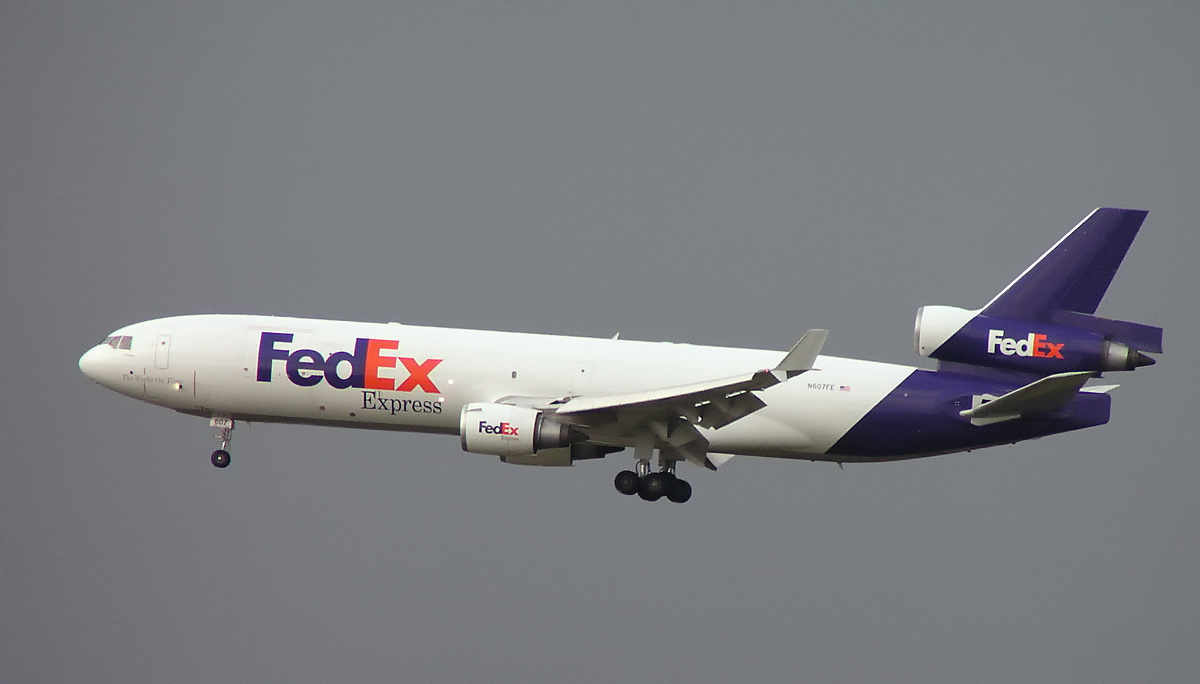
FedEx Express McDonnell Douglas MD-11F landing at مطار فرانكفورت

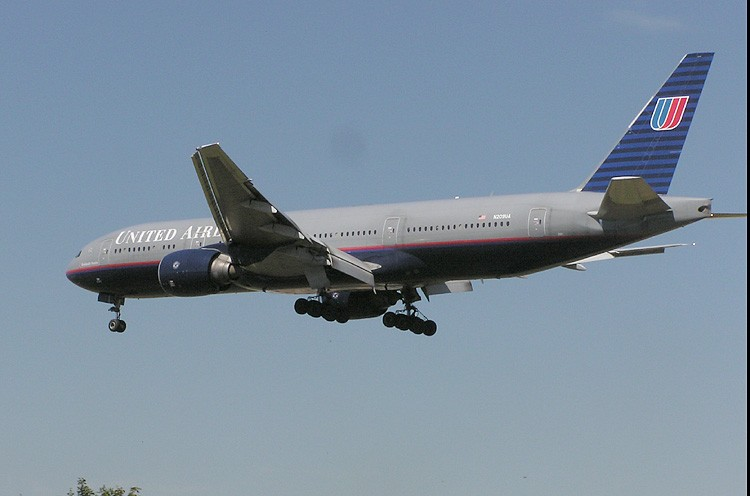
United Airlines Boeing 777

- New England Airlines
- New Mexico Airlines
- North American Airlines
- خطوط نورث ويست الجوية
- Omni Air International
- Pace Airlines
- Pacific Wings

- Pen Air
- Piedmont Airlines
- Pinnacle Airlines
- Primaris Airlines
- بي إس أي أيرلاينس
- *Republic Airlines
- Ryan International Airlines
- Salmon Air
- Scenic Airlines
- Shuttle America
- Sierra Pacific Airlines
- Skagway Air Service
- Sky King Airlines
- Skyway Enterprises
- SkyWest Airlines
- خطوط ساوث ويست الجوية
- خطوط سبيريت الجوية
- Sportsflight Airways
- خطوط بلاد الشمس الجوية
- Sundance Air
- Sunship1 Airlines
- Superior Aviation
- Swift Air
- TennesseeSkies
- Trans-Florida Airlines
- Trans States Airlines

- الخطوط الجوية المتحدة
- United Express
- خطوط الولايات المتحدة الجوية
- USA 3000 Airlines
- USA Jet Airlines
- Victory Air Transport
- فيرجن أمريكا
- Vision Airlines
- Wagner Airways
- West Air
- Wings of Alaska
- خطوط العالم الجوية

### أمريكا الجنوبية
محتويات: أعلى - أ ب ت ث ج ح خ د ذ ر ز س ش ص ض ط ظ ع غ ف ق ك ل م ن ه وي

#### الأرجنتين

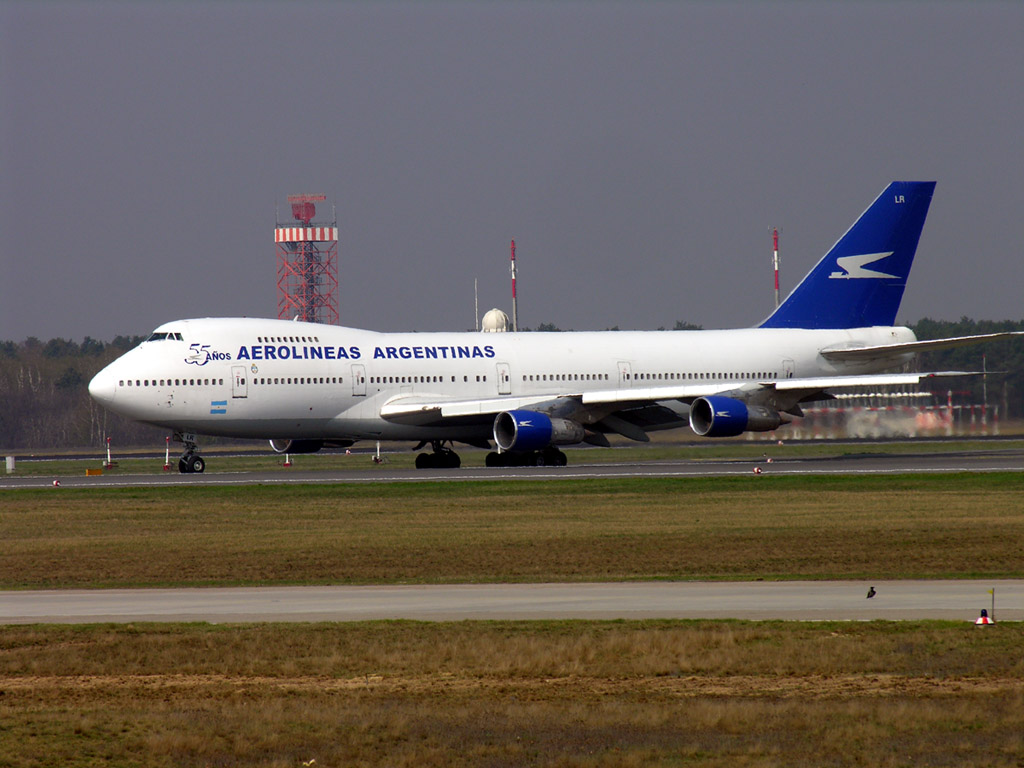
Aerolíneas Argentinas Boeing 747-200

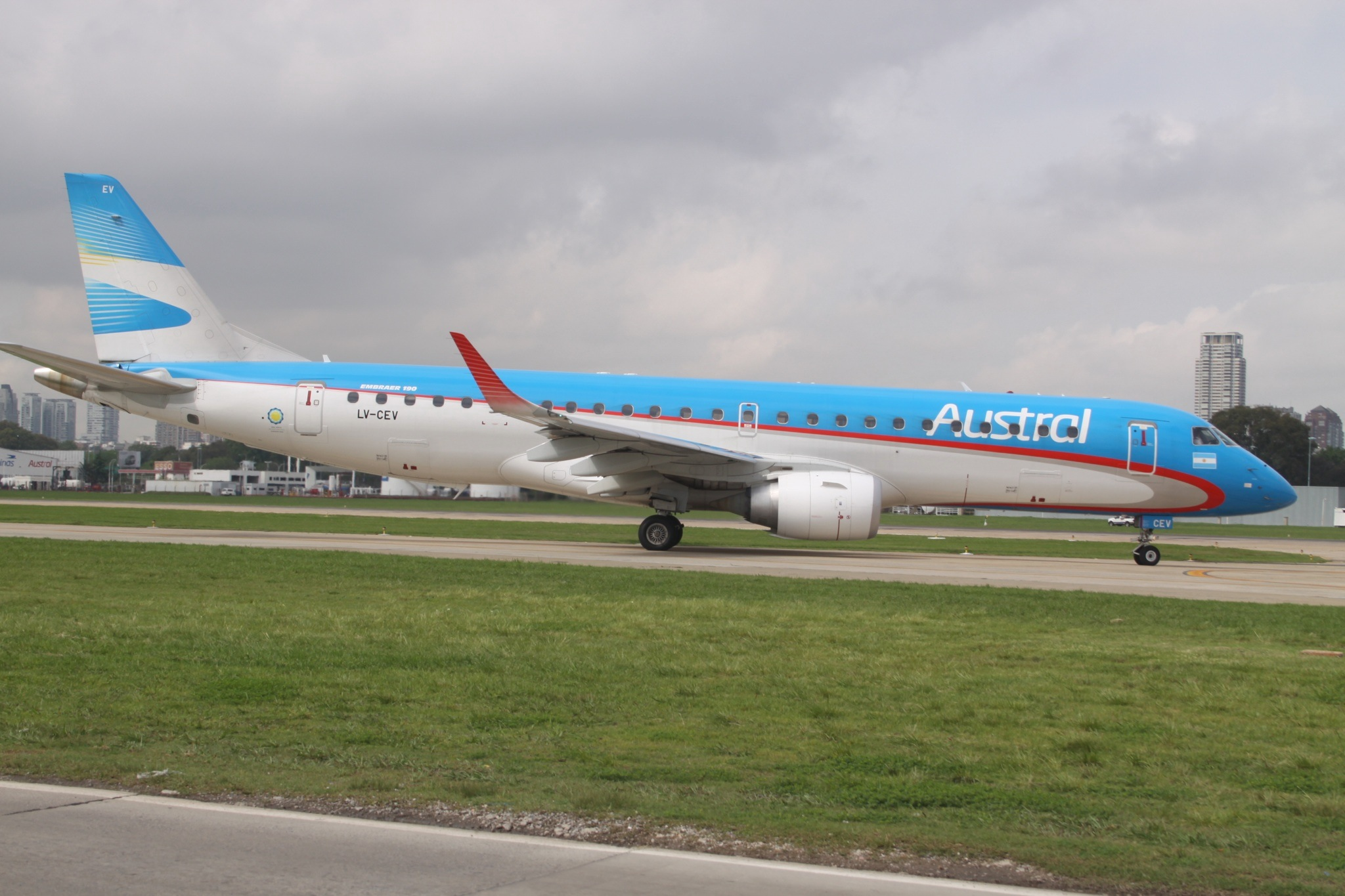
Austral Líneas Aéreas إمبراير اي-جت

- الخطوط الجوية الأرجنتينية
- Andes Líneas Aéreas
- Austral Líneas Aéreas
- Baires Fly
- LADE
- لان أرجنتينا
- Sol Líneas Aéreas

#### الإكوادور
- أفيانكا الإكوادور
- Icaro Air
- لاتام الإكوادور
- SAEREO
- TAME

#### الأوروغواي

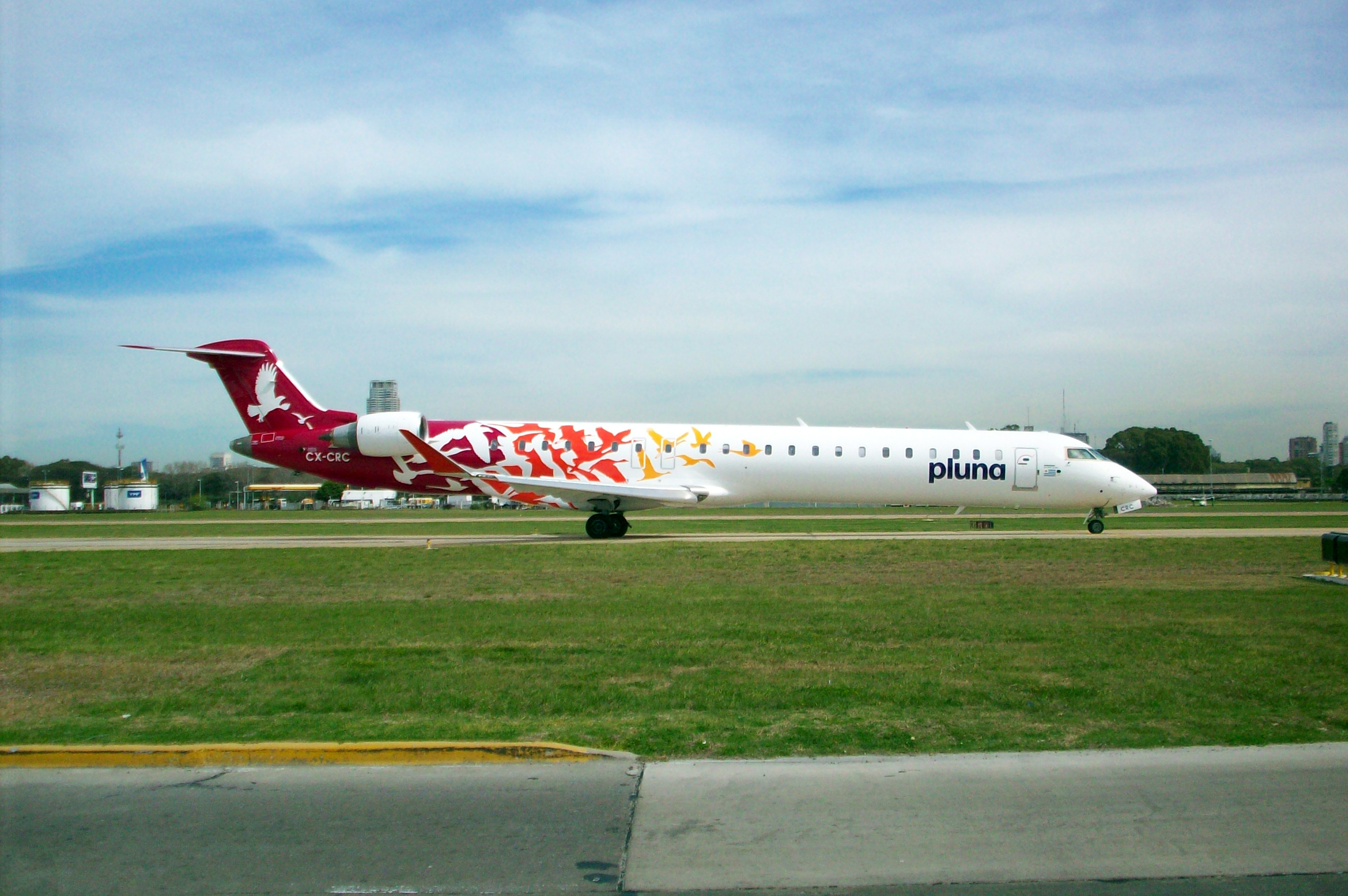
PLUNA Bombardier CRJ900

- Aeromas
- Air Class Líneas Aéreas

#### باراغواي
- Regional Paraguaya
- لاتام باراغواي

#### بيرو
- أفيانكا البيرو
- لاتام بيرو
- LC Busre
- Star Up

#### البرازيل

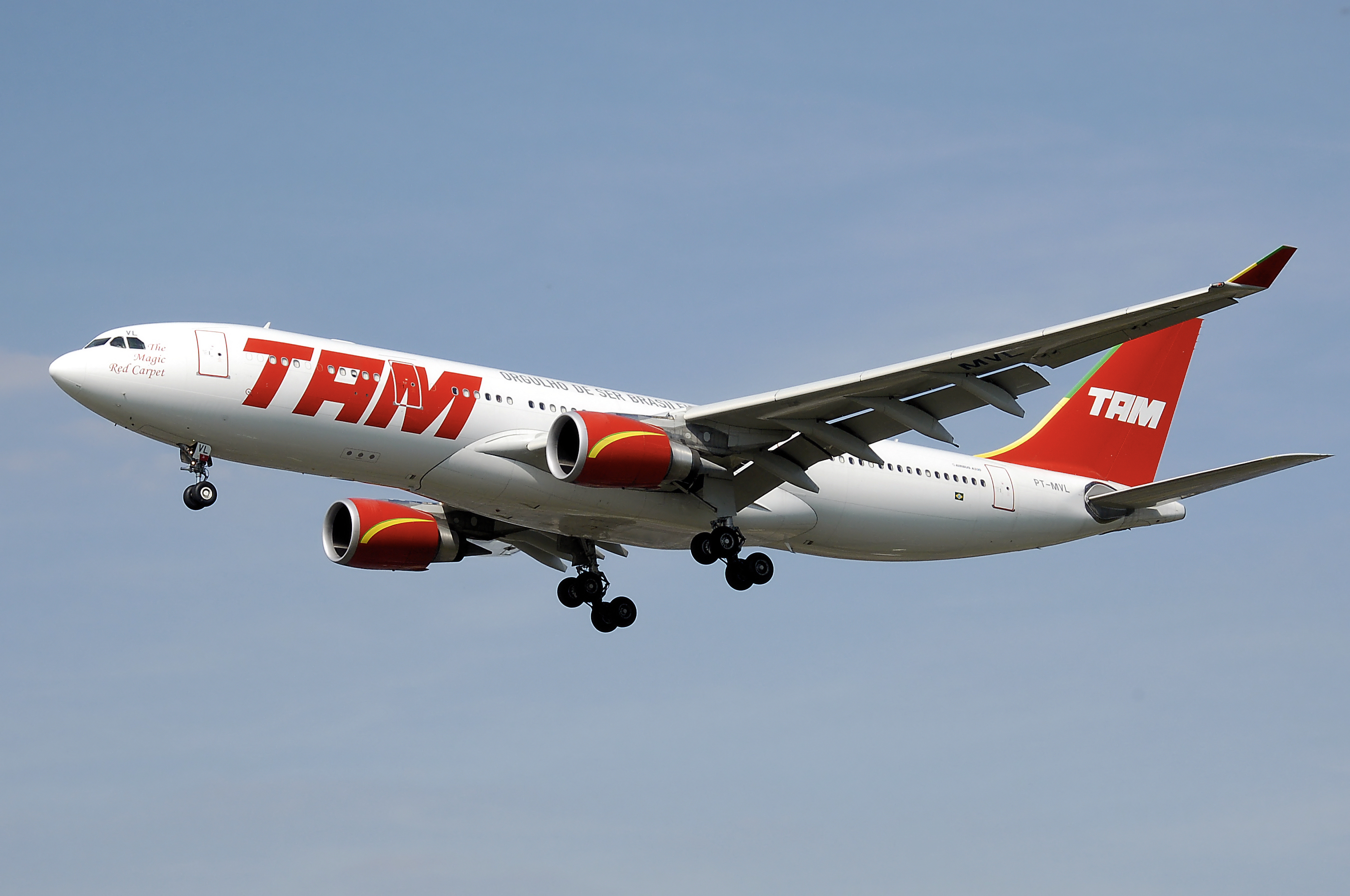
TAM Airbus A330-200

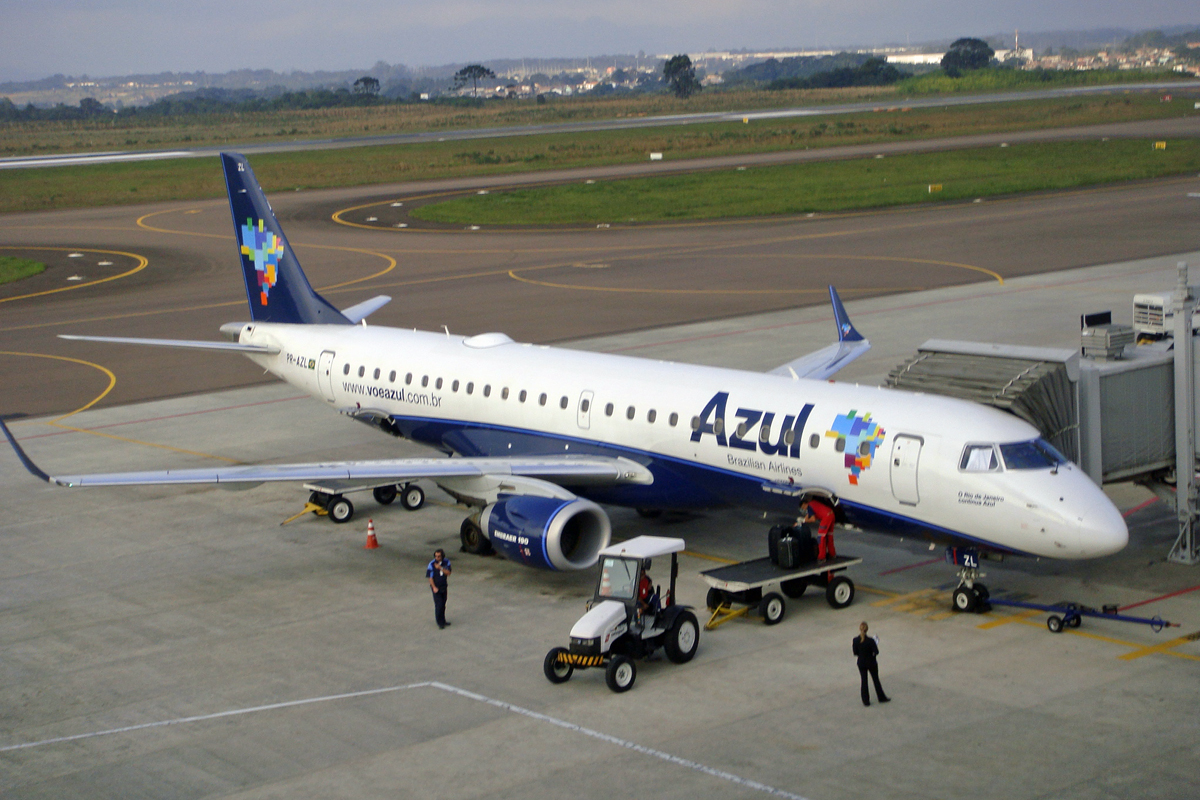
Azul Embraer E-195

- Avianca Brazil (Avianca Brasil in Portuguese)
- أزول البرازيل (Azul Linhas Aéreas Brasileiras)
- Gol Intelligent Airlines (Gol Linhas Aéreas Inteligentes)
- خطوط تام الجوية
- MAP Airlines (MAP Linhas Aéreas)
- Passaredo Airlines (Passaredo Linhas Aéreas)
- SETE Airlines (SETE Linhas Aéreas)

#### بوليفيا
- Boliviana de Aviación
- Línea Aérea Amaszonas
- TAM – Transporte Aéreo Militar

#### تشيلي
- Aero Cardal
- Aerolínea Principal
- Aerovías DAP
- خطوط لان الجوية
- LATAM Express
- طيران سكاي

#### سورينام
- Blue Wing Airlines
- Caricom Airways
- خطوط سورينام الجوية

#### غويانا الفرنسية
- Air Guyane

#### غيانا
- Air Services Limited
- Domestic Airways
- Fenix Aviation
- Golden Arrow Airways
- Hinterland Aviation Inc
- Jags Aviation
- Oxford Aviation
- Roraima Airways
- Trans Guyana Airways
- Wings Aviation

#### فنزويلا
- Aero Ejecutivos
- Aeropostal Alas de Venezuela
- Aserca Airlines
- Avior Airlines
- كونفياسا
- LAI - Línea Aérea IAACA
- LASER
- Linea Turistica Aerotuy
- Rutaca
- Santa Barbara Airlines
- Servivensa
- Sol America
- Venezolana

#### جزر فوكلاند
- Falkland Islands Government Air Service (FIGAS)cite id=SA_ق>

#### كولومبيا

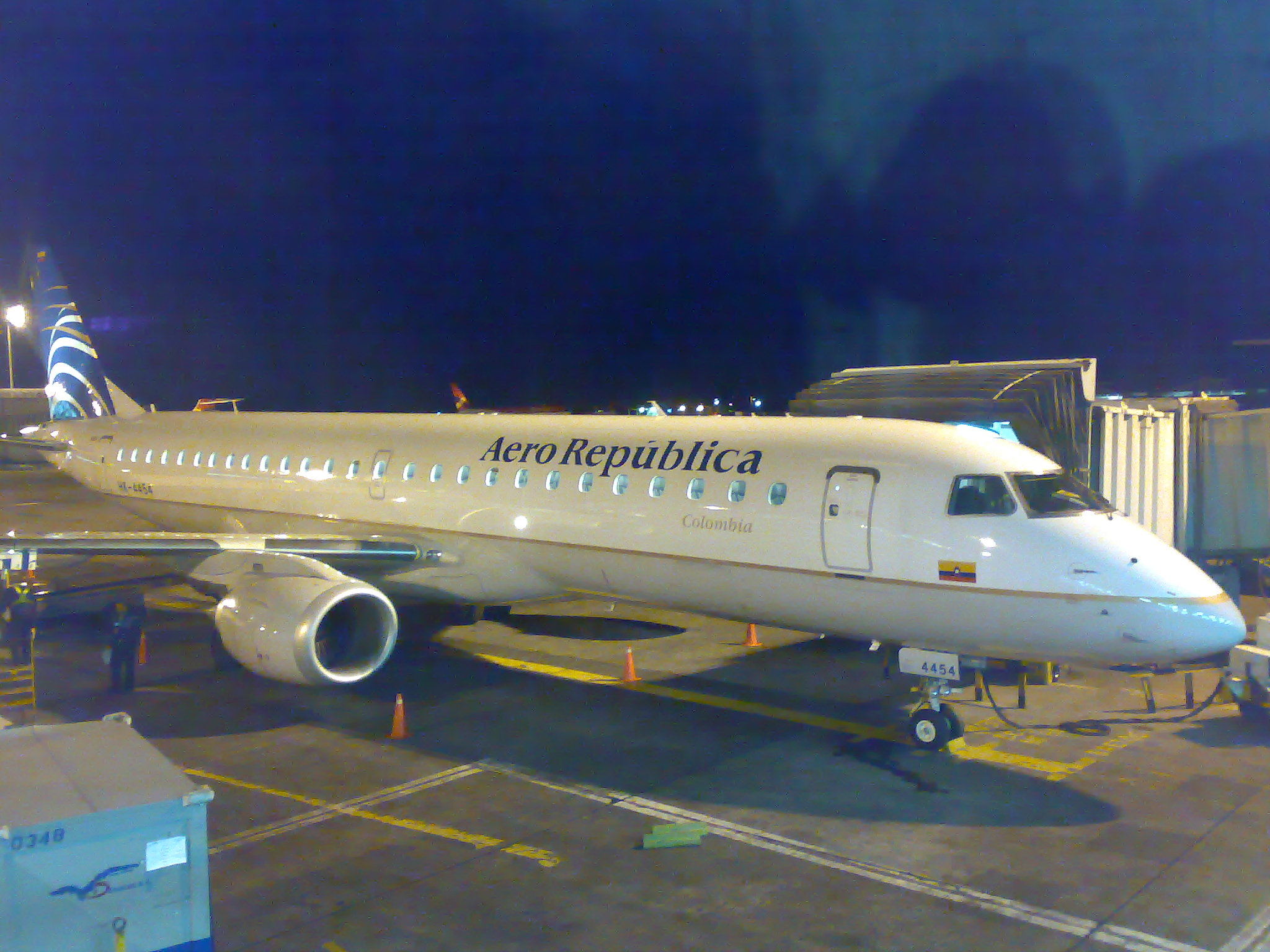
AeroRepública Embraer E-190

- Aerolínea de Antioquia
- AeroRepública
- لاتام كولومبيا
- APSA - Aeroexpreso Bogota
- أفيانكا
- EasyFly
- Heliandes
- سام كولومبيا
- SATENA

## روابط خارجية
قالب:List of airlines